# Roumanie
Pour les articles homonymes, voir Roumanie (homonymie).
Roumanie
(ro) România 
La Roumanie (en roumain : România) est un pays d'Europe de l'Est, partagé entre Europe centrale, orientale et du Sud-Est. C’est le sixième pays le plus peuplé de l'Union européenne et le huitième pays le plus grand pour sa superficie totale. La géographie du pays est structurée par les Carpates, le Danube et le littoral de la mer Noire. La Roumanie a comme pays frontaliers la Hongrie, l'Ukraine, la Moldavie, la Bulgarie et la Serbie.
Une forte majorité de la population s'identifie comme roumaine sur le plan ethnique (89 %) et de tradition chrétienne orthodoxe (81 %) ; 11 % des habitants déclarent appartenir à des minorités ethniques et 19 % à des confessions minoritaires ou être sans religion.
L'État roumain moderne émerge au milieu du XIXe siècle, mais l'histoire des Roumains est bien plus ancienne. Leur langue est romane et leurs origines se déclinent depuis les Thraco-Romains, à travers la Mésie (province romaine danubienne), la Dacie (pays des Thraces du Nord, conquis par l'empereur romain Trajan en 106), la Dacie aurélienne dans l'Empire romain d'Orient (dont les Roumains ont hérité leur tradition religieuse, majoritairement chrétienne orthodoxe), les principautés médiévales de Transylvanie, Valachie et Moldavie et enfin le « vieux royaume » roumain issu de l'union des « principautés danubiennes ».
À l'époque moderne l'influence du romantisme, avec ses idéaux d'émancipation culturelle et de progrès manifestés par le drapeau roumain et l'hymne, inspire toute une série de révoltes et révolutions (transylvaine en 1784, moldave et valaque en 1821, roumaine globale en 1848, anti-totalitaire en 1945-1960 et en 1989).
La monarchie constitutionnelle du XIXe siècle a évolué en démocratie parlementaire entre 1918 et 1938, puis un régime autocratique s'est installé, suivi par deux totalitarismes : fascisme des années 1940, et communisme de type soviétique dans la seconde moitié du XXe siècle, jusqu'en 1989 (chute de la dictature communiste d'une durée de 45 ans, et instauration d'une démocratie semi-présidentielle).
Après une croissance économique rapide au début des années 2000, l'économie roumaine s'est principalement tournée vers les services, la production et l'exportation d'automobiles et d'énergie, avec des entreprises comme Dacia et Petrom. Le pays est membre de l'OTAN depuis 2004 et de l'Union européenne depuis le 1er janvier 2007.

## Origine du nom
România, nom du pays, est un néologisme du XIXe siècle, mais il s'appuie sur le nom par lequel les locuteurs de la langue roumaine se désignaient depuis leurs origines, et qui est attesté par écrit depuis le XVIe siècle. Cet endonyme de români est relié à l'Empire appelé aujourd'hui byzantin, mais dont le nom réel et officiel était Ρωμανία (Romanía, de Rome, ancienne capitale de l'Empire romain). Jusqu'au XIXe siècle, les chrétiens orthodoxes se définissaient comme Ρωμαίοι (Romaíoi) ou Ρωμιοί (Romioí), et non Έλληνες (Hellènes, mot qui ne désignait alors que les païens antiques), et encore moins Βυζαντινοί / Byzantinoí (Byzantins, mot inventé par Hieronymus Wolf en 1557). En fait, tous les habitants de l'Empire romain d'Orient se définissaient comme Ρωμαίοι (Romées), qu'ils fussent albanais, arméniens, aroumains, grecs ou roumains. Ce n'est que peu avant leur guerre d'indépendance que les Grecs, toujours qualifiés de « Roumis » par les Turcs, vont commencer à se désigner comme Έλληνες (Hellènes), tandis que Roumains et Aroumains sont désignés par l'exonyme « Valaques ».
L'endonyme români, par lequel s'identifiaient les roumanophones, ne désignait pas, au Moyen Âge, une nationalité, mais simplement une origine et une langue communes (en roumain : limba românească). Les roumanophones s'identifiaient aussi par leur origine géographique : Moldave (en roumain : moldovean), Transylvain (en roumain : ardelean), de Munténie (en roumain : muntean), d'Olténie (en roumain : oltean), de Marmatie (en roumain : maramureșean), du Banat (en roumain : bănățean) ou de Dobroudja (en roumain : dobrogean). Ce sont Émile Ollivier, Élisée Reclus et Edgar Quinet, inventeurs du principe selon lequel on doit désigner un peuple par le nom qu'il se donne lui-même, qui ont imposé dans les langues étrangères le terme de « Roumains » à la place de « Valaques », « Moldo-valaques », « Moldaves », « Moldaviens », « Vlachs », « Volokhs », « Wallachiens » et autres « Romounes », devenus, d'ailleurs, flous et parfois péjoratifs (voir Origine des roumanophones).
Ces considérations ne sont pas purement savantes, mais participent à la définition de l'identité des Roumains, promue par les « éveilleurs de la nation » (en roumain : deșteptătorii neamului), imprégnés de l'esprit des Lumières, mais contestée dans les États voisins de la Roumanie, dont les instances culturelles et politiques considèrent jusqu'à aujourd'hui cette identité roumaine comme une « construction récente et artificielle ».
En français, le journal Mercure de France de juillet 1742 emploie pour la première fois l'expression « Valachie ou pays roumain » lorsqu'il présente le texte de la Constitution octroyée par le Prince Constantin Mavrocordato en 1746. En français, le nom « Roumanie » dans son acception moderne est attesté pour la première fois dans un ouvrage datant de 1816, publié à Leipzig par l'érudit grec Demetrios Daniel Philippidès. Mais ce sont Émile Ollivier, Edgar Quinet et Élisée Reclus qui ont introduit dans le français courant le nom de « Pays roumains » à la place de « Valachie », de « Moldavie » ou de « Moldo-Valachie ».
La dénomination des Roms ainsi que leur surnom de « Romanichels » n'ont pas de lien avec le nom de la Roumanie, même si des représentants de ce peuple vivent aussi en Roumanie : en effet « Rom » ou « Rrôma » signifie simplement « être humain », et « Romani Ichel » signifie « groupe d'hommes » en romani.

## Géographie
Les Carpates, le Danube et la mer Noire sont les structures majeures de la géographie physique. La Roumanie est à la 79e place mondiale et à la douzième du continent européen par son territoire de 237 499 km2 terrestres et 39 940 aquatiques dont 892 lacustres, 8 947 d'eaux territoriales et contiguës en mer Noire (soit un total de 247 338 sous souveraineté) et 30 100 de zone économique exclusive. Ce territoire, dont 120 345 km2 proviennent de la Roumanie d'avant 1913 (120 732 km2) et 117 154 km2 de l'Empire austro-hongrois (676 615 km2), a souvent varié dans le temps. Sur leur flanc oriental, les États formant l'actuelle Roumanie ont subi, de la fin du XVIIIe siècle jusqu'à la seconde moitié du XXe siècle, la pression de l'Empire russe puis de l'URSS et de ses États-successeurs : de cette pression découle une controverse identitaire concernant les Moldaves et un litige territorial et maritime avec l'Ukraine. Concernant l'extrémité orientale de leur frontière commune, c'est la Cour internationale de justice de La Haye qui, le 3 février 2009, a départagé la Roumanie et l'Ukraine dans le conflit qui les opposait autour du bras danubien de Chilia et du plateau continental maritime : il s'agit de territoires occupés par l'URSS en 1948, après le traité de paix de Paris de 1947. Le jugement de la cour n'a accordé à l'Ukraine que 2 500 km2 des 12 000 km2 de plateau continental que ce pays revendiquait, mais c'est la partie la moins profonde (la plus facilement exploitable) et, de plus, il a confirmé le traité frontalier bilatéral de 1997 abandonnant à l'Ukraine toutes les îles en litige, dont l'île des Serpents. Ainsi, à l'exception de la décolonisation occidentale, la Roumanie est un des rares pays européens à avoir perdu des territoires après les traités de paix consécutifs à la Seconde Guerre mondiale.
S'il arrive parfois que des partis nationalistes agitent le passé roumain de ces régions, la Roumanie n'a aucune revendication territoriale et a reconnu par des traités avec ses voisins toutes ses frontières, à l'exception du golfe de Musura à l'embouchure du bras de Chilia des bouches du Danube dont le partage n'a pas été fixé par la décision de la Cour internationale de justice de 2009 fixant les limites de la zone économique exclusive roumaine en mer Noire.

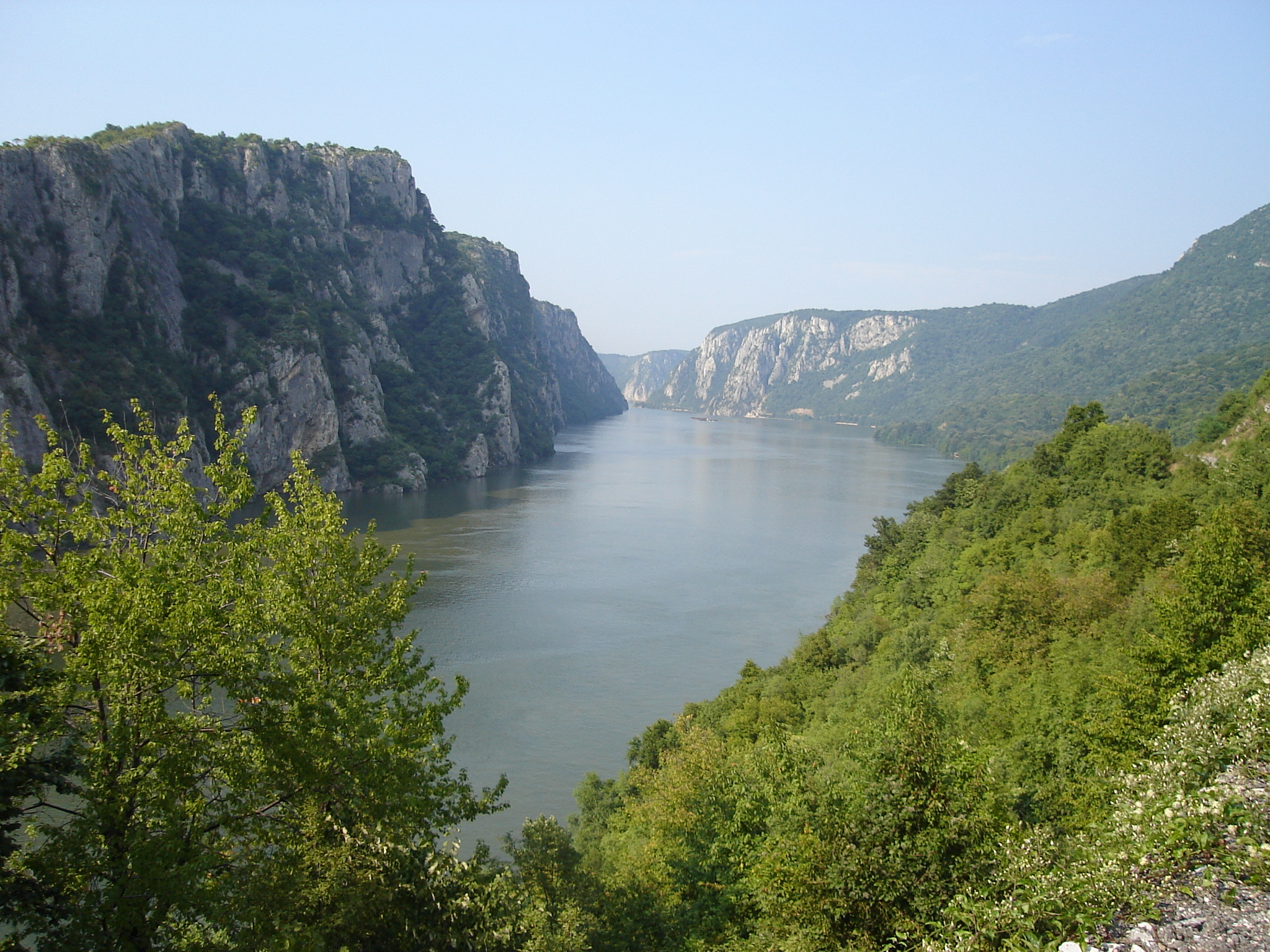
Le Danube près d'Orșova, aux Portes de fer
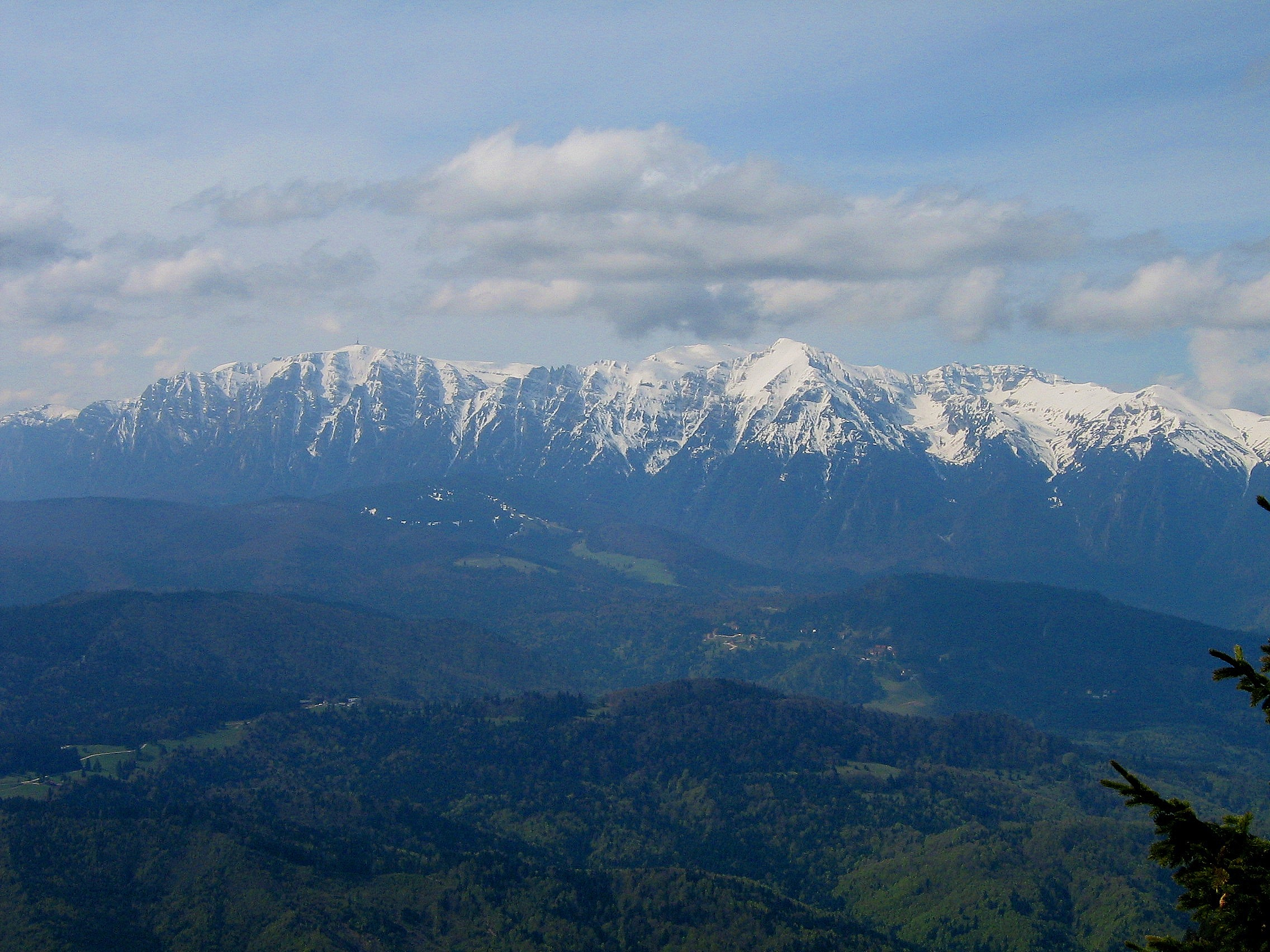
Les Alpes de Transylvanie ou les Carpates méridionales
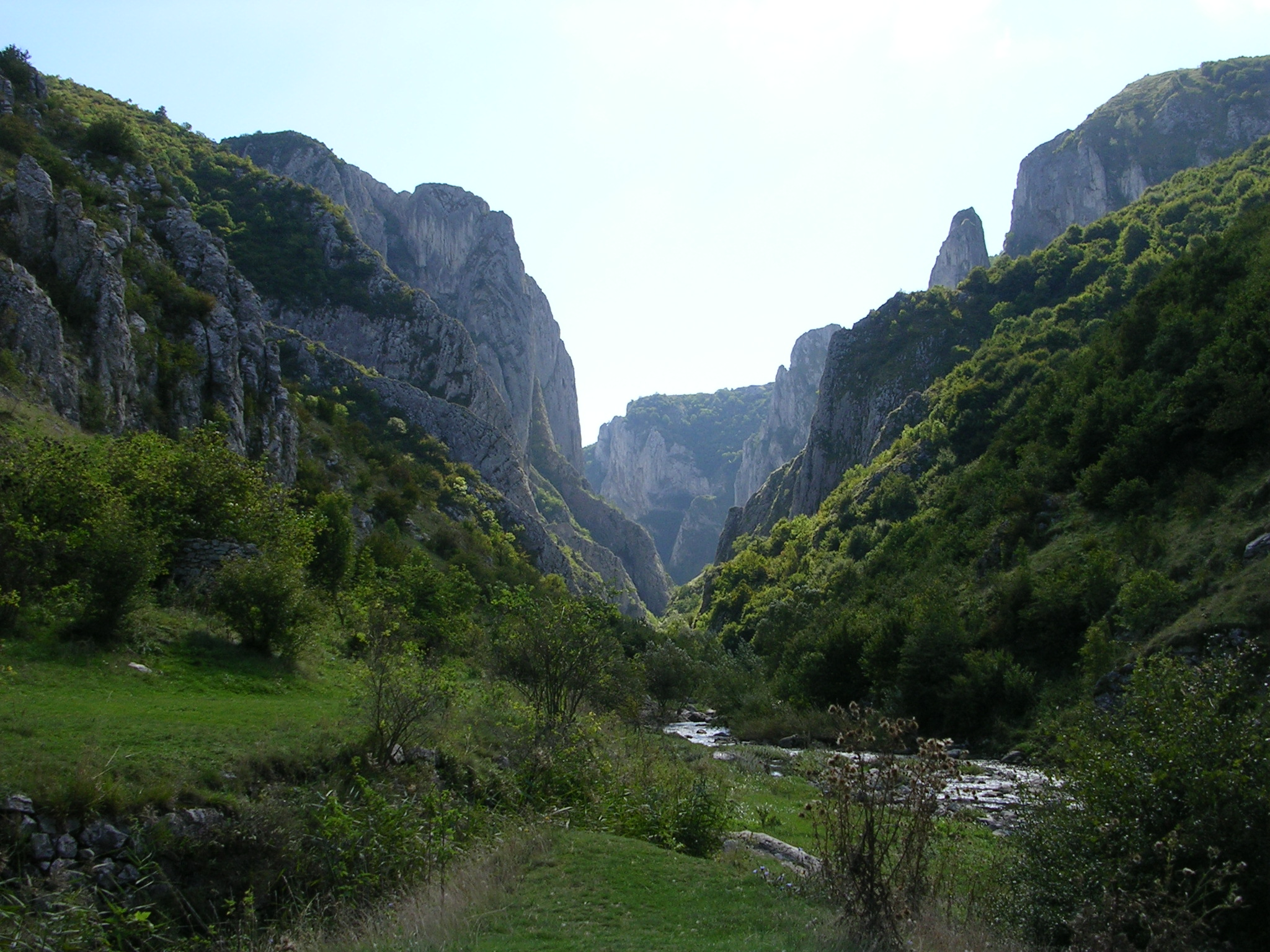
Paysage transylvain : Cheile Turzii dans les Carpates occidentales roumaines.
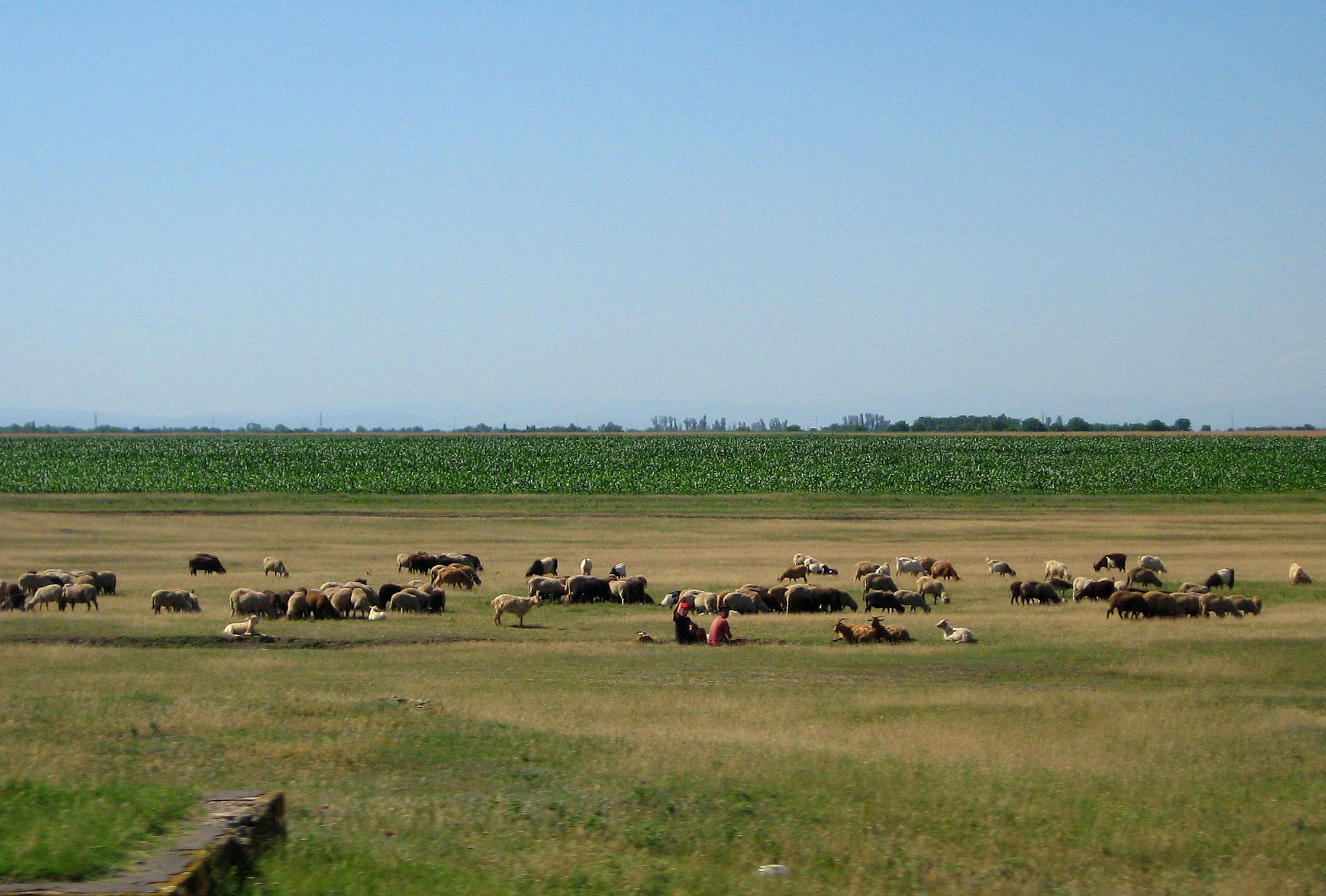
Pastoralisme et cultures dans la plaine valaque.
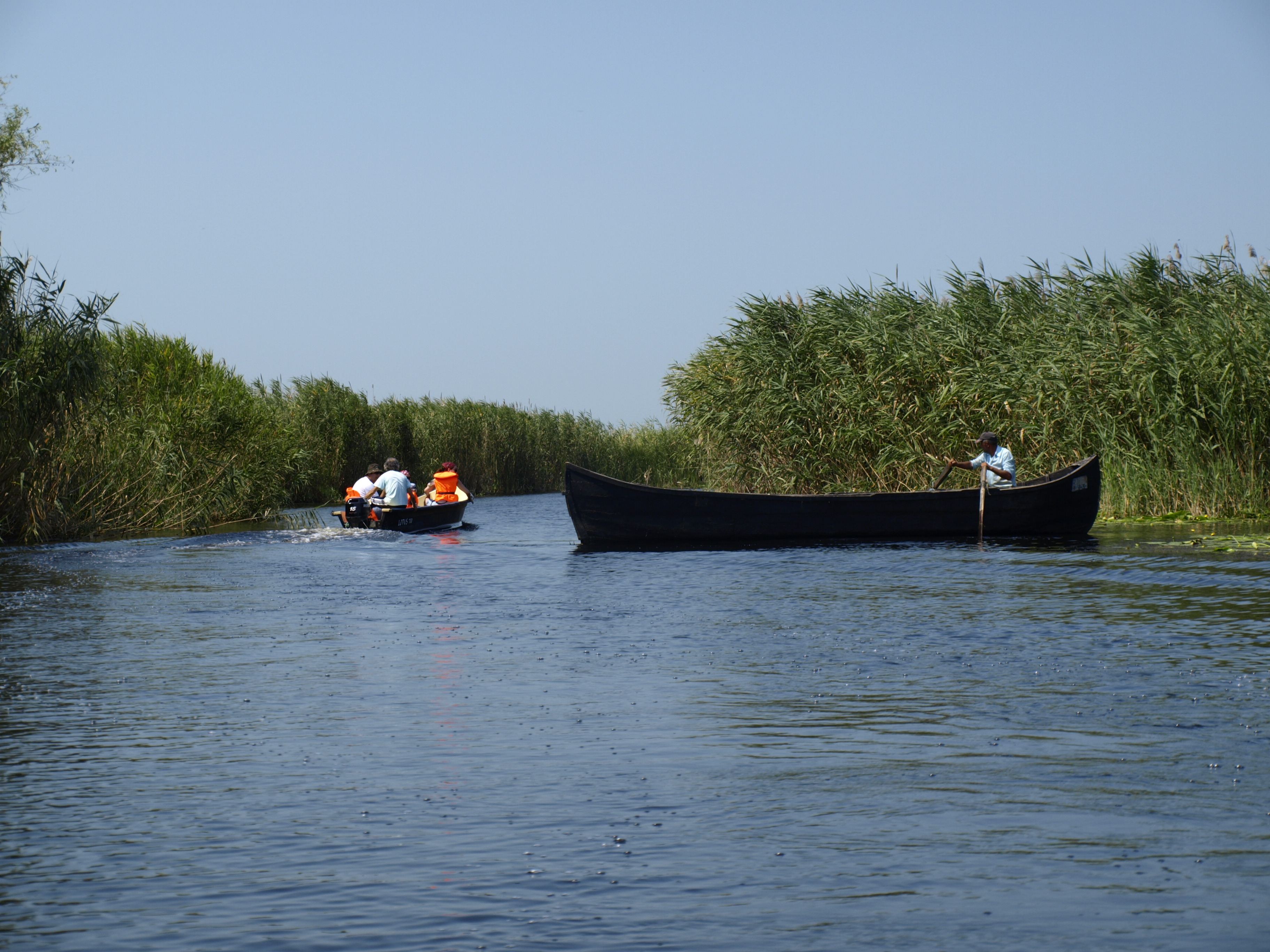
Un bras du Danube dans son delta, avec une lotca traditionnelle.
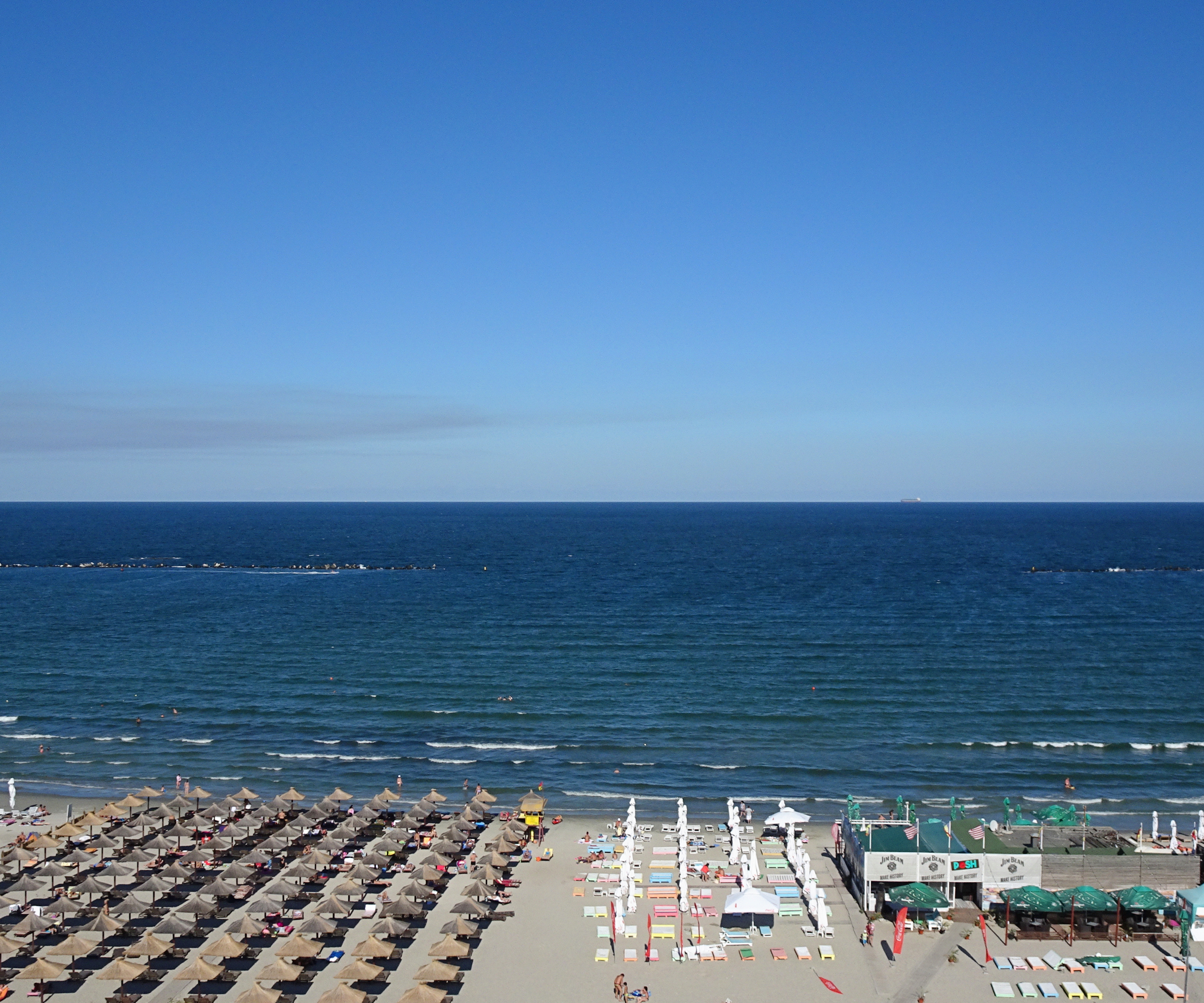
La mer Noire en Dobroudja
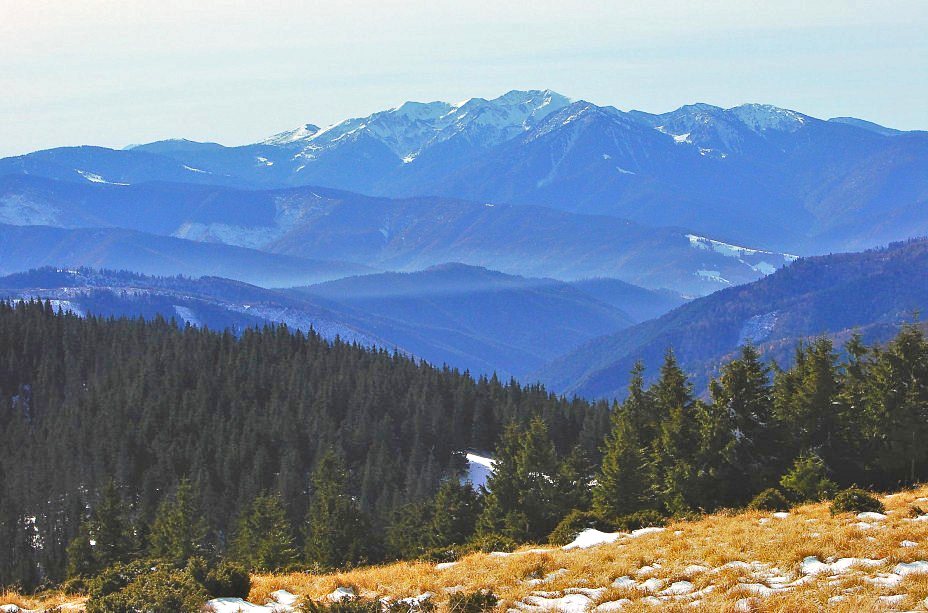
Paysage du Maramureș

### Topographie et hydrographie

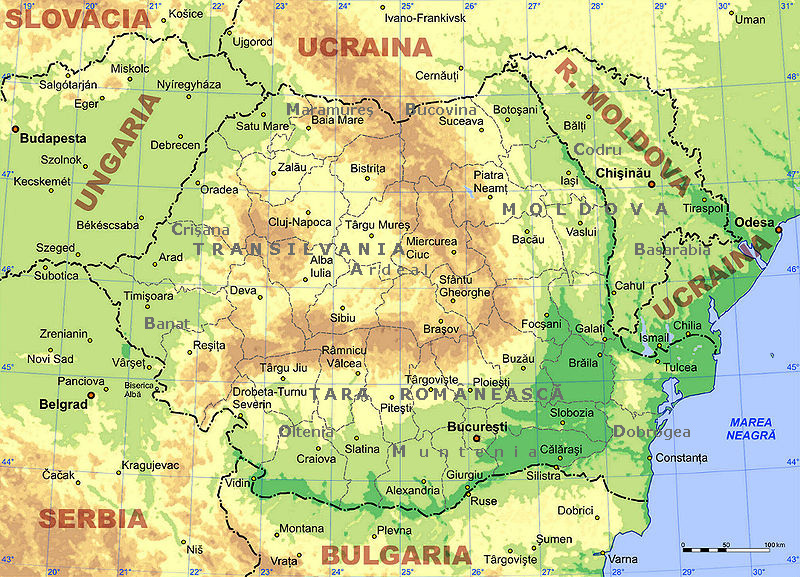
Carte topographique de la Roumanie

Située dans la partie orientale de la chaîne des Carpates et au nord-est des Balkans, la Roumanie occupe la plus grande partie du bassin inférieur du Danube et les régions montagneuses du bassin moyen du même fleuve. Le pays s'étage autour de la ligne de partage des eaux entre le bassin versant du moyen-Danube et celui du bas-Danube. Le bassin central transylvain est séparé de la Moldavie à l'est par les Carpates orientales et de la plaine de Valachie au sud par les Alpes de Transylvanie. La Roumanie borde à l'est la mer Noire où elle possède 30 100 km2 de zone économique exclusive qui pourraient receler cent milliards de mètres cubes de gaz, dont 24 milles nautiques de zone contiguë et 12 milles nautiques de mer territoriale. Cet accès sur la mer Noire permet au pays d'avoir des relations maritimes avec les principaux ports de la mer Méditerranée toute proche. Les pays voisins sont la Bulgarie au sud, la Serbie à l'ouest-sud-ouest, la Hongrie à l'ouest-nord-ouest, l'Ukraine au nord et à l'est et la république de Moldavie (autre pays à majorité roumanophone qui ne fait plus partie de la Roumanie depuis 1940) à l'est-nord-est.

### Géologie et pédologie

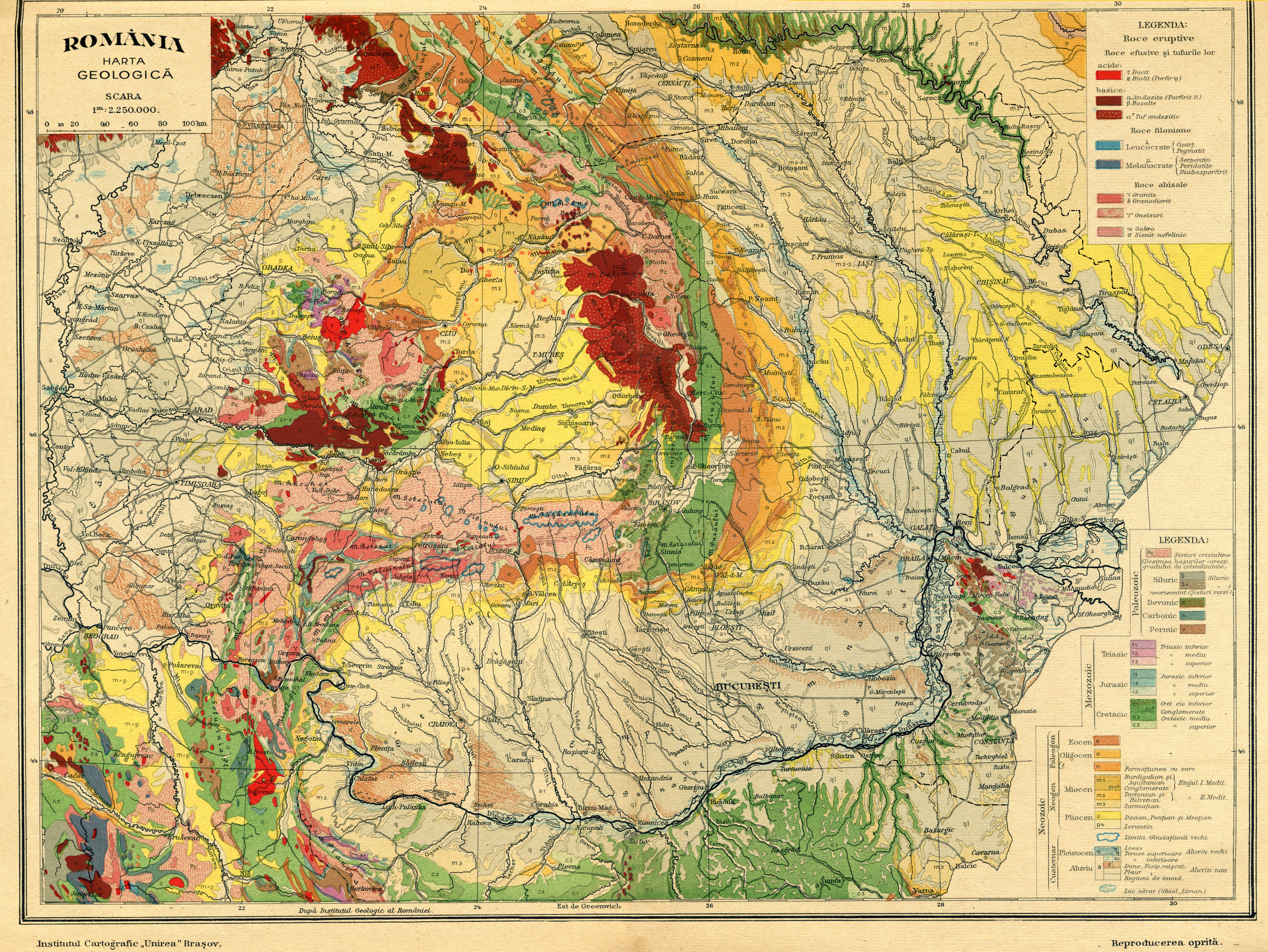
Géologie de la Roumanie et de ses voisins

La position de la Roumanie aux confins des boucliers pannonique, mésique et scythique détermine sa structure géologique articulée autour de l'orogenèse alpine, dont les Carpates sont un prolongement, et dont la boucle sud-est est souvent l'épicentre de séismes. À l'intérieur de cette boucle, le plateau transylvain est surélevé (altitude moyenne 220 m) par rapport aux plaines moldave et valaque. La première est vallonnée par une érosion accentuée au Messinien, alors que le niveau hydrologique de base était très bas et que les cours d'eau ont profondément entaillé le substrat. Ultérieurement, le fond de ces entailles a été en partie comblé. La seconde, comblée plus généreusement au Cénozoïque par les alluvions fluviatiles du Danube, est plus plate. Les roches les plus anciennes, d'âge hercynien, affleurent au sud-est, en Dobroudja. Au Néozoïque des sédiments récents, continentaux, voire éoliens, se sont déposés sur les alluvions fluviatiles et sur les plateaux, avant d'être remaniés par la fonte post-würmienne. La plaine valaque est fréquemment recouverte de dépôts de lœss.
De forts séismes cycliques supérieurs à 7 degrés sur l'échelle ouverte de Richter ont pour épicentre la région de Vrancea (à raison de deux ou trois fois par siècle) et, compte tenu de l'architecture de certaines constructions, causent de lourds dégâts et des victimes, surtout dans le Sud et le Nord-Est du pays sur l'axe Bucarest-Iași. Les tremblements de terre précédents de 1908 (6 octobre), 1940 (10 novembre) et de 1977 (4 mars) ont eu des effets en Bulgarie, république de Moldavie et Ukraine. Parmi les plus forts tremblements de terre connus on compte ceux de 1620, 1681, 1701, 1738, 1790 (entre 7 et 8 degrés sur l'échelle de Richter), 1802 (7,9 degrés), 1829 (7,3), 1838 (7,5), 1894 (7,0), 1908 (7,1), 1940 (7,7), 1977 (7,4), 1986 (7,1), le dernier a produit des dommages et fait des victimes en particulier en Moldavie, où des bâtiments se sont effondrés à Chișinău. Les tremblements de terre de moins de 7 degrés sont les plus fréquents mais n'ont causé ni dommages importants ni blessés ces dernières années : en 1990 (6,9 et la réplique 6,4), en 2004 (6,0), en 2009 (5,5 et 5,8) et en 2013 (5,5).

### Météorologie et climat

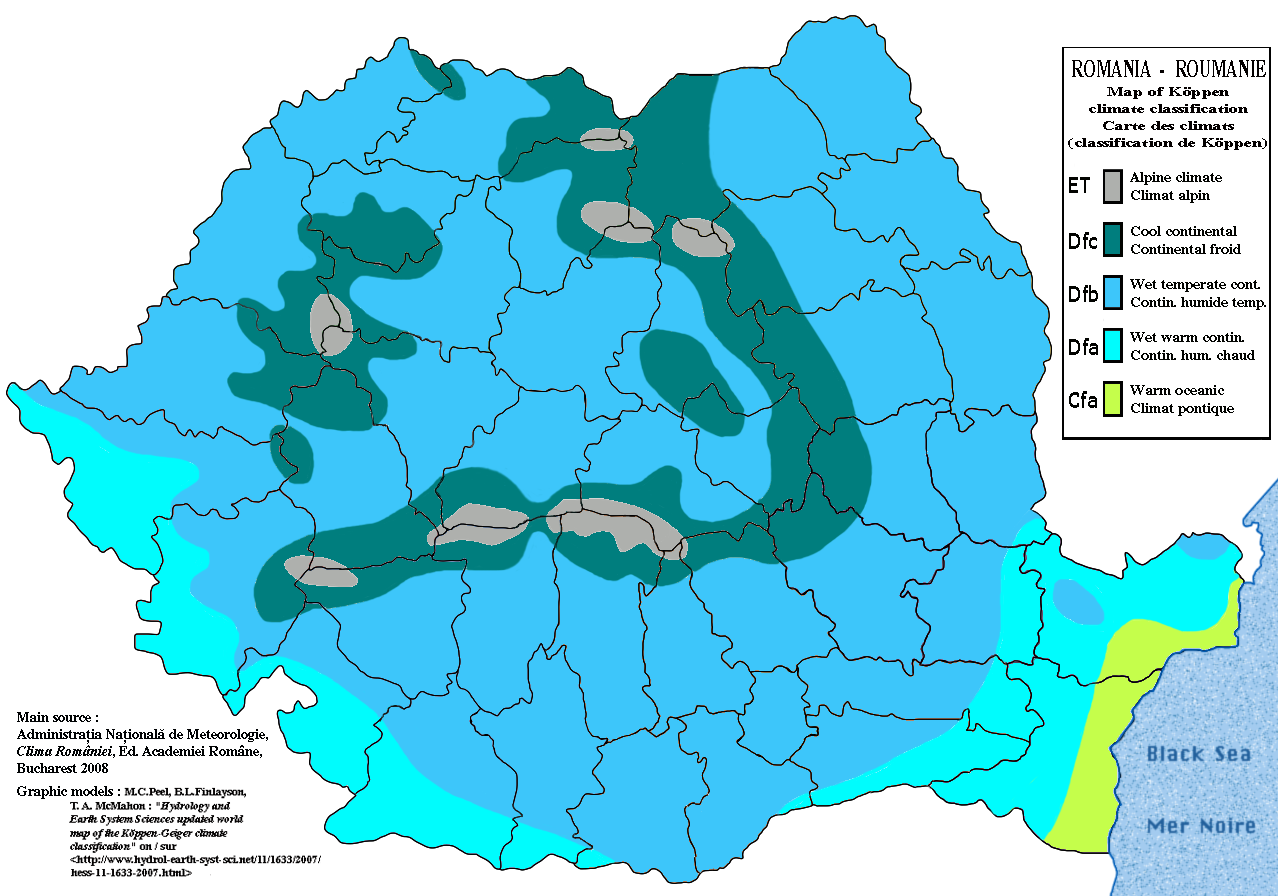
Le climat de la Roumanie selon la classification Köppen et selon Clima României, éd. de l'Académie roumaine, Bucarest 2008.

La position de la Roumanie lui confère un climat continental, plus accentué en Valachie et en Moldavie, plus modéré en Transylvanie et en Dobroudja, où respectivement l'abri des Carpates et l'influence de la mer Noire tempèrent les contrastes. Des hivers longs et parfois sévères (de décembre au début mars), des étés chauds (juin à début septembre), et un automne prolongé (septembre à novembre) sont les saisons principales, avec une transition rapide entre le printemps et l'été. À Bucarest, la température minimale en janvier est généralement de −5 °C, mais la température maximale en juillet dépasse souvent les 35 °C avec des pointes au-delà de 40 °C. Certains événements météorologiques exceptionnels ont marqué la géographie et le climat dans le passé.

### Ressources naturelles et sols

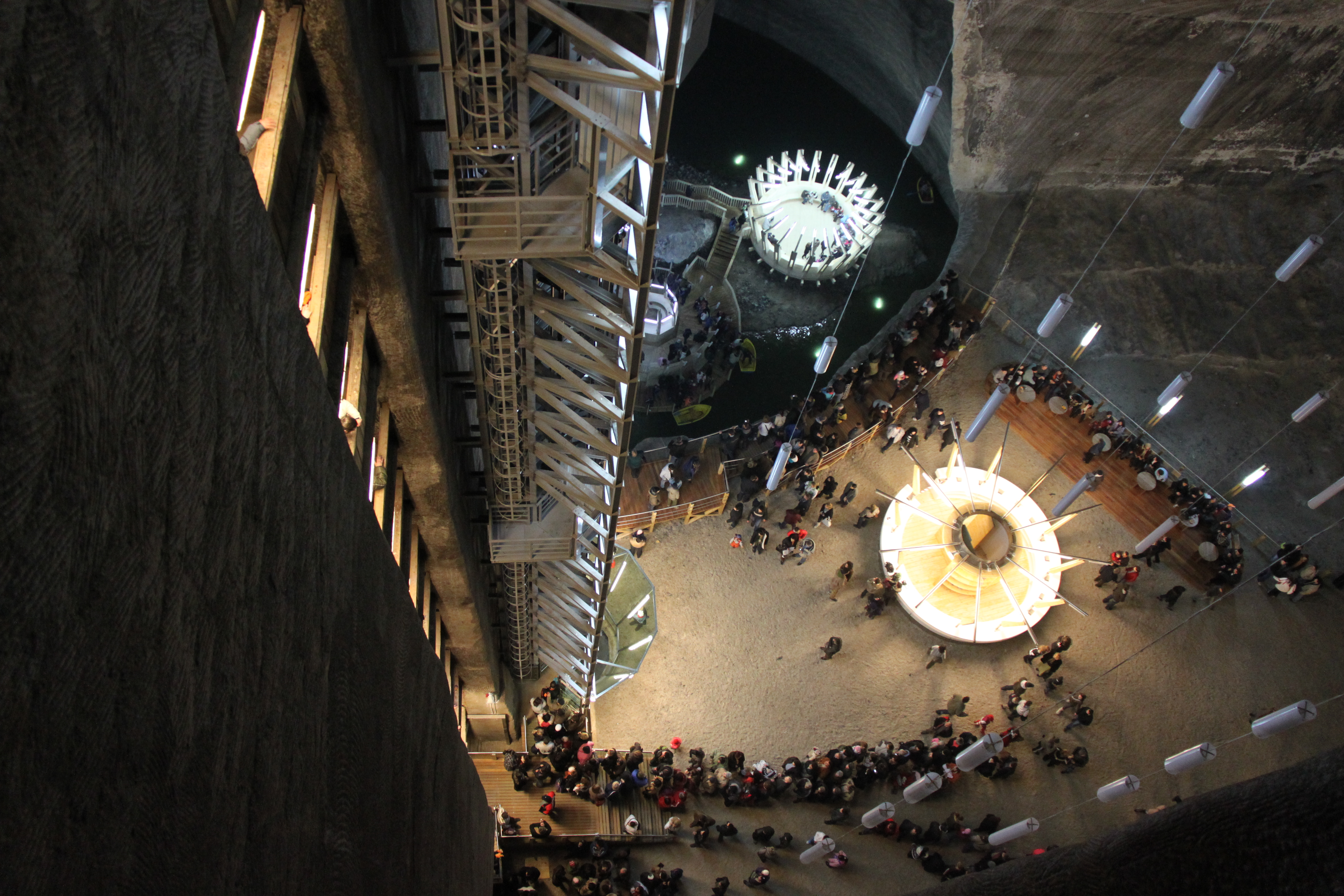
La mine de sel de Turda

La Roumanie possède plusieurs sortes de ressources naturelles :
- pétrole ;
- gaz naturel ;
- gaz de schiste ;
- or ;
- charbon ;
- minerai de fer ;
- sel[13] ;
- terres arables ;
- ressources hydrauliques.

L'occupation des sols est répartie comme suit :
- terres arables : 41 % ;
- terres irriguées : 31 020 km2 (en 1993) ;
- pâturages permanents : 21 % ;
- forêts et zones boisées : 29 % ;
- zones humides : 4 % (en 1993) ;
- haute montagne (au-delà de 2 000 m) : 2 %.

### Environnement

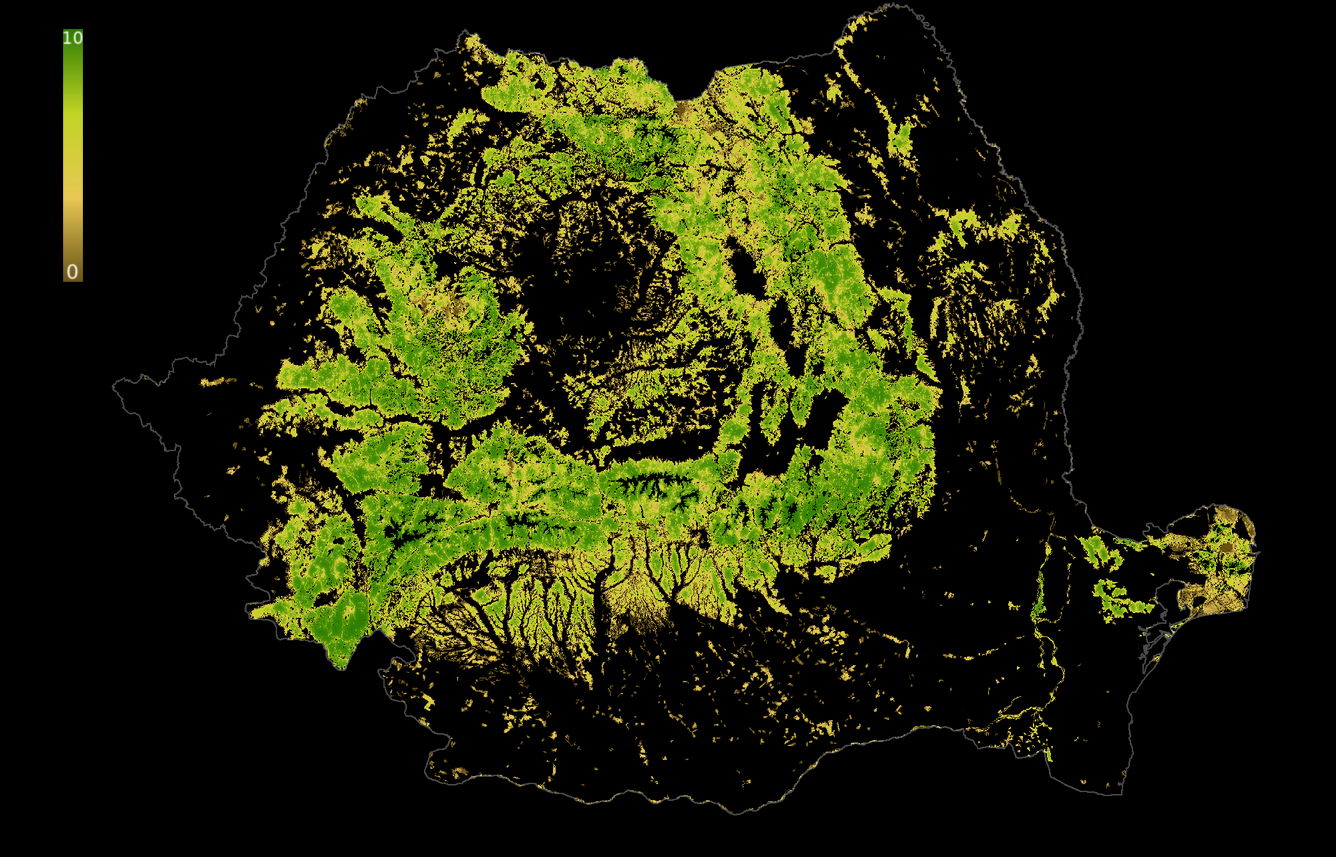
En 2019, La Roumanie avait un score moyen de l'indice d'intégrité du paysage forestier de 5,95, le classant 90e sur 172 pays.

Le pays perd intégralement ses forêts intactes (paysage « naturel » considéré comme à la fois non artificiellement morcelé et non dégradé) au cours des années 2000 et 2010.

#### Biodiversité
Concernant les principales formations végétales, forêts de conifères (sapins et mélèzes en particulier) et de feuillus (où dominent les chênes et les hêtres) s'étagent autour des Carpates mais régressent en raison de la déforestation depuis que Romsilva (l'office national des forêts roumain) a été privatisée et a mis en lotissement de nombreuses parcelles ; en plaine on trouve les prairies (dans la moitié nord-ouest du pays, plus humide et vallonnée) et les steppes (dans la moitié sud-est, plus sèche et plus plate), aujourd'hui exploitées de manière agro-industrielle par des entreprises privées souvent étrangères. Enfin le long du Danube, de ses principaux affluents et de la mer Noire, zones humides et milieux paraliques accueillent de nombreuses espèces d'oiseaux notamment dans le delta du Danube tels les pélican blanc et frisé, la cigogne blanche, le guêpier d'Europe, le rollier d'Europe, l'hirondelle de rivage, le héron pourpré, le crabier chevelu, parfois l'ibis falcinelle et bien d'autres.

#### Zones naturelles protégées
Les forêts d'altitude des Carpates forment une écorégion terrestre définie par le Fonds mondial pour la nature (WWF), qui appartient au biome des forêts de conifères tempérées de l'écozone paléarctique. Elle recouvre la chaîne des Carpates qui s'étend de la frontière orientale tchèque jusqu'aux Portes de Fer du Danube en Roumanie. Ces forêts abritent la plus grande population d'ours bruns, de loups et de lynx de toute l'Europe, ainsi qu'un tiers des espèces végétales du continent.
Pour protéger la biodiversité et le biotope spécifique des Carpates en Roumanie, des parcs nationaux et naturels ont été créés à partir de la deuxième moitié du XXe siècle, ce mouvement de création s'accélérant depuis le début du XXIe siècle, le cadre légal étant régi par deux dispositions légales prises par l'état roumain en 2000 et 2004. 14 parcs nationaux protègent ainsi la faune et la flore en Roumanie : parc national Ceahlău, le parc national des gorges de Bicaz-Hășmaș, parc national Rodna, parc national Călimani, parc national Semenic-gorges du Caraș, parc national des gorges de la Nera-Beușnița, Parc national Buila-Vânturariţa, Parc national Cozia, Delta du Danube, Parc national Defileul Jiului, Parc national Munţii Măcinului, Parc national Piatra Craiului, Parc national Retezat et Parc national Domogled-Valea Cernei. À ces parcs nationaux, s'ajoutent des parcs naturels (parc naturel Monts Maramureș, parc naturel Putna-Vrancea, parc naturel Defileul Mureșului Superior, parc naturel Comana, etc.).

##### Réseau européen Natura 2000
Le réseau Natura 2000 rassemble des sites naturels ou semi-naturels de l'Union européenne ayant une grande valeur patrimoniale, par la faune et la flore exceptionnelles qu'ils contiennent.
En décembre 2018, la Roumanie comptait 606 sites dont :
- 171 zones de protection spéciale (ZPS) pour les oiseaux sur une superficie de 38 748 km2 ;
- 435 zones spéciales de conservation (ZSC) (dont les pSIC, SIC) pour les habitats et les espèces sur une superficie de 46 498 km2 ;
- la superficie totale est de 60 577 km2, ce qui représente 22,7 % de la surface terrestre et marine du territoire de la Roumanie[17].

## Histoire
Les historiens distinguent quatre périodes dans l'histoire de la Roumanie :
- l'Antiquité, dominée par la confrontation, puis la synthèse, entre les civilisations gète/dace et romaine, et par l'influence grecque sur le littoral ;
- l'âge pastoral parfois aussi appelé « âge obscur » (obscur pour les historiens et objet de controverses entre eux, à cause de la pénurie de sources fiables), du IIIe siècle au XIIIe siècle, marqué par la christianisation, les invasions barbares et l'installation des Slaves, puis des Magyars, parmi les proto-Roumains ; cet âge pastoral où la population romanophone, alors appelée « valaque » vivait dispersée en « romanies populaires », correspond à l'Antiquité tardive et au haut Moyen Âge ;
- la période voïvodale, du XIVe siècle au milieu du XIXe siècle, qui correspond en gros à l'histoire des voïvodats de Transylvanie, de Moldavie et de Valachie ;
- la période moderne, qui correspond à la renaissance culturelle roumaine et à l'histoire de la principauté, puis du royaume de Roumanie, enfin de la république communiste puis libérale.

### Antiquité

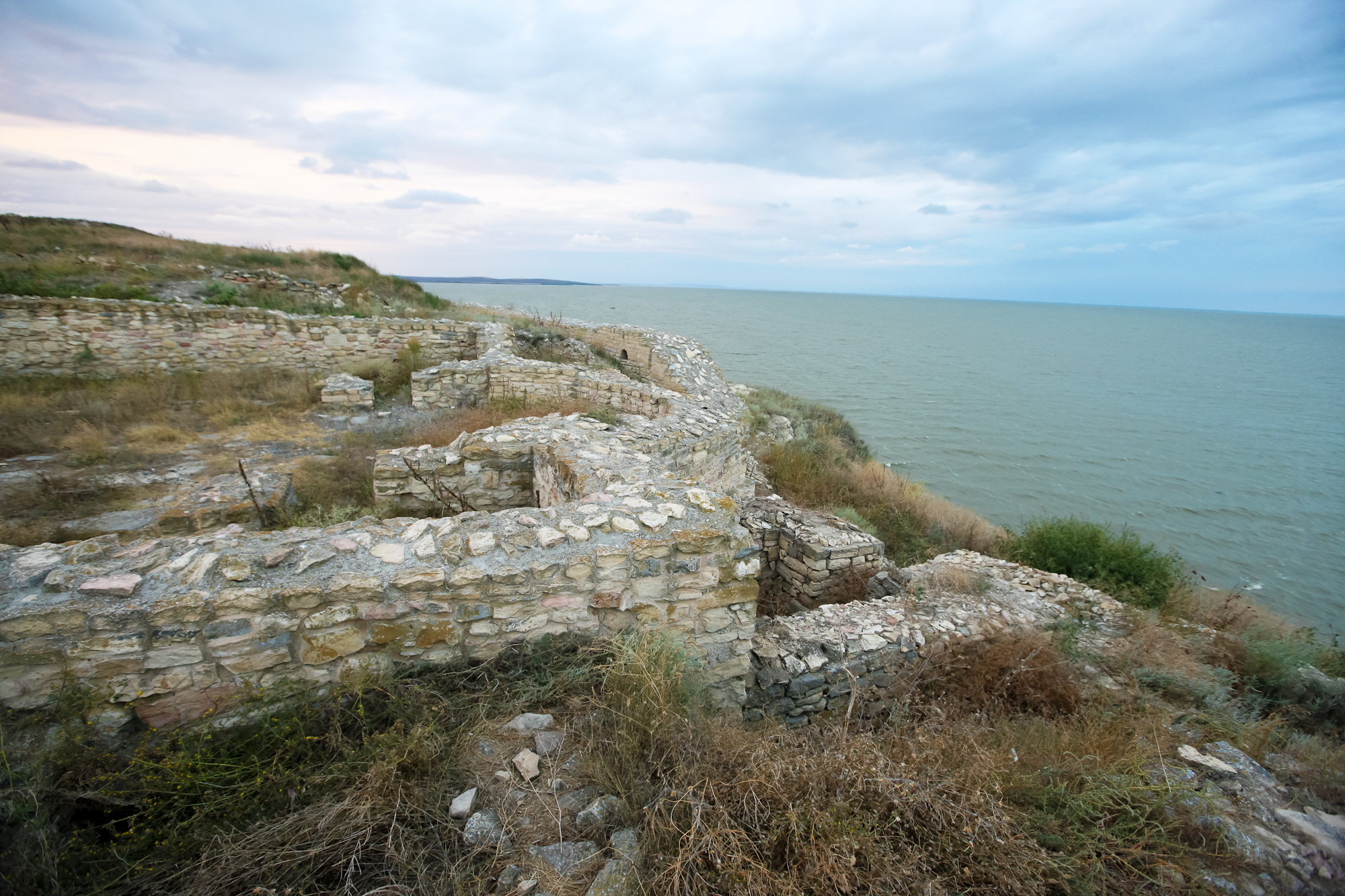
La cité antique d'Orgame, en Dobrogée

L'histoire des populations dont sont issus les roumanophones est bien documentée depuis l'apparition des Thraces et des premiers Daces (Thraces du Nord), conquis par l'Empire romain, dont la domination va durer six siècles au sud du Danube et 150 ans au nord, d'où Rome s'est retirée au milieu du IIIe siècle.
Au Ier siècle av. J.-C., les Romains latinisent les Illyres, les Celtes, les Thraces vivant dans les Balkans. Du IIe au VIe siècle, l'Empire gréco-romain d'Orient (dit « byzantin ») résiste contre les Goths, les Huns, les Avars et divers autres peuples germaniques et turcs. Les Latins et les Grecs subissent un processus de christianisation.

### Âge pastoral
Les populations latinophones du bassin danubien et des Balkans, sujettes ou bien de l'Empire romain d'Orient (au sud du Danube) ou bien des royaumes « barbares » (au nord du Danube), n'auront pas d'État à elles avant 1186, date de la fondation du royaume des Bulgares et des Valaques par les dynasties Deleanu, Caloianu et Asen. Peuplé, selon Théophane le Confesseur, Georges Cédrène et Théophylacte Simocatta, de Bulgares, de Valaques et de Grecs, ce royaume situé à cheval sur les deux rives du bas-Danube ne dure que 63 ans avant d'être remplacé par des Tzarats bulgares (au sud du Danube) et par des banats roumains vassaux de la Hongrie (au nord du Danube).
Au VIe siècle, des Slaves s'installent parmi les Romans orientaux, et des cavaliers proto-Bulgares, tengristes, arrivent et fondent un royaume s'étendant sur l'ancienne Yougoslavie, et les actuelles Roumanie, Moldavie, Macédoine et Bulgarie. Ce royaume adopte la langue slavonne et le christianisme : c'est la première Bulgarie du Danube, mais au nord de l'Haemos (et de la « ligne Jireček ») la population autochtone est romanophone : ce sont les « Valaques. » En Europe, l'Empire byzantin ne garde que la Grèce et les côtes de la péninsule des Balkans.
Au Xe siècle, l'empereur byzantin Basile II détruit le premier empire bulgare avec l'aide des cavaliers turcophones de la steppe. À ce moment, les Valaques roumanophones vivent en petites communautés pastorales éparpillées au milieu des Sklavinies slaves sur les deux rives du Danube sur les piémonts des Carpates et des Balkans : les valachies, dont les habitants transhument sur un vaste territoire, depuis les pays moraves jusqu'à la mer Noire et depuis la Podolie jusqu'en Morlaquie sur la mer Adriatique,, en Thessalie, en Acarnanie et dans les éparchies de Gortyne et de Mantinée.
Aux XIe et XIIe siècles au nord du Danube, les finnois Magyars fondent la Hongrie et y assimilent les principautés et les cnézats slaves ainsi que les valachies romanes de la Transylvanie. Au sud du Danube, les romanophones participent à la fondation du royaume bulgaro-valaque, reconnu sous ce nom par la papauté et les puissances de l'époque. Au XIIIe siècle, l'Empire byzantin est mis en pièces par la quatrième croisade, et les Occidentaux dits « Francs » qui en découlent, attaquent ensuite le royaume bulgaro-valaque, mais leur chef Baudouin de Flandre est tué.
En 1223, Mongols et les Tatars ravagent la région. En 1261, les Grecs reprennent Constantinople mais déjà les Turcs s'installent en Anatolie : dès lors, les populations orthodoxes sont prises entre les catholiques à l'ouest et les musulmans à l'est. Au nord du Danube, les Volochovènes sont vassaux de la Hongrie, de la principauté de Galicie-Volhynie ou des Tatars, et cohabitent avec des Iasses iranophones.
Concernant cet « âge pastoral », les deux Empires austro-hongrois et russe, confrontés au XIXe siècle aux revendications de la renaissance culturelle roumaine, se sont efforcés, par la méthode hypercritique, de réfuter les arguments des historiens roumains à propos de l'origine des roumanophones pour nier leur ancienneté dans les territoires dont ils revendiquaient l'autonomie ou l'union en un seul État : c'est le cas, entre autres, d'Eduard-Robert Rössler. Selon ce point de vue, il n'existait aucun locuteur des langues romanes orientales au nord du Danube durant l'antiquité tardive et le Haut Moyen Âge, et les valachies, équivalent romanophone des Sklavinies slaves, ne sont pour les historiens de ces empires (et de leurs États-successeurs) rien de plus que des exemptions de taxes accordées au XIVe siècle par les rois de Hongrie ou de Galicie-Volhynie à leurs nobles pour défricher des terres royales avec des ouvriers agricoles valaques importés des Balkans.
Comme de son côté, l'historiographie bulgaro-yougoslave postule que les locuteurs des langues romanes orientales sont apparus exclusivement au nord du Danube et ne sont venus dans les Balkans que tardivement après les Slaves et en très petit nombre, l'incompatibilité de ces deux thèses largement diffusées par les sources secondaires crée l'illusion historiographique et cartographique d'une disparition totale des langues romanes orientales durant mille ans, suivie d'une réapparition inexpliquée tardive. Dans cette perspective, les territoires où l'on parlait ces langues apparaissent comme de simples parties des États voisins, ne figurant, même en pointillé, ni les romanophones, ni les principautés autonomes de Moldavie, Transylvanie et Valachie. Des historiens roumains comme Gheorghe I. Brătianu ont rebondi sur ce paradoxe pour qualifier les Roumains d'« énigme et miracle historique ».

### Période voïvodale

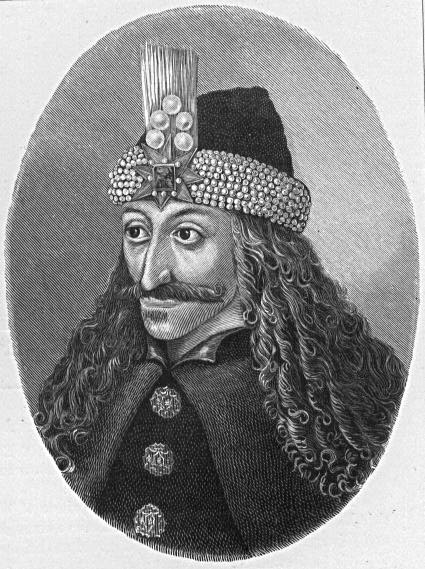
Vlad Țepeș, voïvode de Valachie, qui a bien involontairement offert son surnom de « Dracula » à Bram Stoker et à ses successeurs, pour en revêtir le fameux personnage de comte vampire.

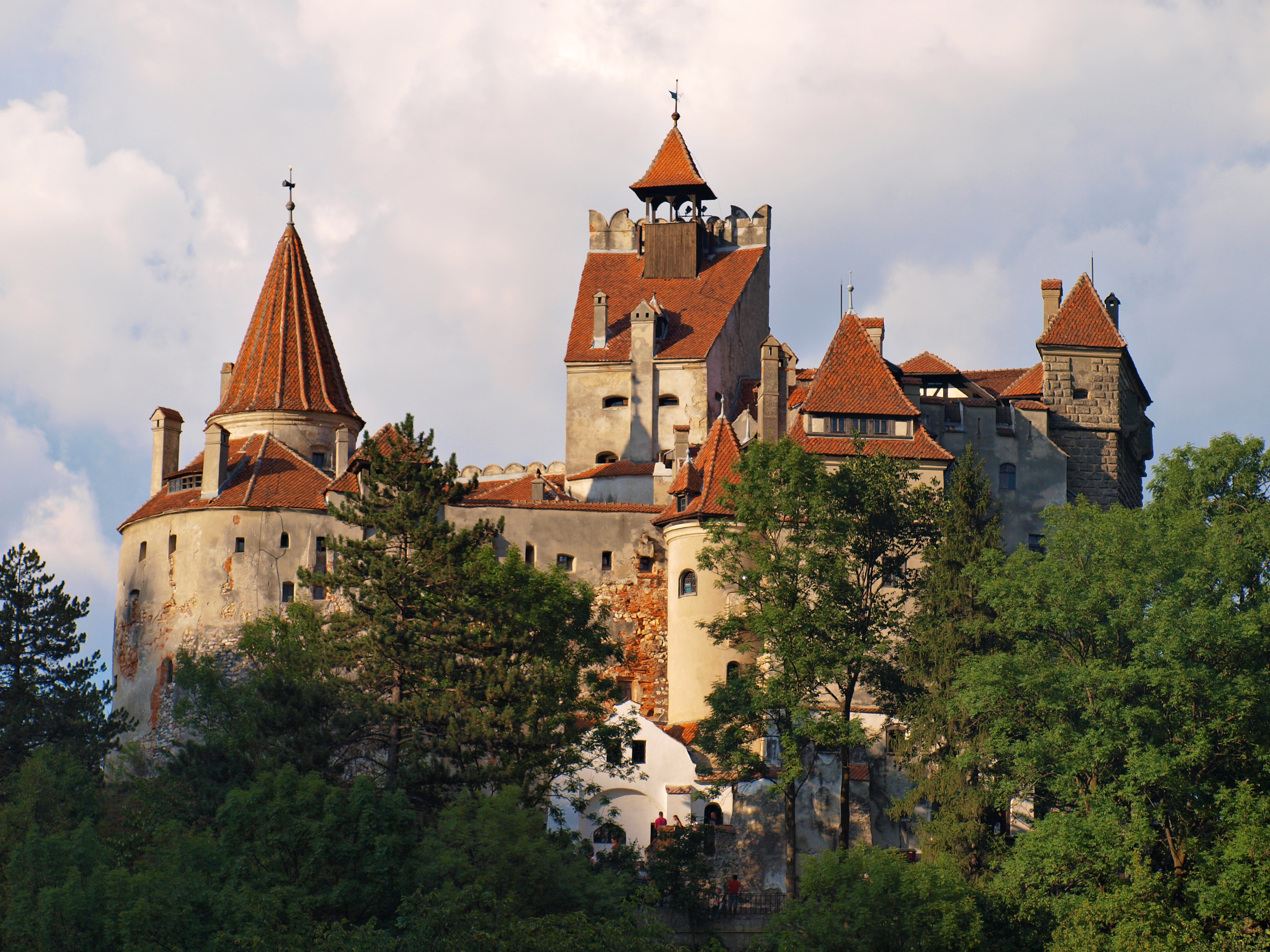
Château de Bran dit « de Dracula » (en fait, des saxons de Transylvanie et des Habsbourg).

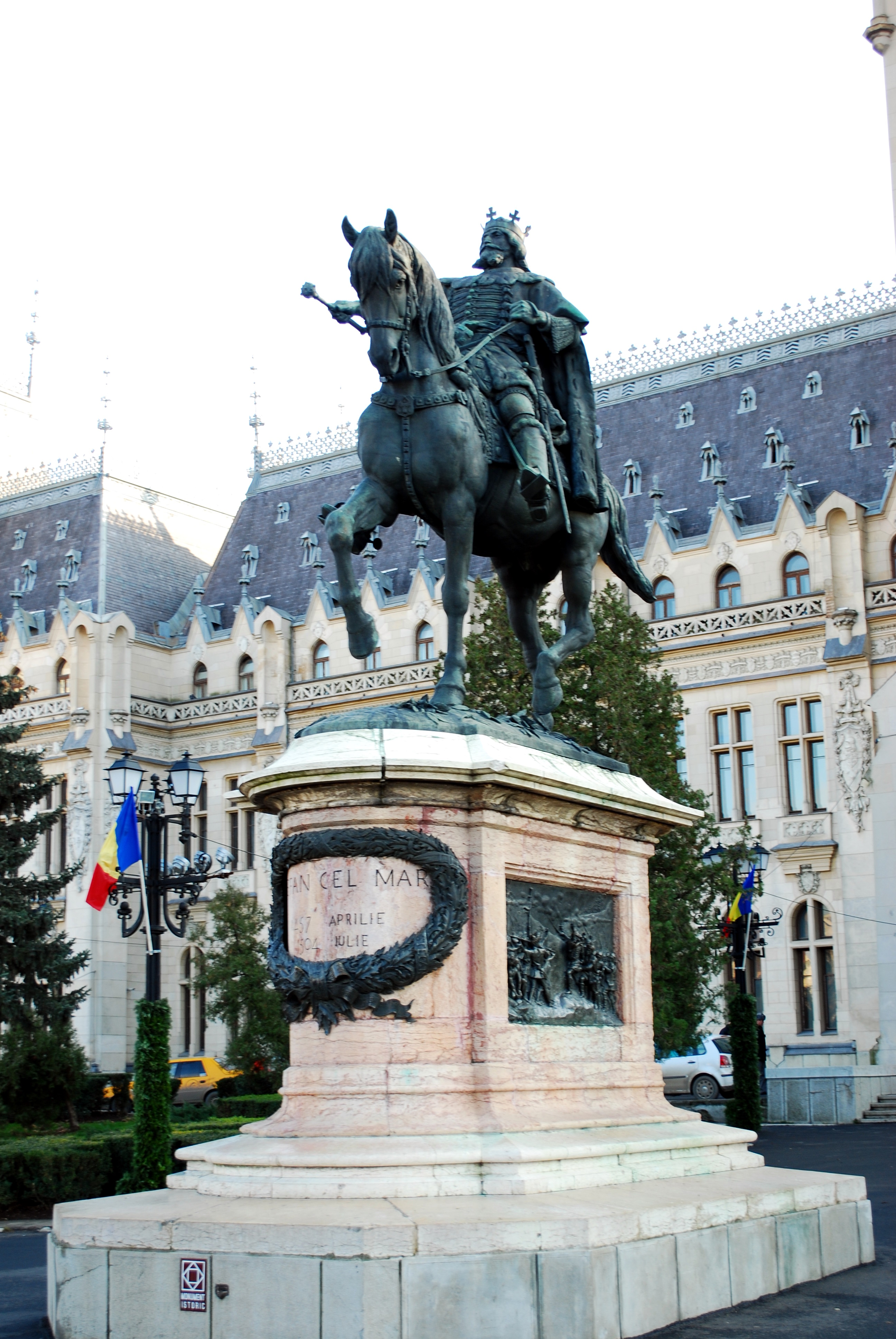
Statue du XXe siècle d'Étienne le Grand, voïvode de Moldavie au XVe siècle.

La fusion et l'indépendance des banats nord-danubiens donne au XIVe siècle les principautés de Moldavie et Valachie.
Au XIVe siècle, pendant que les Turcs occupent les Balkans, la noblesse roumaine, d'origine en partie coumane, fonde au nord du Danube les principautés roumaines de Moldavie et Valachie, qui seront vassales des Turcs mais garderont leur autonomie jusqu'en 1878. Il existait cependant des comptoirs italiens sur la mer Noire et le Danube, et la Transylvanie est alors une principauté vassale de la Hongrie, où la noblesse devient progressivement hongroise.
Au XVIe siècle, la vassalité turque remplace la hongroise en Transylvanie. Apparition du servage. Développement du protestantisme aux dépens du catholicisme, les Roumains restant toutefois orthodoxes à 80 %.

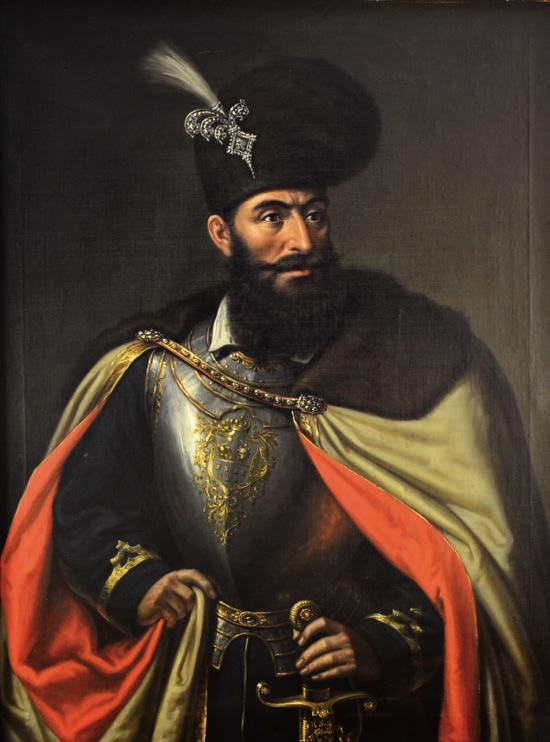
Michel I^{er} (le Brave), en 1600, régnait sur la Valachie, la Moldavie et la Transylvanie (représentation du XIXe siècle par Mişu Popp).

Au XVIIe siècle, la vassalité autrichienne remplace la turque en Transylvanie. Une partie des orthodoxes de la Transylvanie accepte l'autorité de Rome : ce sont les uniates ou gréco-catholiques.
Au XVIIIe siècle, sous l'influence humaniste, le servage est aboli en 1714 en Moldavie et Valachie, et des « droits égaux » sont revendiqués en Transylvanie en 1783 (Supplex libellus valachorum) qui débouche sur la révolution transylvaine de 1784 et sur la renaissance culturelle roumaine. L'empire d'Autriche annexe en 1775 le nord-ouest de la Moldavie, qu'il nomme Bucovine.
Au XIXe siècle, en 1812, l'Empire russe annexe (traité de Bucarest) une moitié est de la Moldavie (actuelle république de Moldavie) sous le nom de gouvernement de Moldavie-et-Bessarabie, peu après abrégé en Bessarabie.
Révolutions républicaines en 1821 et 1848.
En 1856, à la suite de la défaite des Russes à la guerre de Crimée, la principauté de Moldavie récupère une partie de la Bessarabie du sud ou méridionale (aujourd’hui Boudjak, ou Bugeac en roumain) (traité de Paris de 1856). Le traité stipule que la Moldavie et la Valachie doivent être garanties collectivement par les sept puissances étrangères qui ont signé le traité de rétrocession de la Bessarabie du Sud ou méridionale à la Moldavie : durant 22 ans, le processus de « dé-moldavisation » s’interrompt dans cette région.
Au traité de Paris (1856) mettant un terme à la guerre de Crimée (1853-1856), l'Empire russe doit rendre à la principauté de Moldavie cette bande de territoire, et aussi à l'Empire ottoman les bouches du Danube et l'île des Serpents, qu'elle avait acquis au traité d'Andrinople (1829). Bien que ces territoires soient minimes en regard de l'étendue de l'Empire russe, leur perte fut ressentie comme une humiliation par les Russes car c'était la première fois depuis le XVIIe siècle qu'ils devaient rendre une de leurs conquêtes.
C'est pour séparer l'Empire ottoman de la Russie et éviter ainsi de nouvelles guerres russo-turques que les négociateurs attribuent la Bessarabie méridionale à la Moldavie, qui l'organise en trois județe : Cahul, Bolhrad et Izmail.
Fondation en 1859 de la Petite Roumanie, par l'union entre la Moldavie occidentale et la Valachie.
Incorporation du grand-duché de Transylvanie au royaume de Hongrie en 1867, au sein de l'Autriche-Hongrie.
En 1878, à la suite de la guerre que Russes et Roumains ont menée ensemble contre l’Empire ottoman, la Russie récupère la Bessarabie du Sud ou méridionale (aujourd’hui Boudjak, ou Bugeac en roumain) (traité de Berlin de 1878) mais l’indépendance de la Roumanie est internationalement reconnue, sous le nom de royaume de Roumanie et aide l'actuelle troisième Bulgarie à gagner son indépendance contre l'Empire turc ottoman, en devenant le royaume de Bulgarie.
La Roumanie, qui n'était pas admise à participer aux négociations du congrès de Berlin, y est officieusement représentée par Victor Place, alors consul français à Iași, la métropole moldave. En compensation de la perte de la Bessarabie méridionale, elle reçoit, au-delà de la reconnaissance internationale de son indépendance vis-à-vis de l'Empire ottoman, un territoire de son littoral mais pris à celui-ci, moins fertile mais plus vaste que le territoire cédé à l’Empire russe, la Dobroudja du Nord avec les bouches du Danube et l'île des Serpents soit 15 908 kilomètres carrés.

### Période moderne

Animation montrant l'évolution territoriale de l'État roumain (1859-2014) :
Territoires n'ayant jamais appartenu à l'État roumain
Territoires ayant appartenu à un moment ou un autre à l'État roumain ou ayant été administrés par celui-ci
État roumain

#### Royaume de Roumanie

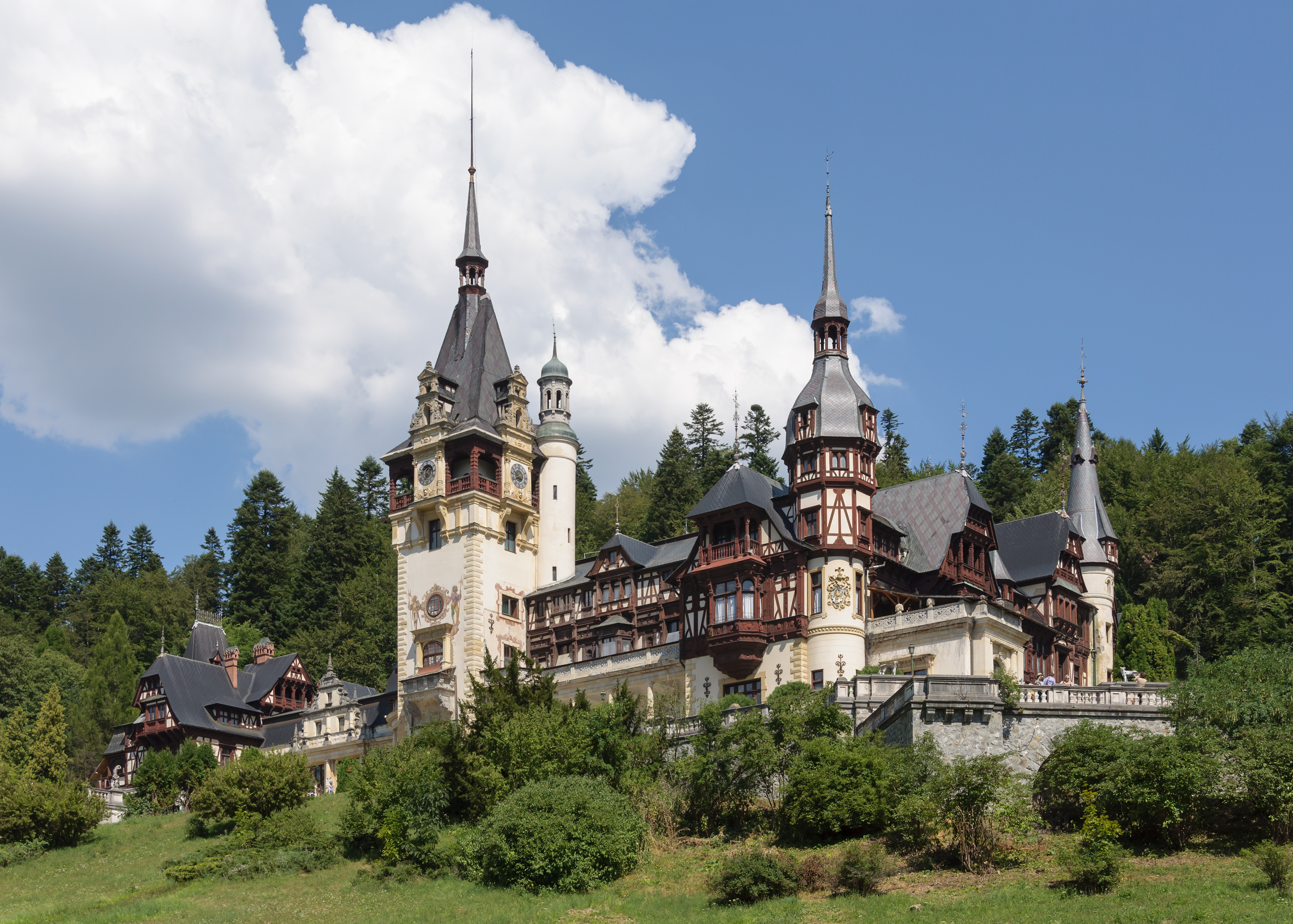
Le château de Peleș, ancienne résidence des rois de Roumanie.

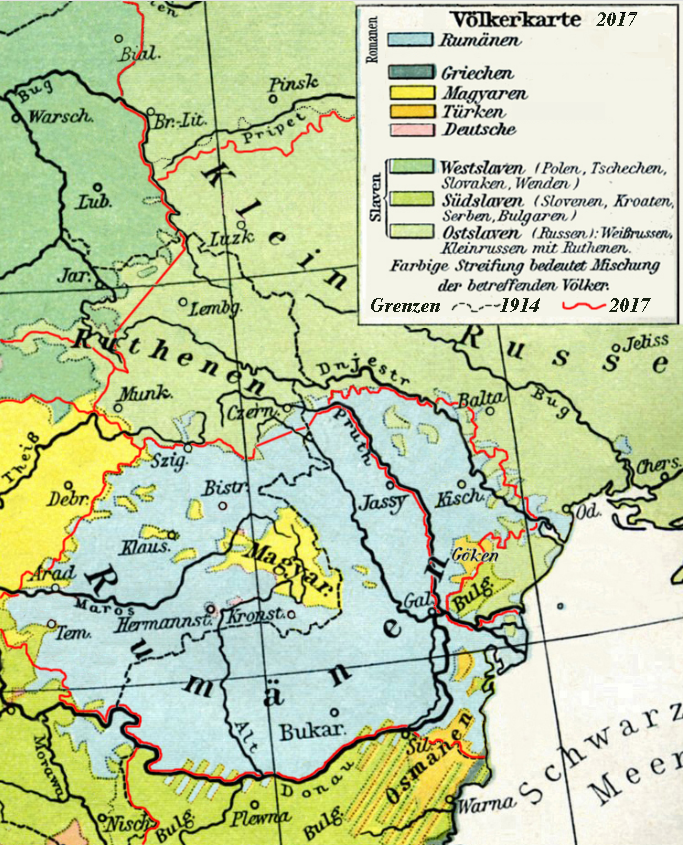
L'espace roumanophone en 1900 : l'État roumain n'en couvrait alors qu'environ la moitié.

Après quatre siècles d'autonomie sous l'influence ottomane, les principautés de Moldavie et Valachie fusionnent en 1859, à la suite de la défaite des Russes à la guerre de Crimée, pour former le Vieux Royaume de Roumanie, dont l'indépendance totale par rapport à l'Empire ottoman sera reconnue au congrès de Berlin en 1878 à la suite de la guerre d'indépendance menée avec les russes contre les Ottomans où la Roumanie perd à nouveau le Boudjak au profit de l’Empire russe mais acquiert les deux tiers de la Dobrogée (en roumain : Dobrogea, en bulgare : Dobroudja), la Bulgarie recevant le dernier tiers. Sous l'impulsion du Premier ministre Ion Brătianu, la Roumanie devient un royaume, Carol Ier étant couronné roi en mai 1881. C'est le « Vieux Royaume ».
Lors de la première guerre balkanique, la Roumanie reste neutre, mais, lors de la deuxième guerre balkanique, elle attaque la Bulgarie et lui enlève la Dobroudja du Sud par le traité de Bucarest.
Le 27 août 1916, la Roumanie déclare la guerre à la seule Autriche-Hongrie, mais par le jeu des alliances, l'Allemagne et la Turquie déclarent la guerre à la Roumanie. Celle-ci est défaite militairement en trois mois. L'armée allemande occupe Bucarest le 6 décembre. De leur côté, les Bulgares occupent la Dobrogée. La révolution russe prive la Roumanie du soutien de l'Empire russe, et la laisse dans une situation sans issue : le 9 décembre 1917, elle doit conclure un armistice séparé avec les Empires centraux, le traité de Bucarest de 1918 l'amputant d'une partie de son territoire (notamment de la moitié sud de la Dobrogée, qui devient bulgare).
En revanche, l'union, le 9 avril 1918, entre la Roumanie et la première république de Moldavie (proclamée le 27 octobre 1917 et indépendante le 14 décembre 1917) permet au royaume de Roumanie de sortir de sa défaite agrandi, mais ruiné et en proie à une épidémie de typhus.
L’été 1917, pendant la révolution russe, la majorité de la population de Bessarabie (toutes ethnies confondues), élit des députés à un Parlement (le Sfatul Țării), qui déclare l’autonomie, puis l’indépendance de la Bessarabie sous le nom de République démocratique moldave. La première république de Moldavie est (proclamée le 27 octobre 1917 et est officiellement indépendante le 14 décembre 1917). La mission française Berthelot et des éléments de la 11e division roumaine sont appelés pour défendre l’indépendance contre les armées russes dissoutes, « blanches » ou « rouges » et contre les nombreux déserteurs qui se livraient au pillage. En mars 1918, face aux attaques des bolcheviks de la république soviétique d'Odessa qui revendique et tente d'envahir le pays, le Parlement moldave (Sfatul Țării), décide d'unir le pays au royaume de Roumanie par 86 voix contre 3 et 36 abstentions et l'union sera officielle le 9 avril 1918.
Le royaume de Roumanie reçoit, toutefois, l'aide logistique de l'Entente, et notamment de la France, par l'entremise de la mission Berthelot, et, le 31 octobre 1918, il dénonce le traité et repart en guerre contre les Empires centraux, bénéficiant finalement de la victoire des Alliés.
Au printemps 1919, les Bolcheviks russes à l'est et le gouvernement communiste hongrois de Béla Kun à l'ouest, engagent les hostilités contre la Roumanie. Soutenues et encadrées par la mission Berthelot, les troupes roumaines, malgré quelques mutineries, repoussent les bolchéviks en Ukraine et pénètrent en Hongrie, où elles occupent bientôt Budapest, entraînant la fin du régime de Béla Kun.

#### L'entre-deux guerres
La défaite des Empires centraux et l'effondrement de l'Empire russe permettent à la Roumanie de voir sa population et sa superficie doubler par rapport à avant la guerre. La Bessarabie, auparavant russe, est occupée dès janvier 1918, et est annexée de fait. Le traité de Neuilly, le 27 novembre 1919, confirme le traité de Bucarest d'août 1913 qui concluait la seconde guerre Balkanique en retirant à la Bulgarie la Dobroudja du sud. Le traité de Saint-Germain du 10 décembre 1919 donne également à la Roumanie la Bucovine au nord, tandis que le traité du Trianon (4 juin 1920) lui attribue son plus gros gain territorial, la Transylvanie et le Banat, à l'ouest et au nord-ouest du pays.
La superficie de la Roumanie est donc passée de 137 177 km2 en 1913 à 295 049 km2 en 1920.
On parle désormais de la « Grande Roumanie », dont la population est de 18 657 000 habitants contre seulement 7 897 311 selon le recensement d'avant-guerre. Parmi cette population, selon le recensement de 1930, il y a 28,1 % d'habitants issus de minorités: 1,425 millions de Hongrois, 745 000 Allemands et 728 000 juifs, mais également des ukrainiens et des bulgares. Le statut de ces minorités est réglé par un traité imposé par la conférence de paix le 9 décembre 1919 à Alba Iulia, qui leur confère l'égalité des droits politiques.
La Roumanie se dote en 1921 de l'Agence Rador et votera très rapidement, de 1921 à 1923, de nombreuses réformes (vote des femmes, naturalisation des Roms et des réfugiés juifs, partage des grandes propriétés).
De 1923 à 1938, la Roumanie fonctionne selon un système de démocratie parlementaire.
Pour garantir sa position dans la région et se prémunir contre toute nouvelle menace hongroise, la Roumanie constitue en 1920 la Petite Entente avec la Tchécoslovaquie et le royaume des Serbes, Croates et Slovènes (futur royaume de Yougoslavie). Cette alliance est renforcée par le soutien de la France, de la Grande-Bretagne et de l'Italie. En 1926 vient s'ajouter un traité d'amitié avec Paris qui se veut ouvertement dirigé contre l'URSS.
La monarchie roumaine est cependant secouée de troubles dynastiques. En 1925, le prince héritier Carol ayant renoncé à ses droits à la couronne pour suivre sa maîtresse, son fils Michel est désigné comme futur roi et accède au trône deux ans plus tard, devenant Michel Ier (ou Mihai Ier), à l'âge de six ans.
La société roumaine demeure cependant assez inégalitaire, ce qui favorise l'apparition de mouvements visant à abolir l'ordre démocratique, tels que le Parti communiste de Roumanie (en 1922, déclaré illégal en 1924) et la Garde de fer nationaliste et antisémite (en 1927). La vie politique est marquée par une certaine instabilité, le Parti libéral de Ion I. C. Brătianu usant d'une loi électorale sur mesure pour contrer les progrès de l'opposition, menée par le Parti paysan de Iuliu Maniu. Il y a en Roumanie un net clivage entre d'un côté la paysannerie, majoritaire (79 % de ruraux), conservatrice mais modérée, très largement roumanophone et attachée à la petite propriété et à ses modes de production traditionnels, que le parti paysan entend représenter, et de l'autre côté les minorités (généralement de catégories sociales supérieures, à l'exception des Roms) et les citadins, minoritaires eux aussi, occidentalisés, très divers socialement, et dont les jeunes générations sont tentées soit par la social-démocratie laïque (opposée au conservatisme rural), soit par des idéologies radicales (marxisme athée ou nationalisme chrétien). En décembre 1928, le parti paysan obtient finalement une victoire électorale décisive et Iuliu Maniu devient chef du gouvernement. En 1930, avec son soutien et contre l'avis du conseil de régence, le père du roi revient en Roumanie et obtient l'abrogation de son acte d'abdication, devenant le roi Carol II, tandis que Michel redevient prince héritier : c'est le carlisme, qui combat la Garde de Fer par les armes.
Remportant ses premiers succès électoraux à partir de 1932, la Garde de fer, nationaliste, chrétienne intégriste et xénophobe, recrute surtout chez les jeunes, aussi bien en milieu rural que citadin. Elle s'organise en « nids » (copiés sur les « cellules » du PC) dont les membres sont des « Légionnaires », et multiplie les campagnes d'agitation. Le roi Carol II y répond par des arrestations et des emprisonnements parmi les « Légionnaires » (le nom officiel du mouvement est Légion de l'Archange Michel ; Garde de Fer est une déformation de « Zgarda de Fier » : la « Grille en fer », sobriquet populaire de son emblème représentant trois javelots verticaux disposés sur trois javelots horizontaux). En décembre 1933, des Légionnaires assassinent le Premier ministre Ion Duca, et se livrent à diverses violences, notamment contre des universitaires (la « légion » exige un numerus clausus contre les juifs dans les facultés), des francs-maçons et des journalistes démocrates. Le roi réplique en donnant à la gendarmerie l'ordre de tirer à vue sur les rassemblements légionnaires. La crise économique aidant, en 1937, la Garde de fer obtient 16 % des voix. Le 28 décembre 1937, dans le but de désamorcer ce processus, le roi nomme Premier ministre le nationaliste xénophobe et antisémite Octavian Goga qui, durant son bref ministère (jusqu'au 10 février 1938), promulgue des lois raciales restreignant l'accès des juifs et autres minoritaires à l'université et à la citoyenneté roumaine.
La situation se détériore après l'Anschluss de mars 1938. L'influence dans la région de l'Allemagne nazie ne cesse de progresser : le parti nazi de la minorité allemande, dirigé par Andreas Schmidt, et la Garde de Fer n'hésitent plus à commettre des pogroms et à assassiner en plein jour des universitaires, des parlementaires et des ministres réputés juifs, francs-maçons ou simplement partisans de l'ordre démocratique.
Carol II abolit alors ce qui restait de la démocratie parlementaire, et se dote des pleins pouvoirs (dictature « carliste ») en mars 1938, puis, tout en cherchant à apaiser l'Allemagne par une garantie de livraison du pétrole roumain, signe avec la France et le Royaume-Uni, le 13 mai 1939, un accord garantissant les frontières et l'indépendance de la Roumanie. Le roi lance l'armée dans une véritable guerre civile contre les nazis et les « Légionnaires » de la Garde de fer, dont le fondateur, Corneliu Codreanu, est arrêté, emprisonné et fusillé sans jugement.
Carol II refuse de participer au dépeçage de la Tchécoslovaquie alors que l'Axe lui offrait la Marmatie du nord ou Ruthénie, et, lorsqu'en application du Pacte germano-soviétique, l'Allemagne nazie et l'URSS envahissent la Pologne, la Roumanie, neutre, garantit le droit d'asile aux membres du gouvernement et aux divisions polonaises en fuite. Le Service maritime roumain les transporte à Alexandrie où ces forces rejoignent les forces britanniques. Le 21 septembre 1939, le Premier ministre Armand Călinescu qui avait décapité en mai 1939 la Garde de fer en arrêtant plusieurs de ses dirigeants, est assassiné par des « Légionnaires » aux ordres de Horia Sima, successeur de Codreanu. Armand Călinescu, francophile et anglophile tout comme le ministre des Affaires étrangères Grigore Gafencu, était soupçonné par l'Axe de vouloir engager la Roumanie dans la guerre aux côtés des Alliés. Le roi Carol II s'efforce de maintenir encore sa politique pendant quelques mois, mais la défaite militaire de la France et la situation très précaire de la Grande-Bretagne rendent très théoriques les assurances que ces deux pays avaient faites à la Roumanie.

#### Seconde Guerre mondiale et période fasciste
En 1938, le roi Carol II instaure sa dictature personnelle qui fait tirer sur les fascistes de la Garde de fer, juger et exécuter leur chef Corneliu Codreanu et qui combat également le Parti communiste. Au début de la Seconde Guerre mondiale ce roi anglophile fait garantir les frontières du royaume par le Royaume-Uni et la France. Par la mer Noire, grâce à la flotte du SMR et sous escorte de la marine de guerre, la Roumanie transfère le gouvernement polonais et des militaires à Alexandrie, où ils sont recueillis par les Britanniques. Allié avec Joseph Staline par le pacte germano-soviétique de 1939, Adolf Hitler considère donc la Roumanie, à juste titre, comme une puissance hostile.
À peine la France a-t-elle signé l'armistice, que l'URSS lance un ultimatum à la Roumanie le 26 juin 1940. Suivant le Pacte germano-soviétique, le gouvernement de Joseph Staline exige de l'ambassadeur roumain à Moscou, Gheorghe Davidescu, la cession de la Bessarabie et de la Bucovine du Nord sous peine d'envahir la Roumanie, et l'ambassadeur allemand à Bucarest, von Killinger, conseille vivement à Carol II d'obtempérer. Le 28 juin 1940, l'URSS occupe la Bessarabie et la Bucovine du nord. La Roumanie est obligée de céder la Bessarabie et la Bucovine du Nord à l'URSS, la Transylvanie du Nord à la Hongrie et la Dobrogée méridionale à la Bulgarie. La Roumanie ne conserve que la moitié de son territoire de 1918. Les deux tiers de la Bessarabie et une parcelle de territoire ukrainien (appelée par les Roumains « Transnistrie » moins grande que la région de Transnistrie) forment alors la République socialiste soviétique moldave. La Bucovine du Nord, le raion de Herța, une partie de la Bessarabie du Nord et Bessarabie du Sud ou méridionale (le Boudjak) sont incorporés à l'Ukraine soviétique.
Pour éviter le sort de la Pologne voisine, rayée de la carte de l'Europe par l'Allemagne nazie et l'URSS, le 4 juillet 1940, Carol II remplace ses ministres anglophiles et francophiles par le gouvernement d'Ion Gigurtu (Premier ministre du 4 juillet au 4 septembre 1940), qui déclare « adhérer loyalement à la politique de l'Allemagne nazie », et laisser Adolf Hitler arbitrer le conflit territorial entre la Roumanie et la Hongrie au sujet de la Transylvanie,. Gigurtu déclare à la radio : « La Roumanie doit consentir à des sacrifices territoriaux pour démontrer la fiabilité de son adhésion à l'Axe ». Le cabinet Gigurtu comprenait même un ministre de la Garde de Fer : son chef Horia Sima, successeur de Codreanu. Fin août 1940, lors d'une rencontre avec Hitler, Gigurtu approuve en effet « l'arbitrage » de Hitler,,, et la Roumanie, se soumettant au « Second arbitrage de Vienne », cède le 30 août 1940 la Transylvanie du nord au royaume de Hongrie, et, le 7 septembre 1940, par les Accords de Craiova, rend la Dobroudja du Sud à la Bulgarie. Ces pertes territoriales représentent plus d'un tiers de la Grande Roumanie, mais Gigurtu estime que c'est le prix à payer pour ne pas subir le sort de la Pologne.
Mais ce « prix de la paix » précipite la chute du roi : la Garde de fer de Horia Sima et le général Ion Antonescu s'unissent pour un coup d'État qui aboutit à l'abdication et à l'exil de Carol II au profit de son fils de 19 ans Mihai Ier, qui redevient donc roi. La Garde de fer et Antonescu établissent un régime totalitaire désigné du nom d’État national légionnaire qui va inéluctablement pencher du côté des forces de l'Axe et de leur politique. Une fois au pouvoir, la Garde de Fer renforce la législation antisémite promulguée par les gouvernements de Octavian Goga et Ion Gigurtu et met également en place une autre législation dirigée contre les commerçants et hommes d'affaires grecs et arméniens, qui sera surtout appliquée de façon que les fonctionnaires roumains puissent toucher de larges pots-de-vin. Les syndicats et les associations ont été interdits à la fin de l'année 1940. Le pouvoir réel appartient à l'ambassadeur nazi von Killinger. La Garde de fer organise des attentats, tue plusieurs ministres et intellectuels démocrates et s'en prend aux Juifs et aux Tsiganes. L'opinion n'est pas acquise au régime, des maquis se mettent en place, et le 8 octobre 1940, officiellement à la demande de la Roumanie, les troupes allemandes franchissent la frontière roumaine. Quelques semaines plus tard, en novembre 1940, la Roumanie adhère à l'Axe. Quant aux effectifs de la Wehrmacht stationnés en Roumanie, ils seront bientôt plus de 500 000, qui contrôlent les voies de communication, les puits de pétrole, et se mettent à pied d'œuvre pour attaquer l'URSS. Lors de l'opération Barbarossa, Antonescu engage la Roumanie aux côtés de l'Allemagne en juin 1941 pour récupérer la Bessarabie. Mais il ne se contente pas de cela : il fait occuper par l'armée roumaine la Transnistrie (une partie de la Podolie ukrainienne), s'y livre à des atrocités, et envoie l'armée roumaine au massacre à la bataille de Stalingrad. Un Conseil national de la résistance se forme entre les mouvements de partisans, les dirigeants des partis politiques démocrates interdits et le roi Michel, qui renversent Antonescu en août 1944 : la Roumanie déclare alors la guerre à l'Axe, engageant 550 000 soldats contre l'Allemagne.
Le 27 novembre 1940, pour « venger l'exécution de Codreanu », des Légionnaires de la Garde de fer assassinent 64 anciens ministres, députés et intellectuels démocrates, tous détenus à la prison de Jilava (près de Bucarest) ainsi que l'historien et ancien Premier ministre Nicolae Iorga et Virgil Madgearu, ancien ministre de l'Économie.

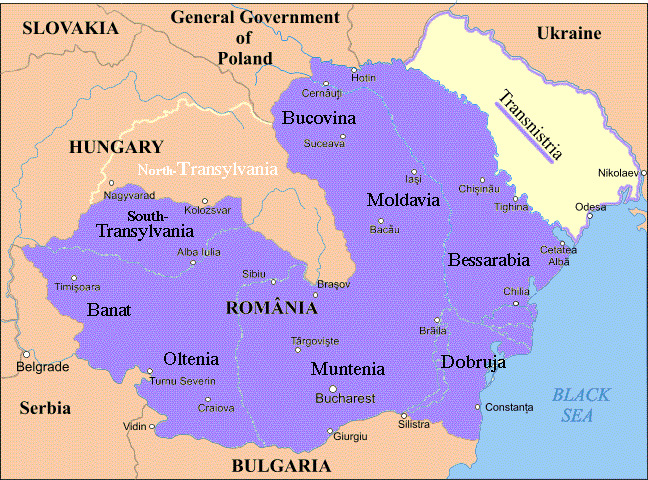
Frontières de la Roumanie entre 1941 et 1944, avec la Transnistrie à l'est.

Pour être en mesure de reconquérir la Bessarabie, Antonescu accepte d'engager son pays plus avant dans la collaboration avec le Reich. Mais après les assassinats et le pogrom du 27 novembre, Antonescu, estimant que la Garde de Fer est en train de dresser l'opinion contre le régime, dissout le service d'ordre de la Garde et fait juger et exécuter les assassins de Iorga. Le 20 janvier 1941, la Garde de Fer tente de s'emparer du pouvoir par un coup d'État doublé d'un pogrom à Bucarest (130 victimes), mais Antonescu réplique, des coups de feu sont échangés, et au bout de quatre jours d'affrontements, la « Légion », qui a perdu plusieurs centaines de membres, est contrainte de quitter le gouvernement. Sima et beaucoup d'autres « Légionnaires » trouvent asile en Allemagne alors que 3 000 autres sont emprisonnés. En mars, Antonescu, qui s'auto-proclame « Pétain roumain », se fait plébisciter et obtient 2 millions de oui contre 3 360 non.
Le terme de « régime Antonescu » fait référence aussi bien à Ion Antonescu qu'à son vice-président du Conseil et ministre des Affaires étrangères, Mihai Antonescu (homonyme sans lien de parenté).
La Roumanie a participé à la Seconde Guerre mondiale du 22 juin 1941 au 9 mai 1945 : jusqu'au 23 août 1944 le régime Antonescu combat aux côtés de l'Axe tandis que deux divisions (Vladimirescu et Horia-Closca-Crisan), quelques unités de la flotte et aviateurs, combattront du côté des Alliés ; à partir du 23 août 1944 le pays entier passe du côté Allié. 473 000 soldats roumains ont été engagés contre l'URSS : parmi les forces de l'Axe, il s'agit du contingent le plus fourni après celui de l'Allemagne. Les opérations militaires des forces roumaines terrestres contre l'URSS les portent vers l'Est jusqu'au sud-ouest d'Astrakhan, en Kalmoukie (automne 1942) et de plus, les forces roumaines sont engagées dans des crimes contre l'humanité en Transnistrie. À partir du 24 août 1944, 397 000 soldats roumains sont engagés contre l'Axe : il s'agit du contingent le plus fourni après ceux des États-Unis, de l'URSS et de l'Empire britannique. La campagne militaire des forces roumaines terrestres aux côtés de l'Armée rouge se poursuit vers l'Ouest jusqu'aux abords de Prague en Tchécoslovaquie (Chotěboř-Humpolec),.
Les deux Antonescu sont jugés et exécutés en 1946. L'ambassadeur allemand von Killinger s'est, pour sa part, suicidé en août 1944.
Ayant combattu dans les deux camps, la Roumanie fut considérée comme un pays vaincu à la conférence de paix de Paris en 1947, et dut céder des territoires à l'URSS et à la Bulgarie (qui, elles aussi, avaient pactisé avec le Troisième Reich au début de la guerre, avant de rejoindre les Alliés). Les Alliés ne comptent pas la Roumanie parmi eux, comme l'espérait le roi Michel Ier, à l'exemple de Charles de Gaulle et de la France libre, et ne lui reconnaissent même pas le statut de « co-belligérant » accordé à des pays comme la Turquie ou le Venezuela qui ne sont intervenus contre l'Allemagne qu'à un mois ou 15 jours de la fin. En effet, l'importance de son engagement contre l'URSS et les crimes commis par l'armée roumaine sont vivement reprochés au pays : le régime Antonescu est considéré comme représentatif par les Alliés, bien qu'il soit issu d'un coup d'État et non d'une décision parlementaire comme le régime de Vichy. Toutefois, la contribution roumaine du côté allié (et le fait que le gouvernement fasciste hongrois de Ferenc Szálasi soit resté fidèle à l'Axe jusqu'au bout) lui vaut de récupérer la Transylvanie du Nord. La Roumanie sort ainsi de la guerre diminuée de près de 60 000 km2 et de 4 millions d'habitants, dont 3 devenus citoyens soviétiques ou bulgares, et 1 million de morts (y compris les 320 000 à 360 000 juifs).
La Bessarabie, ayant changé de mains trois fois au cours de la guerre, où le front s'est trouvé de mars à août 1944, est la région qui en a démographiquement le plus souffert. Selon les rapports des ministres Krouglov et Béria à Staline, exhumés par l'historien Nikolai Bougai, et selon les données des recensements, de 1940 à 1950 la région a perdu un tiers de sa population, passant de 3 200 000 personnes selon le recensement roumain de 1938, à 2 229 000 selon le recensement soviétique de 1950.
Donc 971 000 personnes ont disparu en 10 ans :
- 140 000 Allemands de Bessarabie ont été déportés en juillet 1940 vers l'Allemagne en application du Pacte germano-soviétique
- 120 000 Moldaves (en majorité roumanophones, mais aussi des « Russes blancs ») ont été déportés par les soviétiques entre le 28 juin 1940 et le 22 juin 1941 (dans la seule nuit du 13 juin 1941 - 13 470 familles, comprenant 22 648 personnes, dont approximativement 2/3 de femmes et enfants)[53];
- 230 000 Juifs ont été soit massacrés par le régime du maréchal Ion Antonescu, soit ont fui vers l'URSS et ne sont jamais revenus, qu'ils s'y soient établis ou qu'ils y aient été rattrapés par la Wehrmacht et tués par les Einsatzgruppen;
- 250 000 Moldaves roumanophones ont été déportés par les soviétiques entre 1944 et 1948 ;
- 150 000 personnes sont mortes entre 1946 et 1947 à la suite de la famine provoquée par les réquisitions soviétiques alors qu'on était en période de mauvaises récoltes (politique déjà appliquée en Ukraine voisine dans les années 1920-1930 (Holodomor).
- 11 324 familles sont déplacées de force hors de Moldavie le 6 juillet 1949 (environ 81 000 personnes), en majorité sur critère religieux (« vieux-croyants », églises néo-protestantes, catholiques).

En 1950, de tous ces « indésirables » ou « nuisibles » déportés hors du pays, 49 000 étaient encore en vie sur les lieux de leur déportation (toujours dans Bougaï).
La Roumanie est obligée de céder la Bessarabie et la Bucovine du Nord et le raion de Herța à l'URSS. La Bessarabie formera la RSS de Moldavie, tandis que la Bucovine du Nord et le raion de Herța sont incorporée à la RSS d’Ukraine soviétique. Ensuite une partie de la Bessarabie du Nord et la Bessarabie du Sud ou méridionale (le Boudjak) sont aussi incorporés à l'Ukraine soviétique. Les deux tiers de la Bessarabie et une parcelle de territoire ukrainien (appelée par les Roumains « Transnistrie » moins grande que la région de Transnistrie) forment alors la République socialiste soviétique moldave.
Aujourd'hui la partie orientale de la Moldavie historique se trouve sur le territoire d'un État indépendant, la république de Moldavie, tandis que la partie occidentale appartient à la Roumanie. Sa partie septentrionale, la Bucovine, est partagée entre la Roumanie et l'Ukraine au Nord et sa région littorale proche de la mer Noire ainsi que la Bessarabie du Nord et le raion de Herța sont en Ukraine.
L’arrondissement de Herța, les îles de Coasta-Dracului, Dalerul mare, Dalerul Mic, Maican (sur le bras frontalier de Chilia, dans le delta du Danube), Limba (à l’embouchure de ce même bras) et Șerpilor (en mer Noire) et les eaux territoriales correspondantes qui n’avaient jamais appartenu à l’Empire russe, et n’avaient jamais été revendiqués par l’URSS, se trouvèrent ainsi dans le même statut litigieux, sans avoir été mentionnés par le pacte Hitler-Staline, ni par l’ultimatum soviétique du 26 juin 1940, ni par le traité de paix de Paris, et sans que leur annexion ait été ratifiée par le Soviet suprême soviétique ni par l’Assemblée nationale roumaine. Seuls des protocoles bilatéraux soviéto-roumains entérinaient leur occupation par l’URSS, et tout au long des 45 années de régime communiste, les dirigeants roumains Gheorghe Gheorghiu-Dej et Nicolae Ceaușescu tentèrent d’en obtenir la rétrocession. La Roumanie reprocha à l’Ukraine d’avoir posé unilatéralement des bornes frontière jusque devant le port roumain de Sulina, et le fait que les cartels et dépliants explicatifs du site historique de Cetatea Albă à Bilhorod-Dnistrovsky et à Hotin, ne mentionnent pas ou peu leur passé moldave. Un jugement du CIJ, accepté par les deux pays, régla le contentieux le 13 février 2009, reconnaissant l’appartenance des îles à l’Ukraine, mais attribuant à la Roumanie 80 % des eaux territoriales contestées. Lorsque l’Ukraine proclama son indépendance, elle hérita, en tant qu’état successeur de l’Union soviétique, de ces territoires en litige, que revendiqua le gouvernement roumain démocratiquement élu d’Emil Constantinescu en 1995. Pour ne pas s’aliéner l'Ukraine et pour éviter des tensions sur la ligne de contact des sphères d’influence de l’OTAN et de la fédération de Russie, la communauté internationale fit alors pression sur la Roumanie pour qu’elle renonce à ses revendications, dans le cadre du processus d’intégration de ce pays dans l’OTAN et dans la sphère d’influence de l’Union européenne,. La Roumanie reconnut définitivement de jure sa frontière avec l’Ukraine par le traité roumano-ukrainien du 2 juin 1997 signé à Constanza. Depuis lors, d’autres petits litiges territoriaux entre les deux pays sont apparus à l’embouchure du bras de Chilia (golfe de Musura), mais l’appartenance de l’arrondissement de Herța à l’Ukraine n’est pas remise en question.

#### Période communiste et fin de la monarchie

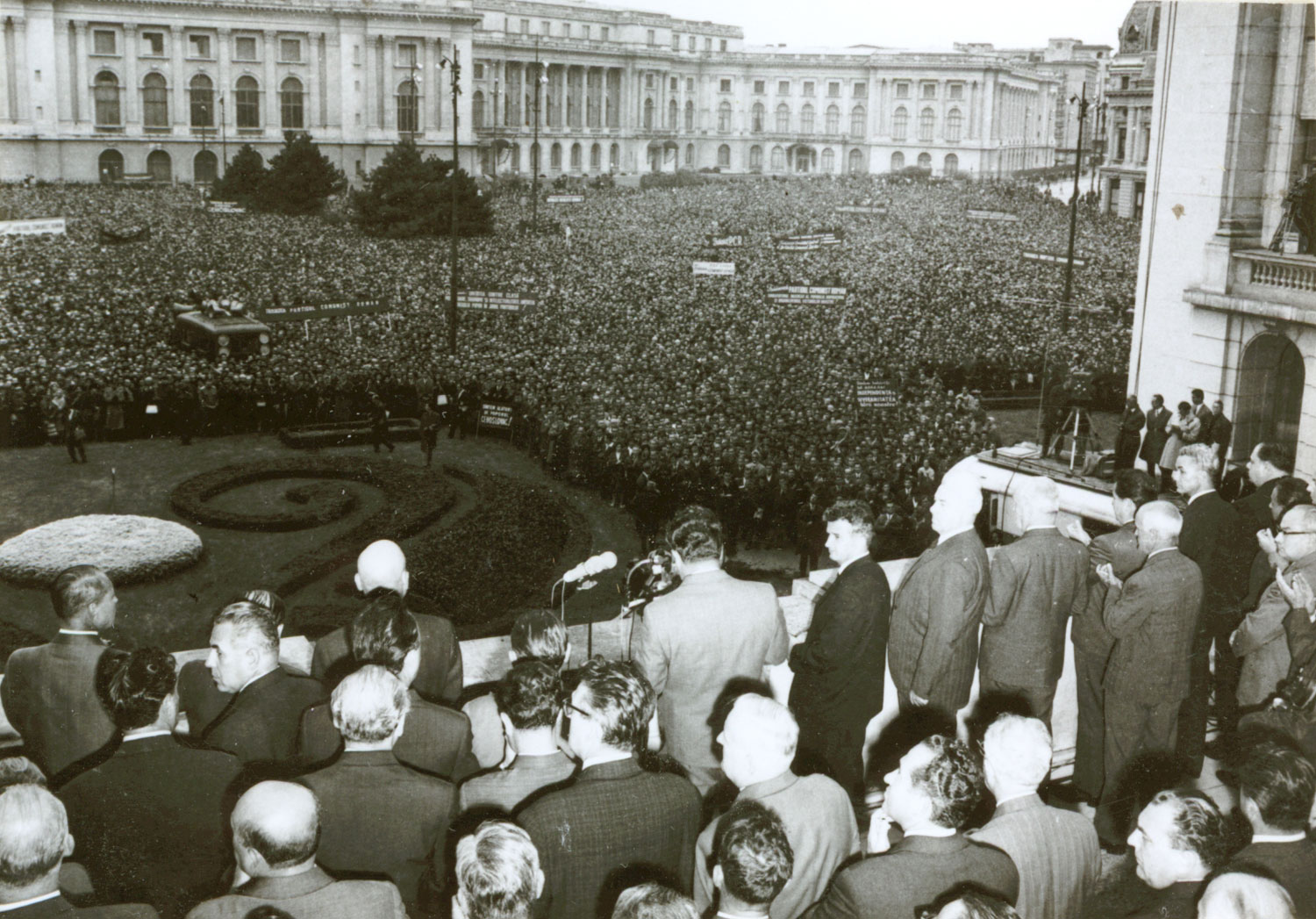
Rassemblement de la population de la capitale, sur la Place du Palais de la République, en présence des chefs du parti et de l'État, au balcon du siège du Parti communiste roumain, en 1968.

Au printemps 1944 Staline reprend à nouveau la Moldavie orientale et stoppe le front, attendant que la Roumanie « tombe comme un fruit mûr » du côté des Alliés, ce qui se produit en août, ouvrant ainsi à l'Armée rouge le chemin des Balkans et de l'Europe centrale.
Dans ce qui reste de la Roumanie, l'occupation soviétique conduit à un coup d'État communiste le 6 mars 1945. Le gouvernement militaire intérimaire est remplacé, sous la pression de l'Union soviétique, par un gouvernement de coalition dirigé par le sympathisant communiste Petru Groza. Le 19 novembre 1946, des élections truquées et massivement falsifiées, caractérisées par de larges irrégularités, l'intimidation, la fraude électorale et des assassinats ciblés,,,, donnent la majorité à la coalition gouvernementale. Dans le nouveau gouvernement Groza, les communistes se voient attribuer la plupart des postes-clés. Dans les mois qui suivent, le Parti communiste de Roumanie s'emploie à diviser les sociaux-démocrates, puis à liquider l'opposition. Le Parti national paysan est interdit en juillet et son chef, l'ancien Premier ministre Iuliu Maniu, emprisonné. Le pays devient dans les faits une « monarchie communiste », jusqu'à l'abdication du roi Mihai Ier le 30 décembre 1947 et à la proclamation de la République populaire roumaine.
Le 6 mars 1945 le roi Michel est contraint d'accepter au pouvoir le Parti communiste roumain puis d'abdiquer le 30 décembre 1947 et la monarchie est donc abolie fin 1947.
Le Parti communiste roumain s'empare du pouvoir en Roumanie le 6 mars 1945, abolit la monarchie le 30 décembre 1947 et proclame la République populaire roumaine qui rejoindra le pacte de Varsovie et le Comecon et mettra en place un gouvernement communiste et un régime totalitaire qui durera 45 ans, jusqu'au 22 décembre 1989 lorsqu'un second coup d'État met fin au régime communiste de Roumanie. Le président Nicolae Ceaușescu et son épouse sont, le jour de Noël 1989, condamnés à mort et exécutés selon une procédure expéditive jusque-là appliquée par le régime à ses opposants.
Selon l'historienne Catherine Durandin, le régime communiste roumain a connu trois périodes, correspondant à trois générations de communistes :
- la « revanche » (sur la société démocratique bourgeoise antérieure, mais aussi sur le fascisme), phase violente de terreur, d'arrestations massives, où les minorités du pays étaient majoritaires dans les instances dirigeantes du parti : c'est la première phase de la République populaire roumaine ;
- la « normalisation », phase de développement de la nomenklatura, où les opportunistes issus de la majorité orthodoxe rurale font carrière, marginalisent les camarades issus des minorités (dont beaucoup quittent le pays, voire sont purgés par les nouveaux dirigeants) et portent le Parti à trois millions de membres, soit 15 % de la population) : c'est la seconde phase de la République populaire roumaine et la première de la république socialiste de Roumanie ;
- le « national-communisme », régime à la fois répressif et nationaliste d'inspiration néostalinienne et nord-coréenne qui, dans la seconde phase de la République socialiste de Roumanie, accentue la misère populaire, refuse la perestroïka et provoque une coupure entre les « conservateurs » du régime, et les « réformateurs ». Ces derniers aspirent à en finir avec le communisme et s'appuient sur Mikhaïl Gorbatchev et la France pour renverser Ceaușescu en 1989, après quoi « conservateurs » et « réformateurs » font à nouveau bloc au sein du FSN (Frontul Salvării Naționale, Front de salut national) et gardent le pouvoir jusqu'en 1996[64].

#### Retour de la démocratie et adhésion à l'Union européenne
Le 22 décembre 1989, alors que le Bloc de l'Est se délite et que des manifestations contre le régime secouent le pays, les communistes réformateurs renversent Ceaușescu qui refusait toute réforme, et forment avec quelques dissidents épargnés par la Securitate un Front du salut national (FSN) : c'est la Révolution roumaine de 1989 qui entraine la chute du régime communiste. Plusieurs centaines de soldats et de civils meurent dans la confusion en se tirant dessus mutuellement, chaque groupe pensant défendre la démocratie contre de prétendus partisans de Ceaușescu (le sénateur Ion Iliescu, successeur du dictateur déchu, a été accusé d'avoir lancé ces rumeurs mais l'enquête judiciaire n'a jamais abouti).
Le président Nicolae Ceaușescu et son épouse sont, le jour de Noël 1989, condamnés à mort et exécutés selon une procédure expéditive jusque-là appliquée par le régime à ses opposants.
Dans les semaines qui suivent, la nomenklatura renonce au communisme et permet le rétablissement de la démocratie et de l'économie de marché : c'est en fait une économie de transition. Faute d'un programme précis de restructurations et d'investissements, cette transition s'opère de manière improvisée et profite aux services, aux banques, à l'économie informelle, au tout-routier et au transport aérien, tandis que l'agriculture, l'industrie, la flotte, la pêche, le trafic ferroviaire, les transports électriques urbains et tous les services publics déclinent ou même périclitent (flotte commerciale par exemple).
Le 27 août 1991, l'indépendance de la république de Moldavie est proclamée, et aussitôt reconnue par la Roumanie.
Les élections de 1996 ont écarté pour quatre ans la nomenklatura du pouvoir politique (mais pas du pouvoir économique), au profit d'une coalition des partis démocratiques (CDR ou « Convention démocrate roumaine » et USD « Union sociale-démocrate »). Le géologue Emil Constantinescu a été alors le premier président roumain à condamner officiellement les crimes commis par les régimes antonescien contre les Juifs et les Roms et communiste contre l'ensemble de la population,,. Le FSN, rebaptisé PSD (Parti social-démocrate), revient au pouvoir en 2000, mais subit une nouvelle défaite en 2004 face à l'« alliance D.A. » (O.U.I. en roumain – Dreptate Adevăr voulant dire « Droiture/Justice Vérité ») (composée essentiellement des successeurs de la CDR, le Parti démocrate et le Parti national libéral).
Le 27 mars 2004, la Roumanie rejoint l'Organisation du traité de l'Atlantique nord sous la présidence de Traian Băsescu soutenu au parlement par une coalition entre son parti démocrate et les libéraux, formée dans le but affiché de faire adhérer la Roumanie à l'Union européenne. Băsescu fut élu face au « socialiste » Adrian Năstase (issu de l'aile conservatrice, eurosceptique et anti-OTAN de la nomenklatura).
Le 1er janvier 2007, malgré ses difficultés et ses déséquilibres, la Roumanie connaît un taux de croissance qui lui permet d'intégrer l'Union européenne, soit 17 ans après la fin du régime communiste.
À partir de 2009 : la crise financière internationale frappe sévèrement l'économie roumaine, cela contraint le gouvernement Băsescu à une politique d'austérité qui le met en opposition quasi permanente avec le parlement (qui cherche plusieurs fois à le démettre) : les Roumains perdent confiance tant dans les instances supra-nationales que dans leurs instances politiques, et réagissent (comme à l'époque communiste) en développant l'économie informelle.
Fin 2013 : Le périodique The Economist rapporte que la Roumanie jouit d'une croissance économique « en plein essor » de 4,1 % cette année-là, avec des salaires augmentant plus rapidement et un chômage inférieur à celui de la Grande-Bretagne. La croissance économique s’est accélérée au milieu des libéralisations gouvernementales ouvrant de nouveaux secteurs à la concurrence et aux investissements, notamment l’énergie et les télécommunications.
2016 : L'indice de développement humain classe la Roumanie comme une nation à « développement humain très élevé ».
Le pays assure sa première présidence du Conseil de l'Union européenne entre le 1er janvier et le 30 juin 2019.

## État et politique
Après un demi-siècle de dictatures successivement carliste (1938-1940), fasciste (1940-1944) et communiste (1945-1989), la Roumanie renoue depuis 1991 avec la tradition parlementaire qu'elle avait inaugurée en 1868, et démocratique qu'elle avait pratiquée de 1923 à 1938.
|                                          |  |                                              |
| Président de la Roumanie Klaus Iohannis. |  | Premier ministre de Roumanie Marcel Ciolacu. |

### Principes constitutionnels
Révisée en 2003, la Constitution roumaine adoptée par référendum en 1991 fait de la Roumanie une république parlementaire. L'actuelle constitution reprend dans les grandes lignes les principes de celle de 1923 qui en faisait une monarchie parlementaire à partis politiques multiples, avec un régime territorial unitaire (tous les judeţe sont égaux en droits) et une économie de marché, rompant ainsi radicalement avec le régime communiste qui lui, avait institué en 1948 une république autoritaire à parti unique, avec un régime territorial fédéraliste (certaines régions étaient autonomes, jusqu'au rétablissement des judeţe en 1968) et une économie d'État.

### Organisation des pouvoirs
La Constitution révisée de 2003 prévoit l'élection du président de la République au suffrage universel direct pour un mandat de 5 ans (il était de 4 ans auparavant). Ce dernier nomme le Premier ministre qui dirige l'action gouvernementale. Il peut être limogé par une motion de censure par le Parlement. Ce dernier est composé de la Chambre des députés et du Sénat conformément à la tradition bicamérale que la Roumanie a connue avant l'instauration du régime communiste. Les deux Chambres sont élues pour un mandat de 4 ans au suffrage universel direct et disposent des mêmes pouvoirs en ce qui concerne la responsabilité politique du gouvernement. La Cour constitutionnelle contrôle la constitutionnalité des lois, et juge de l'élection des parlementaires comme de l'élection du président de la République. Enfin elle peut être saisie par tout citoyen lors d'un procès ou par tout juge par une question préjudicielle de constitutionnalité.
Une cohabitation conflictuelle s'installe dans la durée entre les présidents Băsescu puis Iohannis d'un côté, le Parlement de l'autre, et le gouvernement au milieu.
À titre d'exemple, en 2012, le parlement vote à une large majorité (258 voix contre 114) la destitution du président Băsescu qui ne peut se maintenir à son poste qu'en organisant un référendum dont il sort gagnant.
Ce mode de gouvernement en cohabitation se prolonge en décembre 2014 avec l'élection du président libéral Klaus Iohannis alors que le poste de Premier ministre est occupé par le socio-démocrate Victor Ponta.
Le président Iohannis est largement réélu le 24 novembre 2019 face à la candidate sociale-démocrate et ancienne Première ministre Viorica Dancila.

### Lutte contre la corruption

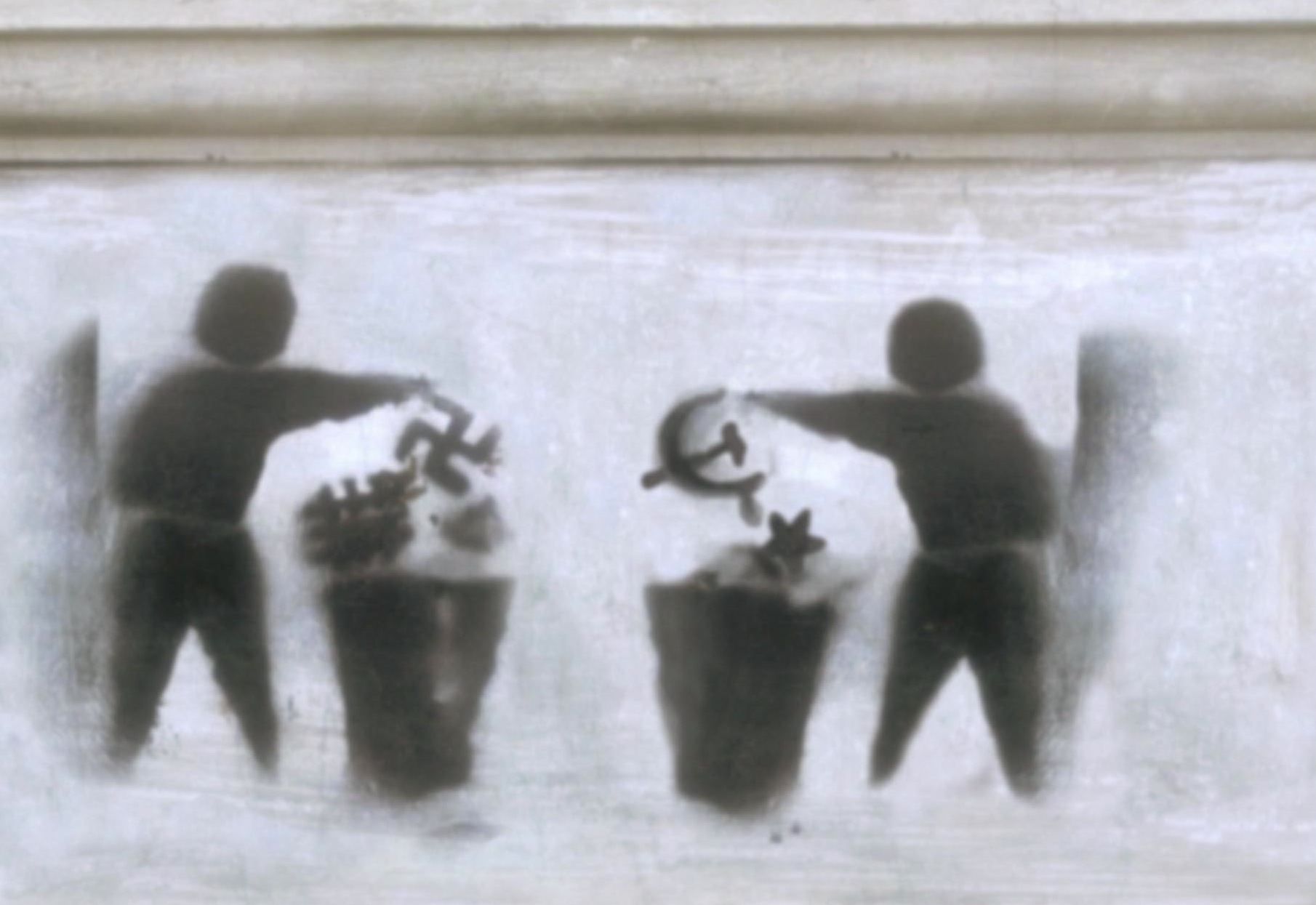
Tag anti-totalitaire sur un mur à Bucarest (2013)
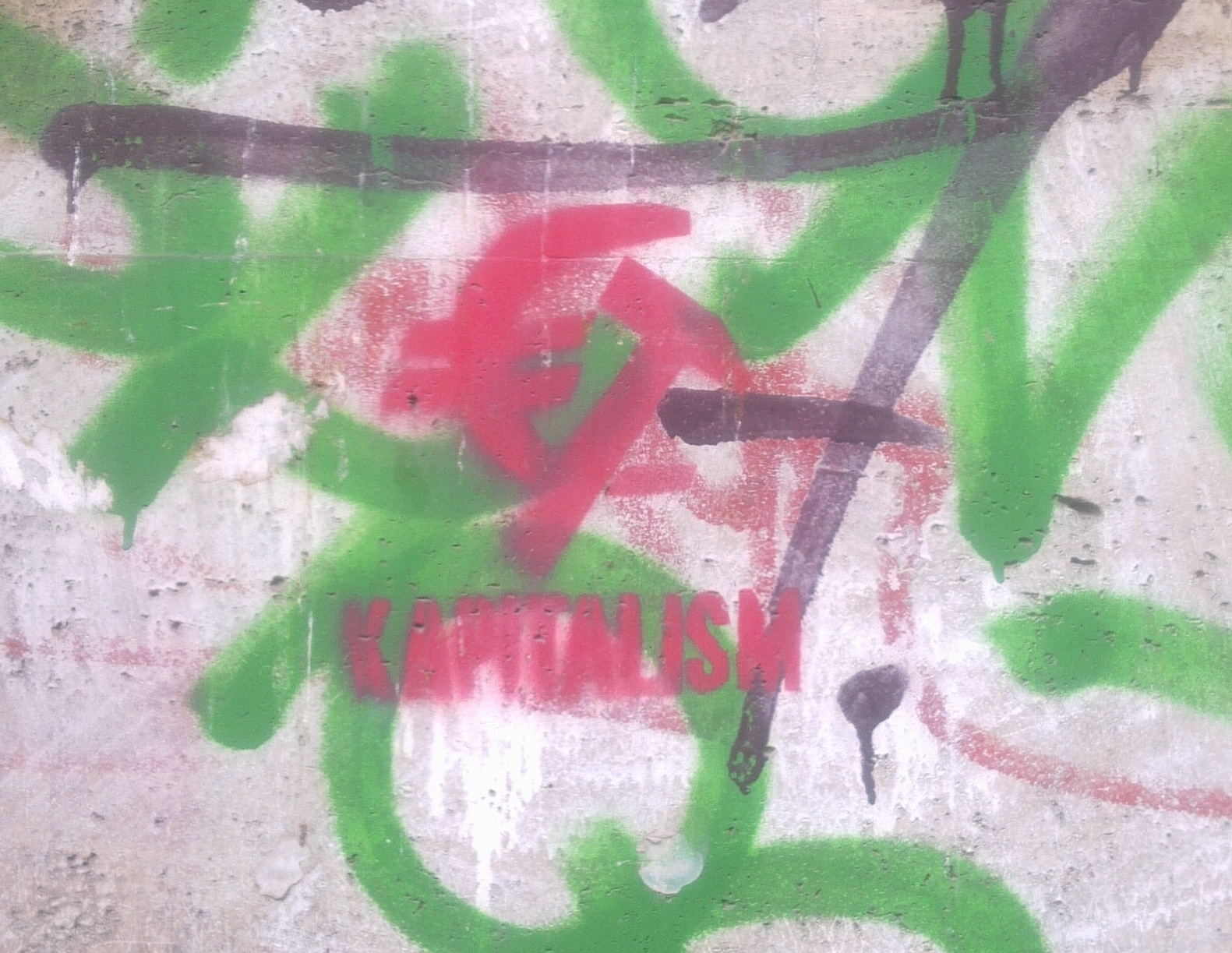
Tag anti-corruption sur un mur à Bucarest (2013)
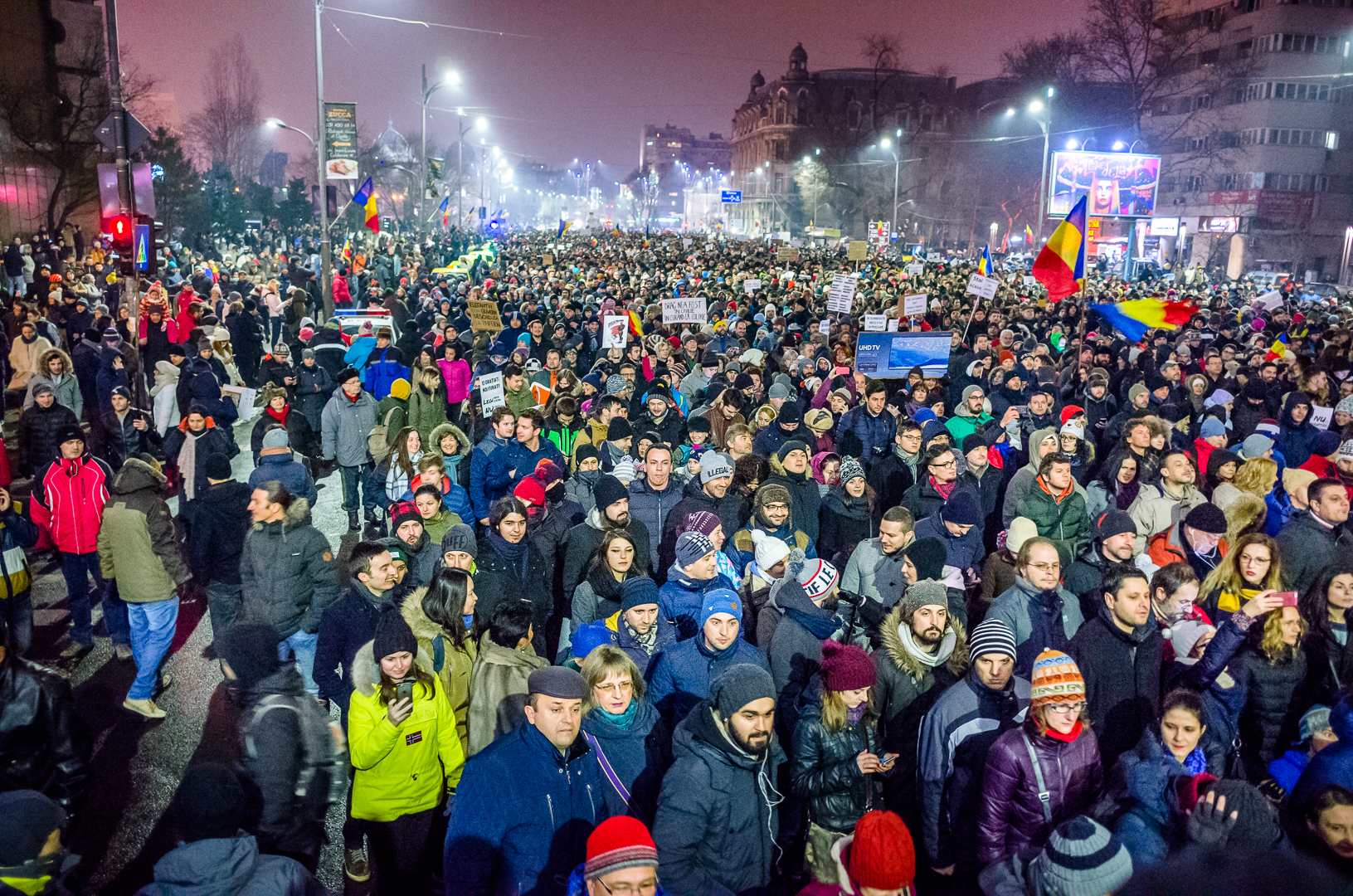
Manifestation contre la corruption sur la place de la Victoire (Bucarest) le 22 janvier 2017.

#### Réponse aux défis globaux
La Roumanie, où est née la géonomie sous les auspices de Grigore Antipa au début du XXe siècle, est le premier pays du monde à avoir signé le protocole de Kyoto. Mais, dans la deuxième moitié du XXe siècle, l'idéologie productiviste de la lutte de l'homme civilisé contre la nature sauvage promue tant par le régime communiste des années 1945-1989, que par le régime libéral qui lui a succédé, a imprégné les décideurs et l'opinion, si bien que l'aspect environnemental est encore peu pris en compte dans le mode de développement actuel de la Roumanie, malgré les efforts du ministère de l'Environnement. À titre d'exemple, malgré le climat continental contrasté du pays, les villes ont néanmoins subi la prolifération de l'automobile, la réduction des transports électriques et sur rail, la diminution des espaces verts et l'émondage excessif des arbres, ainsi que la multiplication des constructions de béton et de verre : pour compenser les effets négatifs de cette évolution, l'on abuse du chauffage l'hiver, et de la climatisation l'été. Les citadins, respirant un air vicié et soumis à des contrastes thermiques accrus, développent de plus en plus de maladies infectieuses et d'allergies.

### Politique extérieure

#### Politique relative à l'OTAN
La nomenklatura a toujours entretenu de bonnes relations avec tous les États du tiers monde, y compris avec ceux que les États-Unis classent comme « États-voyous ». Les gouvernements successifs de la Roumanie n'avaient aucune raison de changer de politique, mais l'inquiétude suscitée par les rivalités autour de la mer Noire, comme la guerre du Dniestr en Moldavie et les guerres de maintien de l'influence russe dans le Caucase ont poussé la Roumanie à rejoindre l'OTAN en 2004. Toutefois, les anciennes relations privilégiées du pays avec les États de l'ancien tiers monde n'ont pas cessé, et si des militaires roumains sont présents en Irak ou en Afghanistan, c'est sur des missions logistiques et médicales ; quant à la marine, elle opère surtout en mer Noire et plus rarement en mer Méditerranée, mais a toujours refusé de s'engager dans le Golfe.

#### Politique relative à l'Union européenne
Chronologie de l'intégration dans l'Union Européenne :
- le 22 juin 1995, la Roumanie demande l'adhésion à l'Union européenne ;

La Roumanie, État membre de l'Union européenne

- le 10 décembre 1999, la Roumanie ouvre la négociation en vue de l'adhésion qui se termine le 15 juin 2004 ;
- le 25 avril 2005, le Conseil européen approuve l'adhésion de la Roumanie, qui signe le traité d'adhésion qui entre en vigueur le 1er janvier 2007.

La Roumanie est le premier pays d'Europe centrale et orientale qui a établi des relations avec la Communauté européenne, dès 1974. Après son adhésion à l'Union européenne le 1er janvier 2007, en même temps que la Bulgarie, la plupart de ses parlementaires ont rejoint le groupe des libéraux européens (qui voient ainsi leur nombre augmenter de 17 %) et les partis de centre-droit ; un moindre nombre a rejoint le groupe socialiste, et quelques-uns, l'extrême-droite européenne qui a ainsi pu se constituer en groupe. La plupart de ces eurodéputés, quel que soit leur engagement actuel, ont un passé communiste.
Comme pour chaque membre de l'Union européenne, les intérêts de la Roumanie divergent parfois de ceux de ses partenaires. Ainsi l'Allemagne d'Angela Merkel a reproché à la Roumanie sa politique économique (pas assez rigoureuse selon les critères exigés par la BCE) et démographique (la Roumanie naturalise les citoyens moldaves qui le lui demandent avec la même facilité que l'Allemagne offre aux Allemands hors-frontières). La France du président Jacques Chirac lui a reproché un alignement trop marqué sur les États-Unis (par exemple en Irak), mais selon le président Traian Băsescu, « la démocratie ne peut pas être protégée sans l'OTAN et l'UE » et « l'alliance avec les États-Unis ne remet pas en cause l'engagement européen de la Roumanie ». À d'autres moments, la France du président Nicolas Sarkozy et l'Italie du gouvernement Berlusconi lui ont reproché d'être trop laxiste en matière de libre circulation de ses citoyens, surtout roms.
Selon le président roumain Klaus Iohannis, l'extension et l'approfondissement de l'UE peuvent se dérouler simultanément, et la Roumanie soutiendra très fortement les partenariats avec la république de Moldavie et avec les États des Balkans de l'Ouest (Albanie, pays de l'ex-Yougoslavie). La Roumanie va donner des visas gratuits pour les citoyens de république de Moldavie et pour ceux de la Serbie.
Le Premier ministre italien Romano Prodi et son homologue roumain Călin Popescu-Tăriceanu ont signé le 16 janvier 2007 à Bucarest une déclaration politique commune. Compte tenu des relations excellentes entre ces deux pays, ils s'engagent à ce que leurs gouvernements coordonnent les démarches dans le cadre de l'Union européenne, notamment en ce qui concerne la constitution et l'intégration des pays de l'Ouest des Balkans. Cette déclaration se fait alors que les deux pays fêtent 10 ans depuis la signature du Partenariat stratégique commun. En raison de la grande similitude des deux langues, l'Italie est la destination préférée des Roumains (devant l'Espagne), environ 300 000 Roumains ont travaillé en Italie en octobre 2006, sans compter les travailleurs clandestins. L'Italie est le principal investisseur en Roumanie et le plus grand importateur (19,4 % des importations) et exportateur (15,6 % des exportations).
La Roumanie souhaite être au cœur de la stratégie énergétique de l'Union européenne d'autant que des pays pétroliers comme le Kazakhstan et l'Azerbaïdjan sont à portée de la frontière maritime de l'UE à travers la mer Noire, qui est vue à Bucarest comme une voie permettant de réduire la dépendance énergétique de l'Union européenne, des Balkans occidentaux et de la république de Moldavie à l'égard de la Russie.
Les premières élections pour élire les 35 députés européens ont eu lieu le 13 mai 2007.

### Organisation territoriale

#### Régions traditionnelles
La Roumanie moderne s'étend sur plusieurs régions historiques, héritées de la géographie médiévale, dont certaines appartiennent pour partie à ses voisins.
- Au nord-ouest, la région appelée globalement Transylvanie comprend l'ancienne principauté de Transylvanie proprement-dite, vassale de la Hongrie (aujourd'hui au centre de la Roumanie) et, à l'ouest, des parties de régions ayant jadis appartenu au royaume de Hongrie lui-même (partium) : Banat (partagé avec la Serbie), Crișana (partagée avec la Hongrie) et Marmatie (partagée avec l'Ukraine : la partie roumaine s'appelle Maramureș, l'ukrainienne Ruthénie subcarpathique).
- Au sud, la région appelée globalement Valachie comprend l'Olténie, la Munténie et, selon les auteurs, la Dobrogée (d'autres auteurs comptent à part cette région partagée avec la Bulgarie : Dobrogea en roumain et Dobroudja en bulgare).
- Au nord-est, la région appelée globalement Moldavie comprend l'ancienne principauté de ce nom, qui a subi deux partages :
  - le premier, ancien, en a détaché successivement l'ancienne Bessarabie en 1484-1538, la Bucovine en 1775 et la nouvelle Bessarabie (moitié orientale du pays) en 1812 ; les noms de ces deux dernières régions ont été définis lors de cet ancien partage ;
  - le second partage, toujours en vigueur, date de 1940 : il laisse en Roumanie la moitié sud de la Bucovine et la moitié ouest de l'ancienne principauté, en république de Moldavie les deux tiers de la nouvelle Bessarabie (moitié est de l'ancienne principauté), et en Ukraine la moitié nord de la Bucovine, un fragment de la Moldavie occidentale (Herța) et un tiers de la nouvelle Bessarabie (Khotyn au nord, Boudjak au sud).

#### Județe

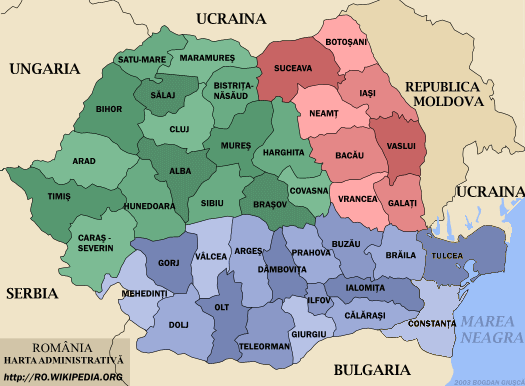
Les județe de la Roumanie

Les principales subdivisions administratives actuelles, pourvues d'institutions propres (préfet et conseil de județ) sont les 41 județe (județ au singulier). Les județe (niveau NUTS III) regroupent les communes et municipalités (niveau NUTS IV), et sont eux-mêmes regroupés en régions de développement (NUTS II) et en macro-régions (NUTS I) qui sont davantage des réseaux de coordination que des entités administratives. La capitale Bucarest forme une subdivision administrative autonome au sein du județ d'Ilfov : le « municipe de Bucarest » (municipiul București de niveau NUTS III, avec ses six arrondissements (sectoare) pourvus de maires élus, de niveau NUTS IV).

### Symboles de l'État
L'origine du drapeau de la Roumanie remonte à la révolution de 1821. Le plus ancien drapeau roumain tricolore conservé date de 1834. Initialement, les trois couleurs : bleu, jaune et rouge, étaient placées horizontalement. Lors de la révolution de 1821 comme pendant celle de 1848, le bleu (ciel) symbolisait la liberté, le jaune d'or la prospérité (champs de blé), l'égalité et la justice, et le rouge (sang) la fraternité, mais selon un mythe pseudo-historique très répandu aujourd'hui en Roumanie, ces couleurs symboliseraient les trois régions historiques du pays (Transylvanie, Valachie et Moldavie) et remonteraient aux Daces. Le drapeau actuel a été ré-adopté officiellement en 1989, mais son utilisation (dans sa forme actuelle) remonte initialement à la période 1867-1948.
L'origine des armoiries de la Roumanie remonte à 1872, quand le gouvernement adopta comme emblème national l'aigle valaque, mais aussi l'épée, le sceptre, et les éléments des blasons de la Moldavie, de la Transylvanie et du banat de Severin (actuels banat de Timişoara et Olténie). Ces armoiries, à la différence des actuelles, étaient surmontés de la couronne royale roumaine. En 1921 on incorpora l'écusson de la famille royale Hohenzollern de Roumanie ainsi que les dauphins de la Dobrogée.
En 1947, avec l'instauration du régime communiste de Roumanie, on adopta les symboles de ce régime, qui furent, dès lors, apposés au centre du drapeau, et qui, avec quelques changements, perdurèrent jusqu'en 1989. Les manifestants de la révolution roumaine de 1989 les découpèrent, et durant ces évènements déployèrent des drapeaux portant en leur centre un vide. Les armoiries actuelles de la Roumanie, simplifiées d'après celles de 1872, furent adoptées par le parlement le 10 septembre 1992.

## Démographie et société

### Évolution de la population

Évolution de la démographie entre 1961 et 2003 (chiffre de la FAO, 2005). Population en milliers d'habitants.

Au recensement de 2011, la Roumanie comptait 20 121 641 habitants. La CIA estime la population au 1er juillet 2016 à 21 599 736 habitants. La population décroît depuis l'an 2000, par l'émigration des personnes les plus défavorisées et aussi par le vieillissement de la population.
- Évolution de la population :
  - 1859 : 8 600 000 (Valachie et Moldavie sans la Bessarabie et la Bucovine)
  - 1912 : 12 923 600
  - 1930 : 18 052 896 dont 71,9 % Roumains (pays agrandi des nouvelles provinces du Banat, de Bessarabie, Bucovine, Dobroudja du Sud et Transylvanie)
  - 1948 : 15 872 624 dont 80,7 % de Roumains (territoire actuel de la Roumanie)
  - 1956 : 17 489 450
  - 1966 : 19 103 163
  - 1977 : 21 559 910
  - 1992 : 22 810 035
  - 2002 : 21 698 181
  - 2011 : 20 121 641[81]
  - 2019 : 19 414 458[83]

Entre 1989 et 2019, la population roumaine a chuté de 3,5 millions. Outre un nombre de naissances devenu inférieur à celui des décès, le pays connaît un solde migratoire négatif de 100 000 personnes par an en moyenne depuis trente ans. La pyramide des âges qui en résulte fait peser des doutes sur la viabilité en l'état du régime des retraites et en particulier du régime spécial.

### Principales villes
| Rang | Nom         | Județ                    | Pop.      |
| ---- | ----------- | ------------------------ | --------- |
| 1    | Bucarest    | Municipalité de Bucarest | 1 716 983 |
| 2    | Cluj-Napoca | județ de Cluj            | 286 598   |
| 3    | Iași        | județ de Iași            | 271 692   |
| 4    | Constanța   | județ de Constanța       | 263 707   |
| 5    | Timișoara   | județ de Timiș           | 250 849   |
| 6    | Brașov      | județ de Brașov          | 237 589   |
| 7    | Craiova     | județ de Dolj            | 234 140   |
| 8    | Galați      | județ de Galați          | 217 851   |
| 9    | Oradea      | județ de Bihor           | 183 105   |
| 10   | Ploiești    | județ de Prahova         | 180 539   |
| 11   | Brăila      | județ de Brăila          | 154 686   |
| 12   | Arad        | județ d'Arad             | 145 078   |
| 13   | Târgu Mureș | județ de Mureș           | 144 895   |
| 14   | Pitești     | județ d'Argeș            | 141 275   |
| 15   | Bacău       | județ de Bacău           | 136 102   |
| 16   | Sibiu       | județ de Sibiu           | 134 308   |
| 17   | Baia Mare   | județ de Maramureș       | 108 759   |
| 18   | Buzău       | județ de Buzău           | 103 481   |

### Communautés ethniques
Si conformément au droit international qui est un droit du sol, les « Roumains » sont tous les citoyens de la Roumanie et eux seuls quelles que soient leurs origines, langues et cultures, en revanche la législation roumaine et les recensements prennent aussi en compte l'appartenance ethnique selon le droit du sang : elle est déclarative et les communautés disposent de représentants au parlement et d'institutions propres reconnues par la loi.
Au recensement de 2011 on dénombrait :
- Roumains : 16 792 868 — 88,9 % (dont les aroumains)
- Roms : 569.477 — 1.850.000 — 2,98% — 8,32% (selon le Conseil de l’Europe)[87]
- Hongrois : 1 227 623 — 6,5 % (dont les sicules et les csángós)
- Ukrainiens : 50 920 — 0,3 % (dont les ruthènes et houtsoules)
- Allemands : 36 042 — 0,2 % (dont les saxons de Transylvanie, les souabes du Banat, les souabes de Satu Mare, les allemands de Dobrogée, les allemands de Bucovine, les zipsiens et les allemands du Vieux Royaume)
- Russes : 23 487 — 0,1 % (dont les lipovènes)
- Turcs : 27 698 — 0,1 %
- Tatars : 20 282 — 0,1 %
- Serbes : 18 076 — 0,1 %
- Slovaques : 13 654 — 0,1 %
- Bulgares : 7 336 —
- Croates : 5 408 — (dont les carachovènes)
- Grecs : 3 668 —
- Juifs : 3 271 —
- Autres : 32 925 — 0,2 % (principalement arméniens, slavo-macédoniens, polonais, tchèques, chinois et arabes)
- Pas d'ethnicité déclarée : 1 236 810 — 6,1 %

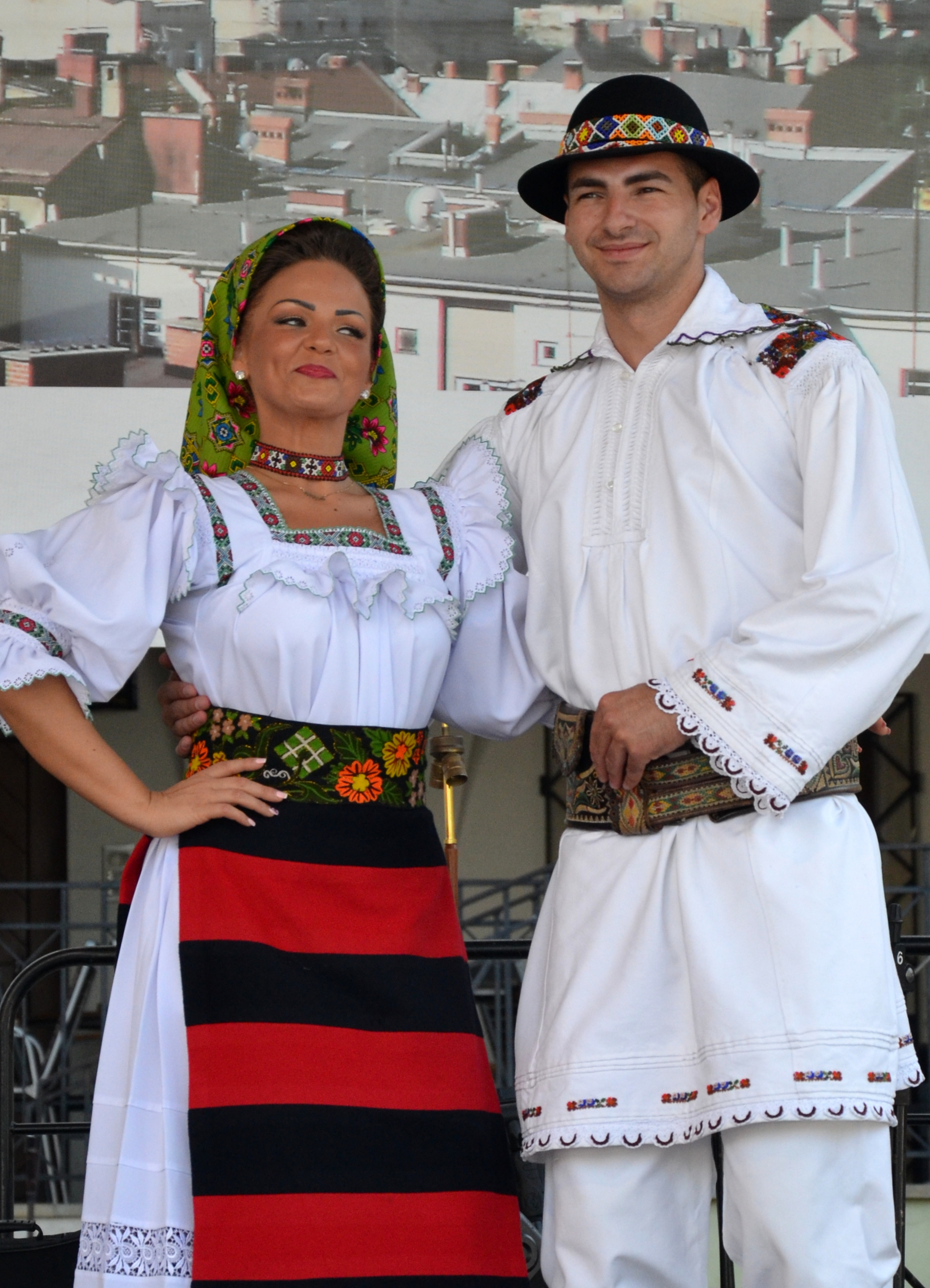
Costume traditionnel roumain transylvain[88].
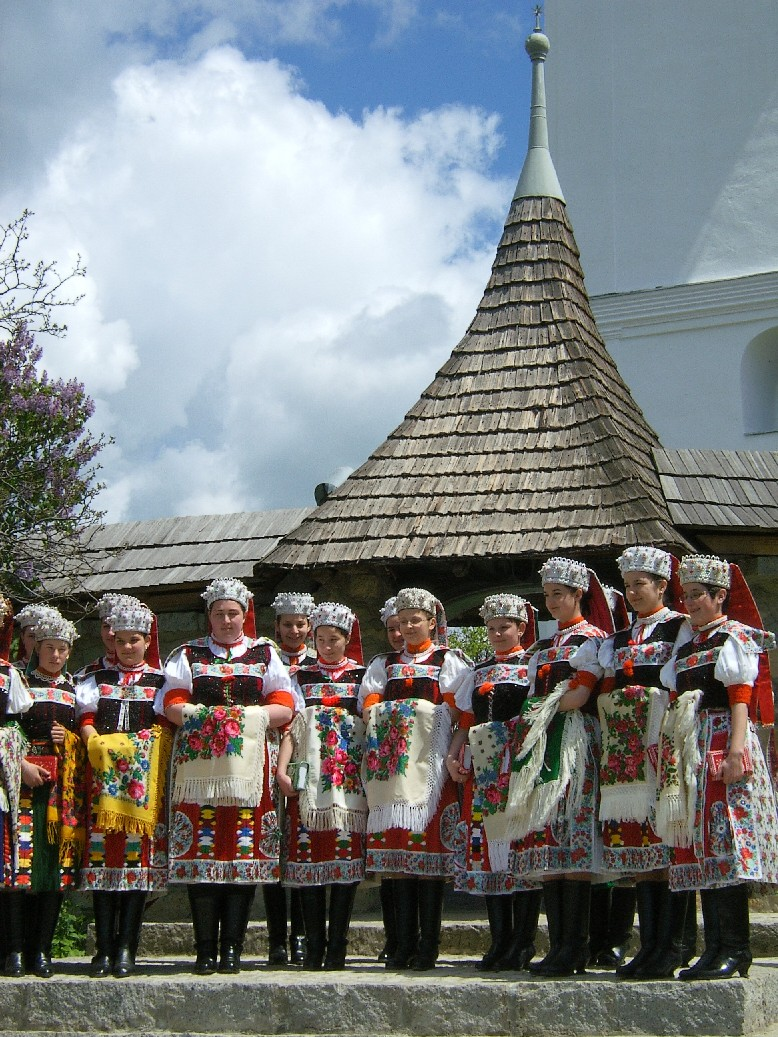
Hongrois du pays de Călata, lors d'une fête populaire.
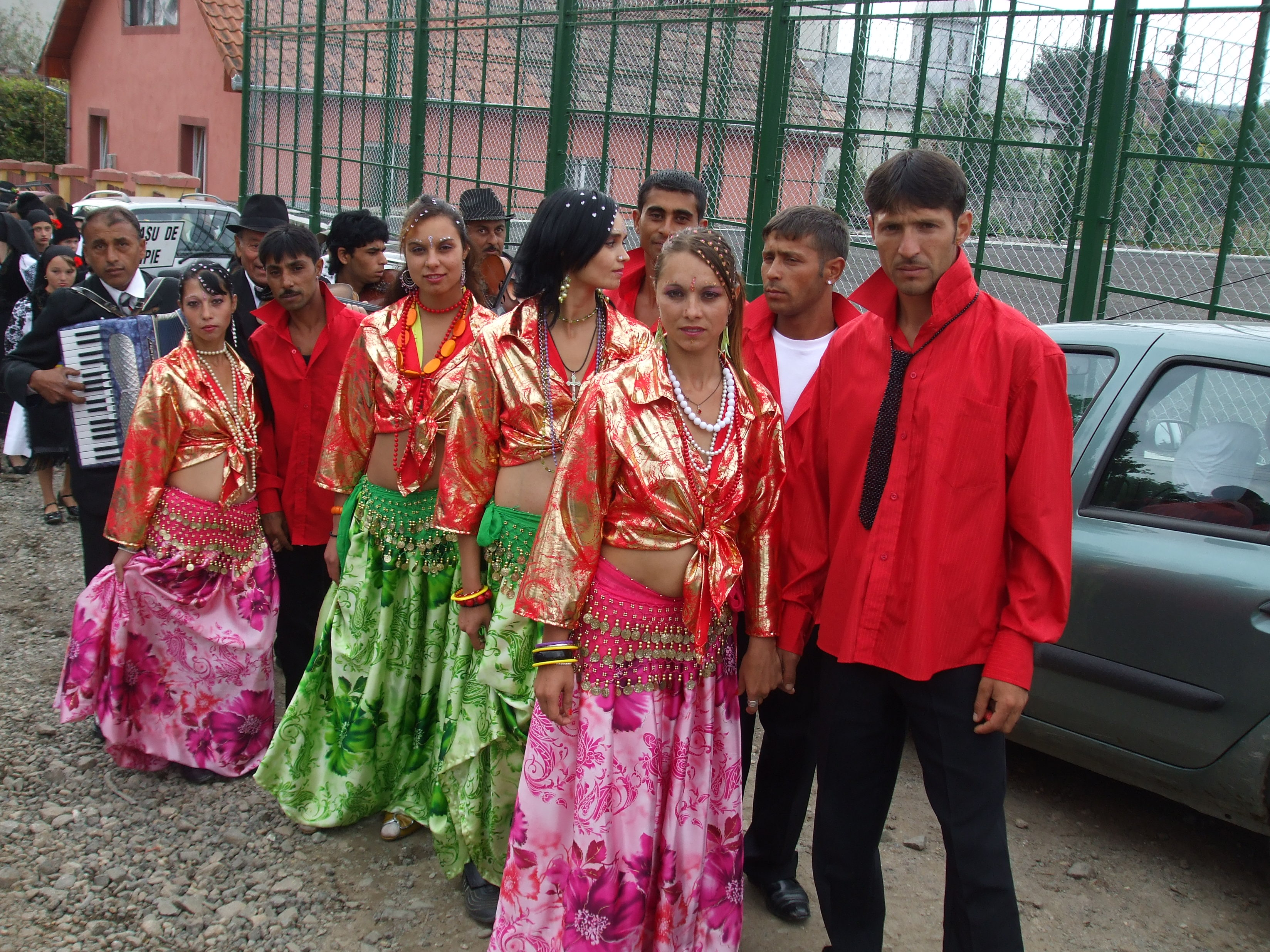
Roms de Mociu.

### Identité nationale
L'identité nationale roumaine se construit essentiellement autour de cinq composantes,, :
1. une composante « latiniste » due aux origines romanes de la langue roumaine, composante qui comporte un volet internationaliste tourné vers les autres pays latins, et un volet isolationniste qui fait de la Roumanie, selon une expression de Nicolae Iorga, « une île latine au milieu d'un océan slave » (ce qui est doublement faux car les Hongrois ne sont pas des Slaves, et les Slaves ont longuement cohabité avec les proto-Roumains) ;
2. une composante « victimaire » due à la situation géopolitique de « petit pays aux marges de grands empires expansionnistes », qui consiste à exonérer les dirigeants roumains de leurs décisions les moins flatteuses pour la conscience collective, au nom de la nécessité de survivre ;
3. une composante « pastorale » et « chrétienne orthodoxe » liée aux origines rurales des proto-Roumains après l'effondrement de l'Empire romain, composante qui, sous l'influence des nationalismes européens du XIXe siècle, a évolué en nationalisme d'abord romantique à partir de 1880, puis xénophobe et intolérant à partir des années 1930 ;
4. une composante « humaniste » liée à l'influence des Lumières et sous-tendant la renaissance culturelle roumaine (l'hymne national de la Roumanie est Éveille-toi, Roumain !) jalonnée par la première Constitution en 1741, l'abolition du servage en 1749, la proclamation du « Supplex libellum Valachorum » en 1784, la fondation de l'Académie roumaine en 1843, l'union des principautés de Moldavie et Valachie en 1859, la sécularisation des biens ecclésiaux et l'émancipation des Roms en 1862 par Alexandru Ioan Cuza, l'indépendance reconnue en 1878, l'enseignement primaire gratuit et obligatoire en 1902, l'unification politique du pays le 1er décembre 1918, la réforme agraire, la naturalisation sans condition des minorités et le suffrage universel en 1921-1923, et enfin les quatre révolutions roumaines de 1784 en Transylvanie, de 1821 en Moldavie et Valachie, de 1848 dans les trois pays et de 1989 ;
5. une composante « européenne internationaliste » consistant à admirer et imiter ce qui se fait à l'ouest, à vouloir aligner la Roumanie sur l'Europe occidentale ou centrale, qui s'est manifestée à partir du XIXe siècle et qui s'est développée au rythme des échanges commerciaux et de l'industrialisation.

Tous les régimes politiques qui se sont succédé dans le pays ont instrumentalisé à leur manière ces cinq composantes identitaires, et les partis politiques, tant qu'ils ont pu s'exprimer (jusqu'en 1938 et à partir de 1989) se sont appuyés, chacun selon son idéologie, sur tel ou tel aspect de ces composantes. Alternativement ou simultanément, ces courants identitaires se sont manifestés dans l'histoire du pays, lors de la modernisation et la démocratisation sous divers gouvernements parlementaires entre 1856 et 1938, lorsqu'un régime autoritaire s'est mis en place en 1938, sous la dictature à partir de 1940, et enfin sous le totalitarisme à partir de 1945. Successivement pro-Allié en 1938, pro-nazi en 1940 et communiste en 1945, le régime politique est devenu de plus en plus répressif et sanglant (avec toutefois un « desserrement » dans les années 1965-1972). La société civile a tenté de résister au totalitarisme, de manière de plus en plus feutrée et passive à mesure que les résistants étaient exterminés, mais, dans les familles, les courants identitaires ont perduré, d'autant que le régime communiste de Roumanie s'est servi des aspects « pastoraux » pour asseoir sa légitimité (ce que Catherine Durandin a appelé le « national-communisme »).

#### Reconnaissance des génocides
En novembre 2004, le parlement roumain à l'unanimité et le président Ion Iliescu reconnaissent officiellement les crimes des régimes nationalistes roumains contre les Juifs et deux ans plus tard, en décembre 2006, quelques jours avant la cérémonie d'entrée dans l'Union européenne, le président Traian Băsescu reconnaît officiellement les crimes commis par le régime communiste contre l'ensemble de la population. Toutefois, la seconde reconnaissance, comme celle du Holodomor en Ukraine, crée un précédent dans le devoir de mémoire car elle élargit la définition d'un « génocide » à des crimes perpétrés sur critères sociaux ou politiques, et non plus seulement nationaux, ethniques et religieux. C'est pourquoi la seconde reconnaissance est contestée par une partie des historiens occidentaux qui, de plus, en récusent l'intentionnalité. En Roumanie même, des mouvements nationalistes tel le PRM récusaient aussi l'intentionnalité des crimes des régimes nationalistes fasciste et militariste.
En 2007, les historiens de la commission présidentielle pour l'analyse de la dictature en Roumanie, ont officiellement confirmé, documents à l'appui, l'intentionnalité des deux génocides, et évalué les victimes civiles du fascisme militariste roumain à un demi-million de personnes (en quatre ans) dont les 290 000 de la Shoah, et celles du communisme à deux millions (en quarante-cinq ans), soit environ 10 % de la population.

#### Empreinte du régime communiste
Venant aussitôt après la guerre et le fascisme, le communisme a duré 45 ans et a donc profondément marqué la Roumanie, mais le travail de mémoire est resté confiné aux cercles intellectuels et aux familles des victimes (soit environ 10 % de la population selon la « Commission historique d'investigation et d'analyse des crimes du régime communiste »), ce qui fait que beaucoup de jeunes Roumains d'aujourd'hui n'en savent pas beaucoup plus que les occidentaux à ce sujet (c'est pourquoi des films comme Noces muettes d'Horațiu Mălăele ou Quatre mois, trois semaines et deux jours de Cristian Mungiu ont été tournés).
Le communisme a ajouté à l'identité politique roumaine une composante transversale, le « survivalisme » qui se manifeste par une attitude économique, sociale et civique, donc également éthique et politique, légitimant n'importe quelle stratégie, changement brutal d'orientation, rupture d'engagements ou absence de principes (voire d'éducation) par la nécessité de survivre, étendue à celle de prospérer, soi, sa famille, son groupe d'appartenance, son entreprise, le pays. Pendant et après la révolution roumaine de 1989, le président Ion Iliescu a largement joué sur cette composante transversale pour asseoir le pouvoir d'une nomenklatura populiste et isolationniste, avec le slogan « Un des nôtres, pour notre tranquillité » qui garantissait à tous ceux qui, sous la dictature, avaient soit profité du régime, soit laissé faire passivement, un avenir sans risque de lustration (lustration revendiquée par les étudiants et l'opposition).

#### Langues

##### Patrimoine linguistique local et diaspora roumanophone

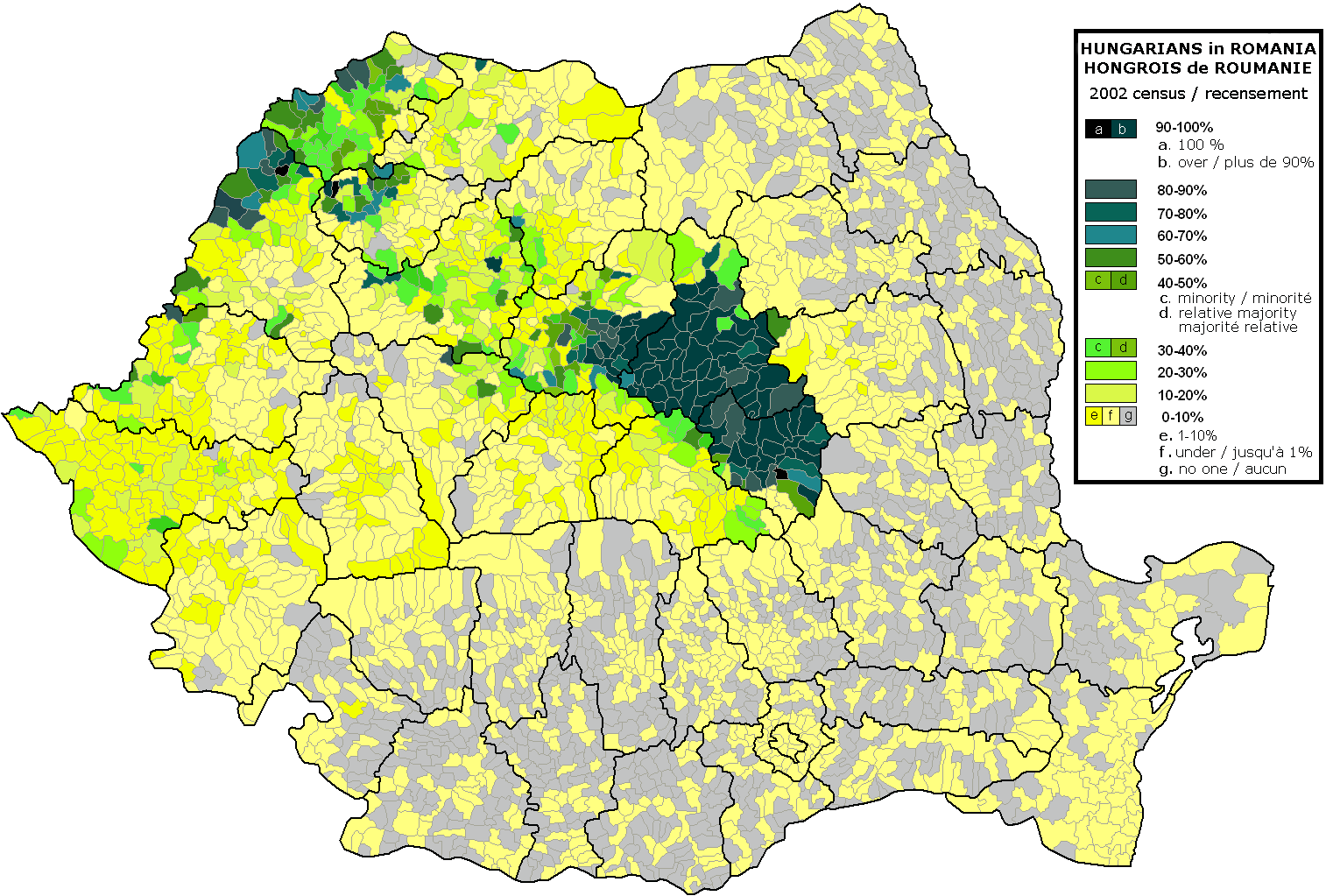
En nuances de vert les communes où le hongrois bénéficie d'un statut semi-spécial à côté du roumain ; en vert et jaune celles où les hongrois de Roumanie sont présents.

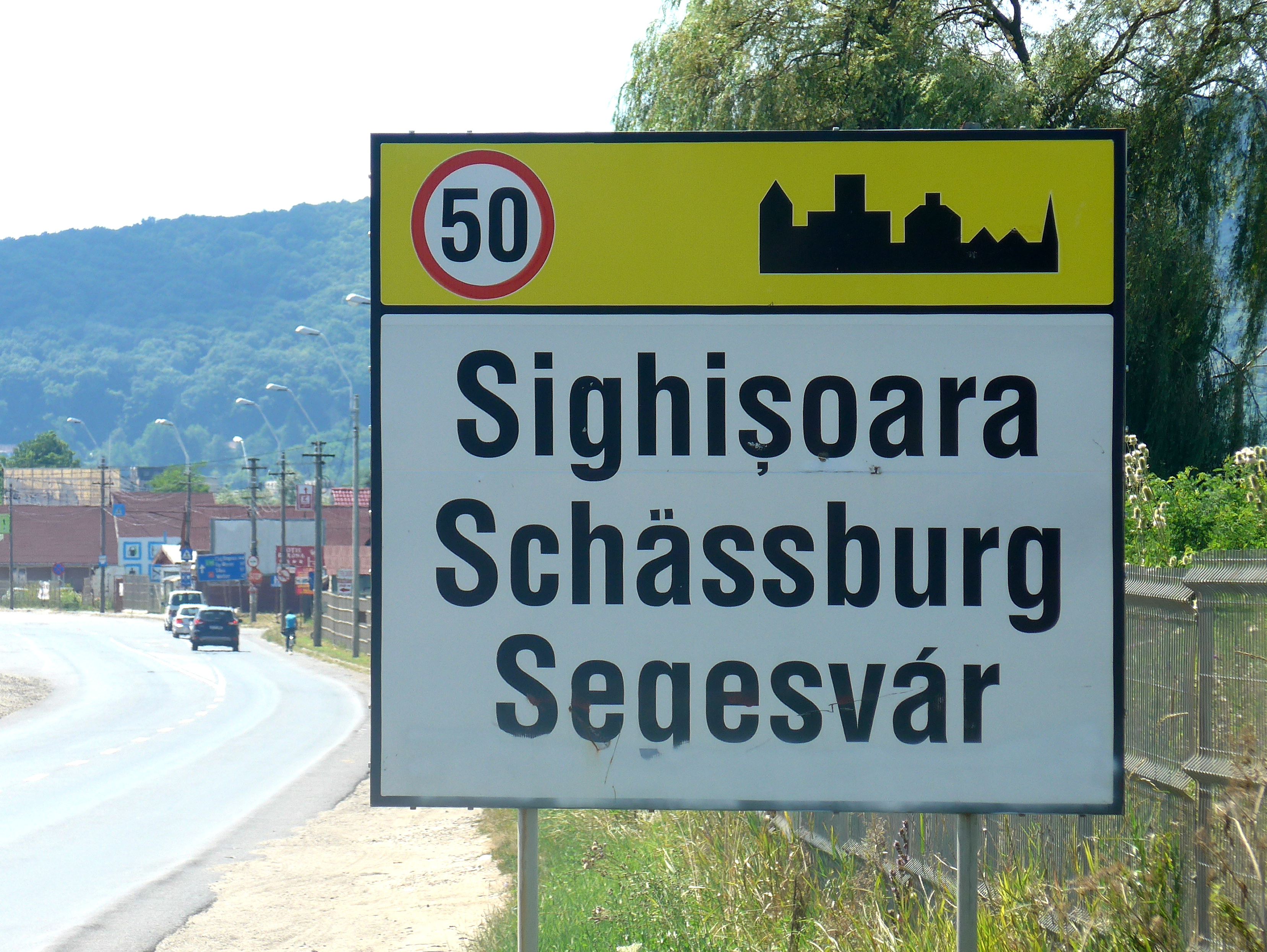
Signalisation routière multilingue à Sighișoara (roumain, allemand, hongrois)

Il y a en tout 25 millions de roumanophones, dont 19,3 millions en Roumanie (sur 22,3 millions d'habitants) et 3 millions en république de Moldavie (sur 4,5 millions d'habitants). Approximativement deux millions de citoyens roumains ont une autre langue maternelle que le roumain : hongrois (1 434 377 citoyens), romani (535 250 citoyens), allemand, russe, turc, grec, arménien, etc. Un million et demi de citoyens moldaves aussi : russe, ukrainien, turc, bulgare.
En outre, un nombre indéterminé de roumanophones ne sont ni citoyens roumains, ni citoyens moldaves : ils peuvent être citoyens ukrainiens, serbes (principaux pays à minorités roumanophones historiques), russes (à la suite de la déportation), italiens, espagnols, français, canadiens, américains, australiens, allemands, suisses ou belges (principaux pays de la diaspora).

##### Langues étrangères et francophonie
En Roumanie l'anglais est de plus en plus parlé, surtout chez les jeunes générations, depuis la fin de l'époque communiste : il est la première langue universitaire. Héritage de la période austro-hongroise, l'allemand reste, en Transylvanie, une langue étrangère familière, surtout dans les villes, comme Sibiu, abritant de fortes minorités saxonnes. En raison de la francophilie héritée de l'influence des Lumières au XVIIIe siècle, et de l'aide française à l'unité roumaine durant le XIXe siècle ainsi que pendant la Première Guerre mondiale, le français a longtemps été un élément important de la formation culturelle des jeunes Roumains, et le reste au niveau pré-universitaire (1,5 million d'élèves) : par ailleurs la plupart des universités sont associées à l'Agence universitaire de la Francophonie et la Roumanie fait partie de l'Organisation internationale de la francophonie. Un récent recensement paru en 2010 sur le site de l'organisation estime à 4 756 100 le nombre de francophones en Roumanie, soit le quart de la population roumaine.
Jusqu'en 1945, la Roumanie et la France avaient gardé des relations culturelles et politiques étroites, et partagé les mêmes orientations politiques. En 1968 encore, lors de sa visite à Bucarest en mai, Charles de Gaulle était spontanément ovationné à Bucarest, alors qu'il était conspué à Paris. Pendant le régime communiste, certaines publications de langue française (L'Humanité, Vaillant) étaient accessibles sur abonnement en Roumanie. La télévision et la diffusion cinématographique roumaines ont été axées sur les productions francophones (cependant modifiées : ainsi, dans la série des Gendarmes de Saint-Tropez, les scènes où l'on voyait un marché ont été caviardées pour éviter aux spectateurs roumains des comparaisons oiseuses avec leurs propres marchés).
Mais après 1989, les Roumains découvrent une nouvelle France aux yeux de laquelle la Roumanie n'est plus une « petite sœur des Balkans », ni une alliée, tandis que Bucarest n'est plus un « petit Paris ». Aux yeux des médias de cette nouvelle France, la Roumanie apparaît comme le « pays de Dracula, de la Garde de Fer, de Ceaușescu, des orphelinats et des mendiants de rue », et, comme ses voisins les autres pays de l'Est, comme « une région patriarcale, suspecte de fascisme, d'une société mafieuse ou pire ». En fait la société est contrastée, avec une jet set à l'occidentale et des Roms dont certains vivent comme il y a cent ans, des villes modernes et des campagnes traditionalistes, une grande liberté de mœurs et une présence religieuse très visible dans l'espace public, à la télévision, dans l'enseignement et dans l'identité. Dans cet espace multiculturel coexistent diverses mentalités, les unes traditionnelles, voire folkloriques, d'autres libre-penseuses, occidentales, ou encore nostalgiques de tel ou tel passé… Les opinions politiques les plus diverses s'affrontent, en toute liberté d'expression et dans le respect des convictions individuelles. Depuis 1989, l'indifférence de la France à l'égard de la Roumanie a fait disparaître la presse de langue française des kiosques du pays, et le français est en perte de vitesse face à l'anglais, sauf dans les anciens centres francophones comme Bucarest, Iași ou Constanța. Les films francophones sont diffusés surtout sur la chaîne TV Cultural et dans les centres culturels français du pays. Malgré tout, les médias français conservent des antennes en Roumanie. Par exemple, RFI Roumanie (ancienne Radio Delta RFI), seule station de radio francophone en Roumanie, est aussi la plus importante filiale de RFI à l'étranger. Les émissions sont souvent en roumain, mais le soir et la nuit, la station diffuse des émissions en français.

#### Confessions religieuses
| Religions                     | %     |
| ----------------------------- | ----- |
| orthodoxes                    | 73,86 |
| catholiques de rite latin     | 3,89  |
| réformés                      | 2,6   |
| pentecôtistes                 | 2,12  |
| catholiques de rite grec      | 0,61  |
| baptistes                     | 0,54  |
| adventistes                   | 0,35  |
| musulmans                     | 0,31  |
| autres                        | 1,12  |
| sans religion                 | 0,43  |
| athées et agnostiques         | 0,37  |
| non-renseignée ou non-déclaré | 27,88 |

La pratique religieuse régulière est faible mais celle des grandes fêtes (Pâques, Noël) ainsi que des principaux sacrements (baptême, mariage) est, quant à elle, très assidue, car elle fait partie de l'identité des habitants et c'est pourquoi l'Église orthodoxe affirme que la Roumanie est l'un des pays les plus religieux de l'Union européenne avec près de 90 % de la population ; depuis la chute du communisme, plus de mille nouvelles églises ont été construites dans le pays, ainsi que de nombreux monastères. Parmi la population de confession chrétienne, il existe aussi des minorités : catholiques romains, gréco-catholiques et protestants). Il existe aussi une communauté musulmane d'environ 64 000 personnes, essentiellement concentrée en Dobroudja. Il subsiste également une petite communauté juive qui comptait environ 3 200 personnes en 2011 (alors qu'en 1930, elle comptait plus de 756 000 personnes). On compte aussi des minorités bouddhistes, hindouistes, néopaïennes entre autres.

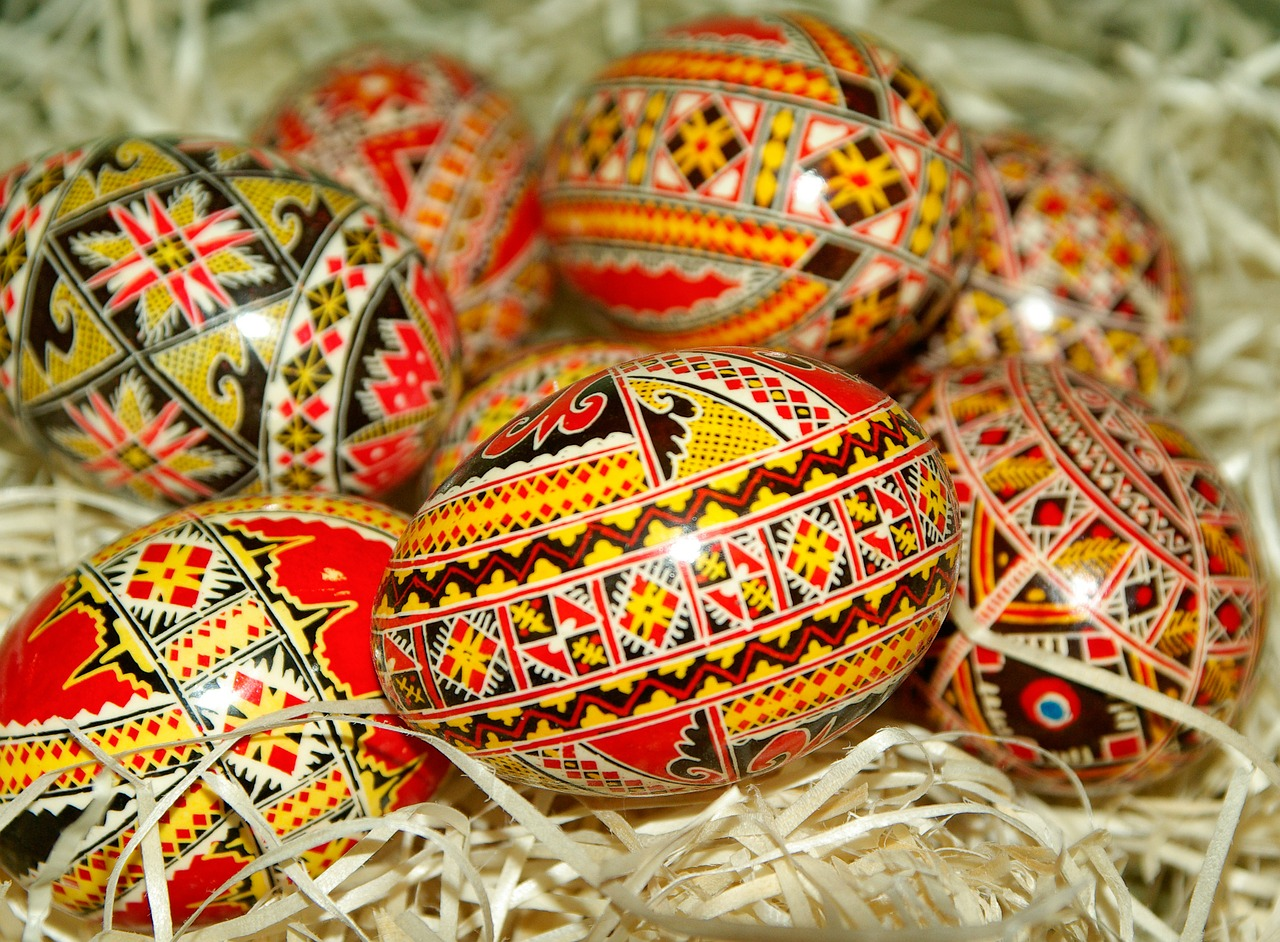
Traditionnels œufs peints des Pâques.
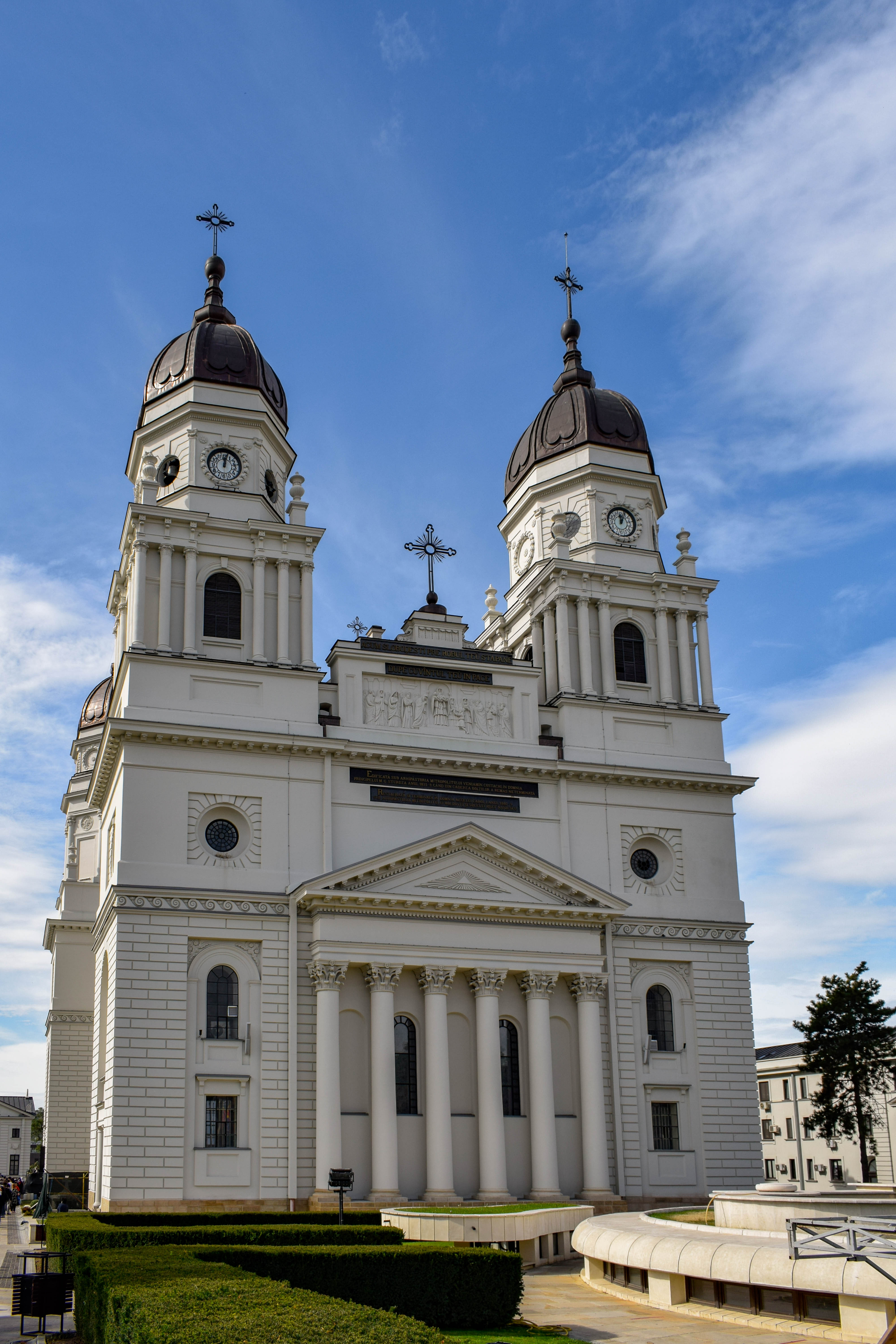
Cathédrale métropolitaine de Iași, la plus grande église orthodoxe de Roumanie.
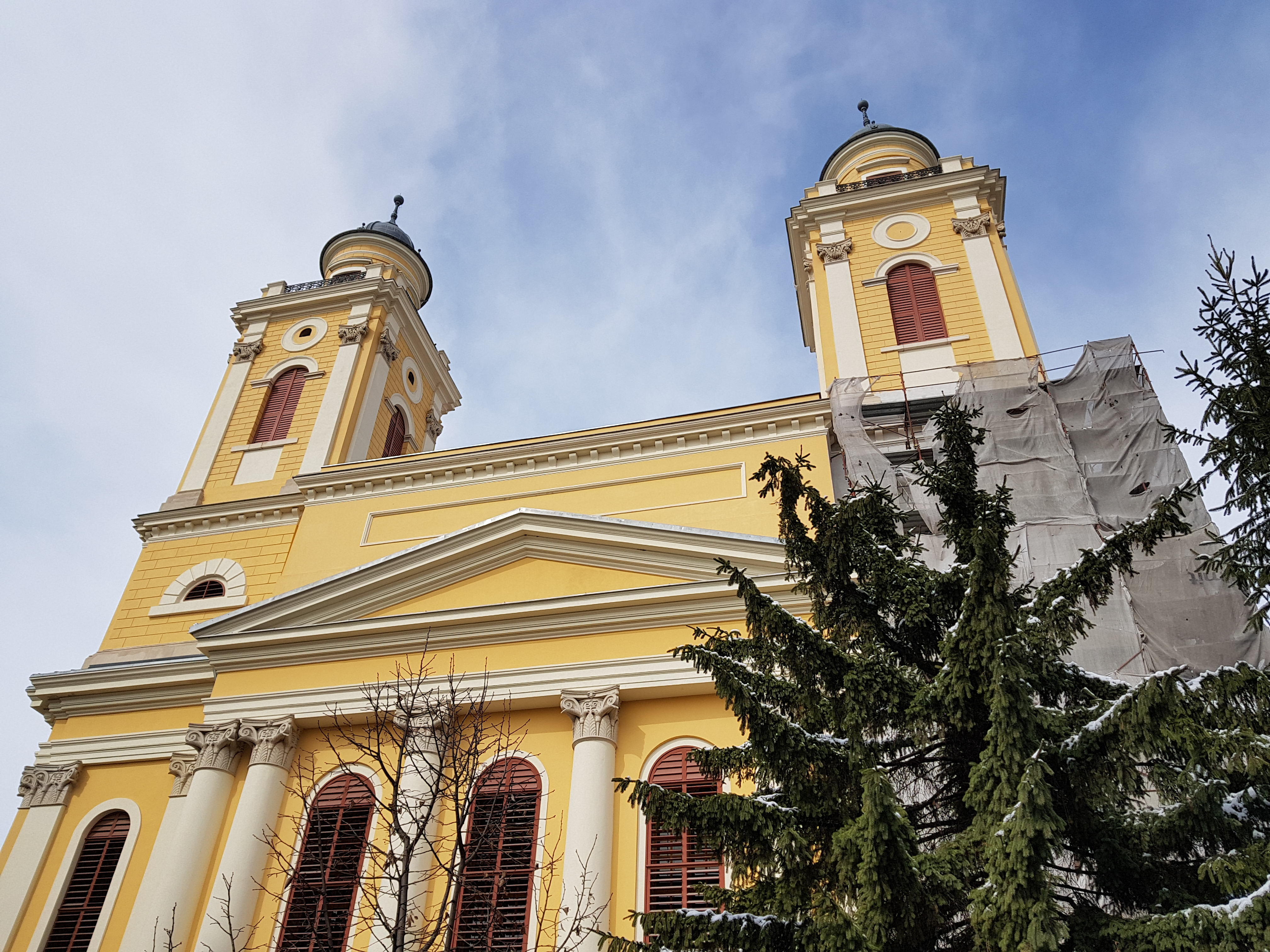
Temple réformé de Cluj-Napoca.
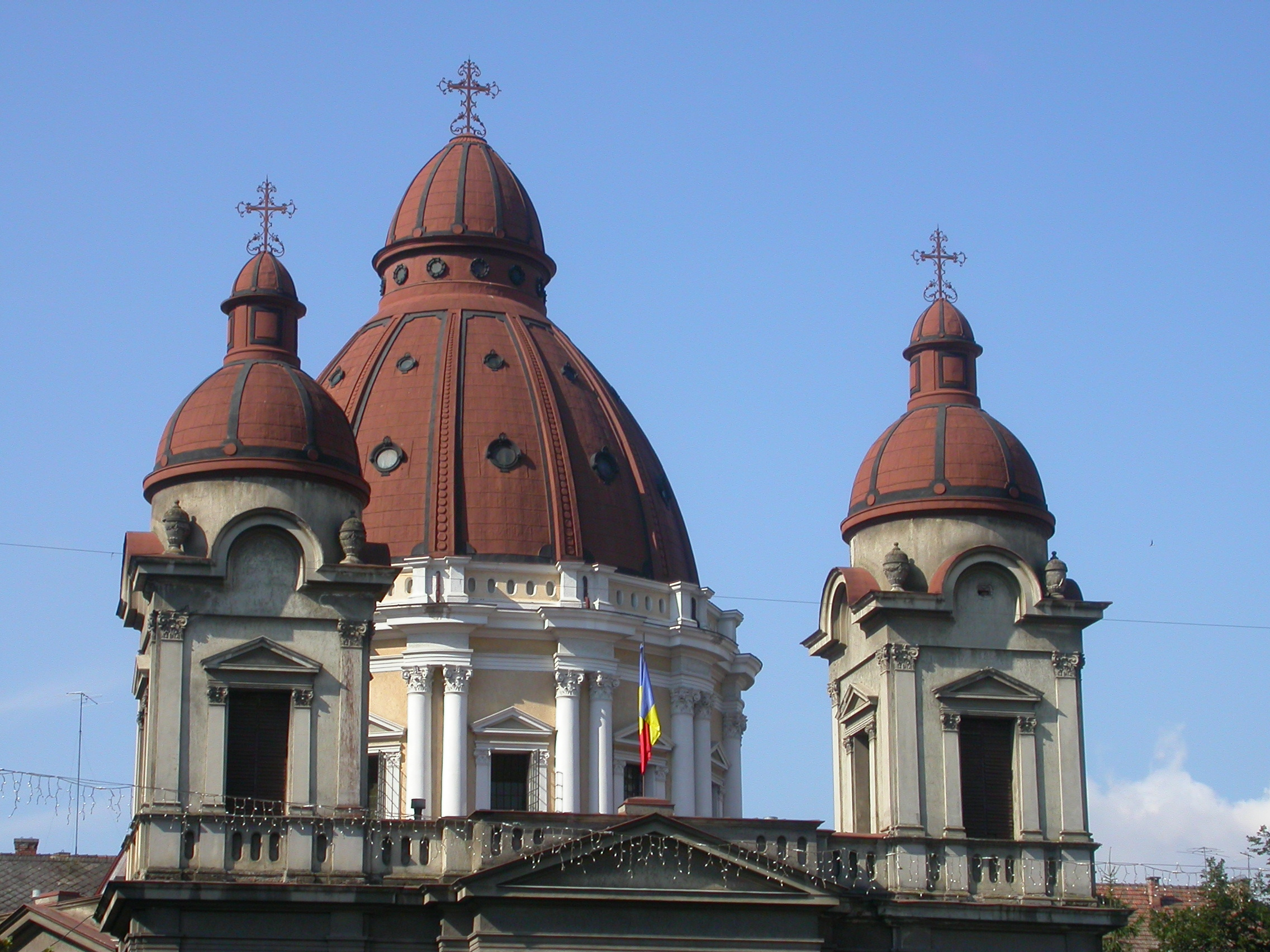
Cathédrale gréco-catholique de Târgu Mureș.
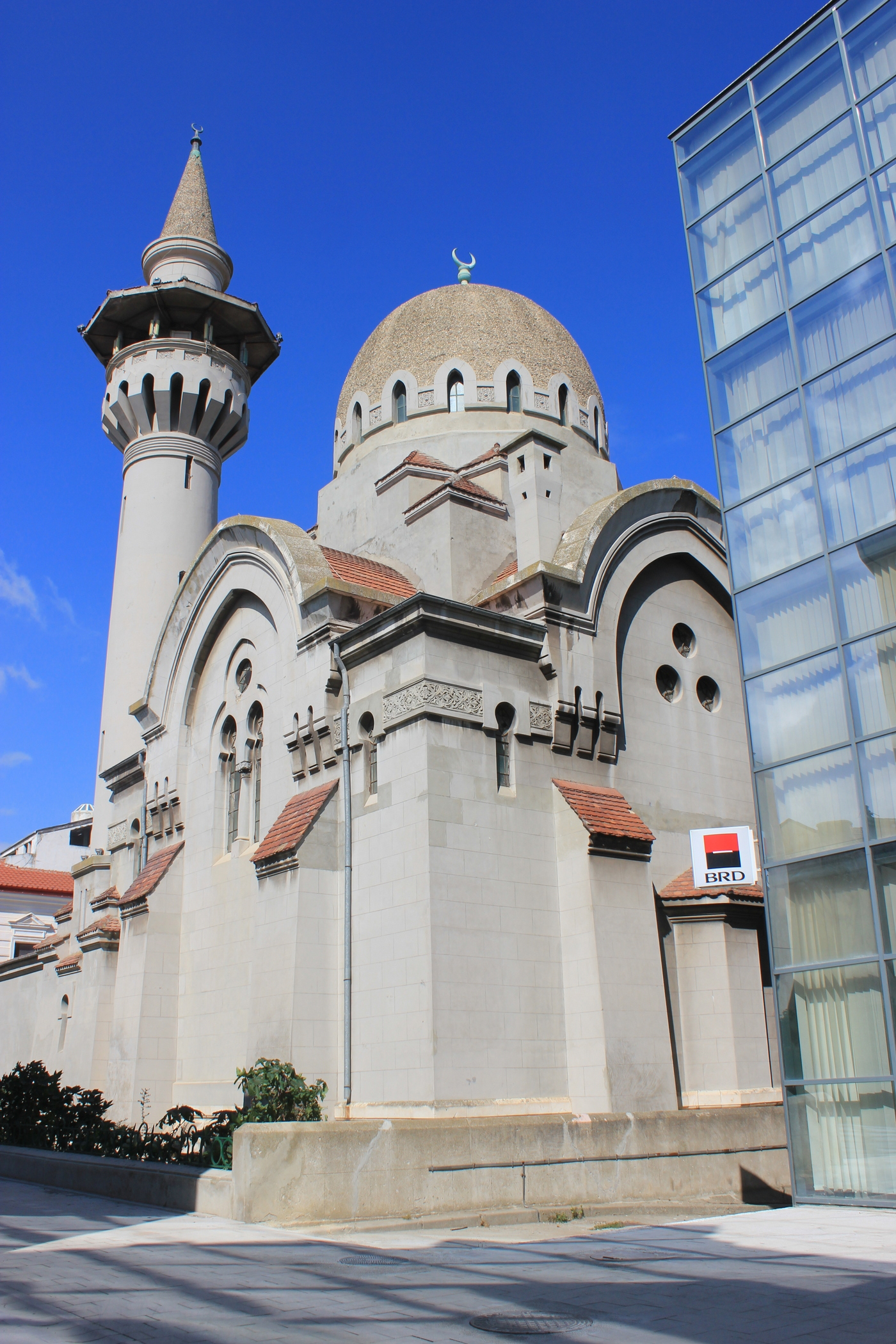
Mosquée Carol Ier à Constanța.
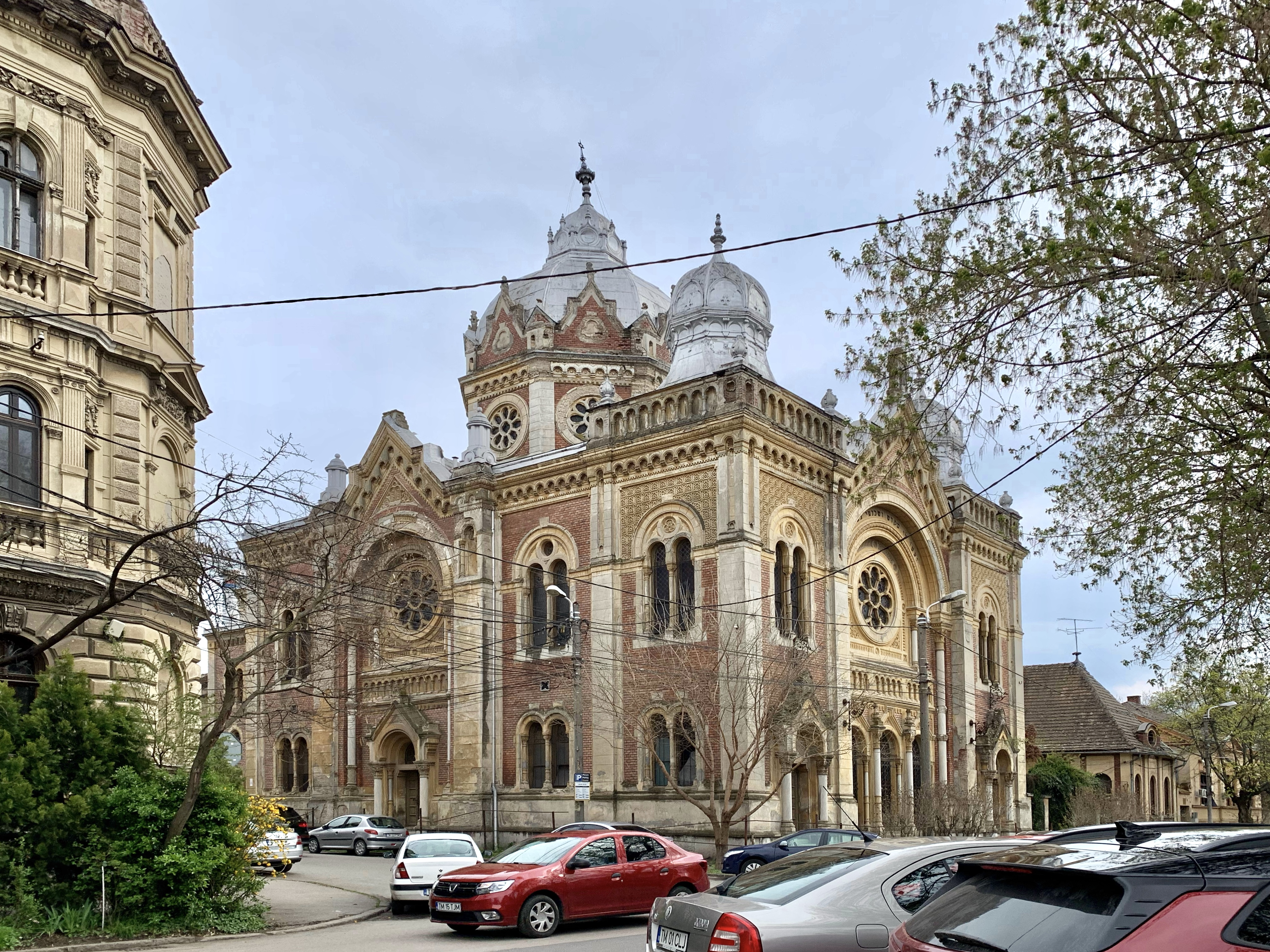
Synagogue de Fabric de Timișoara.
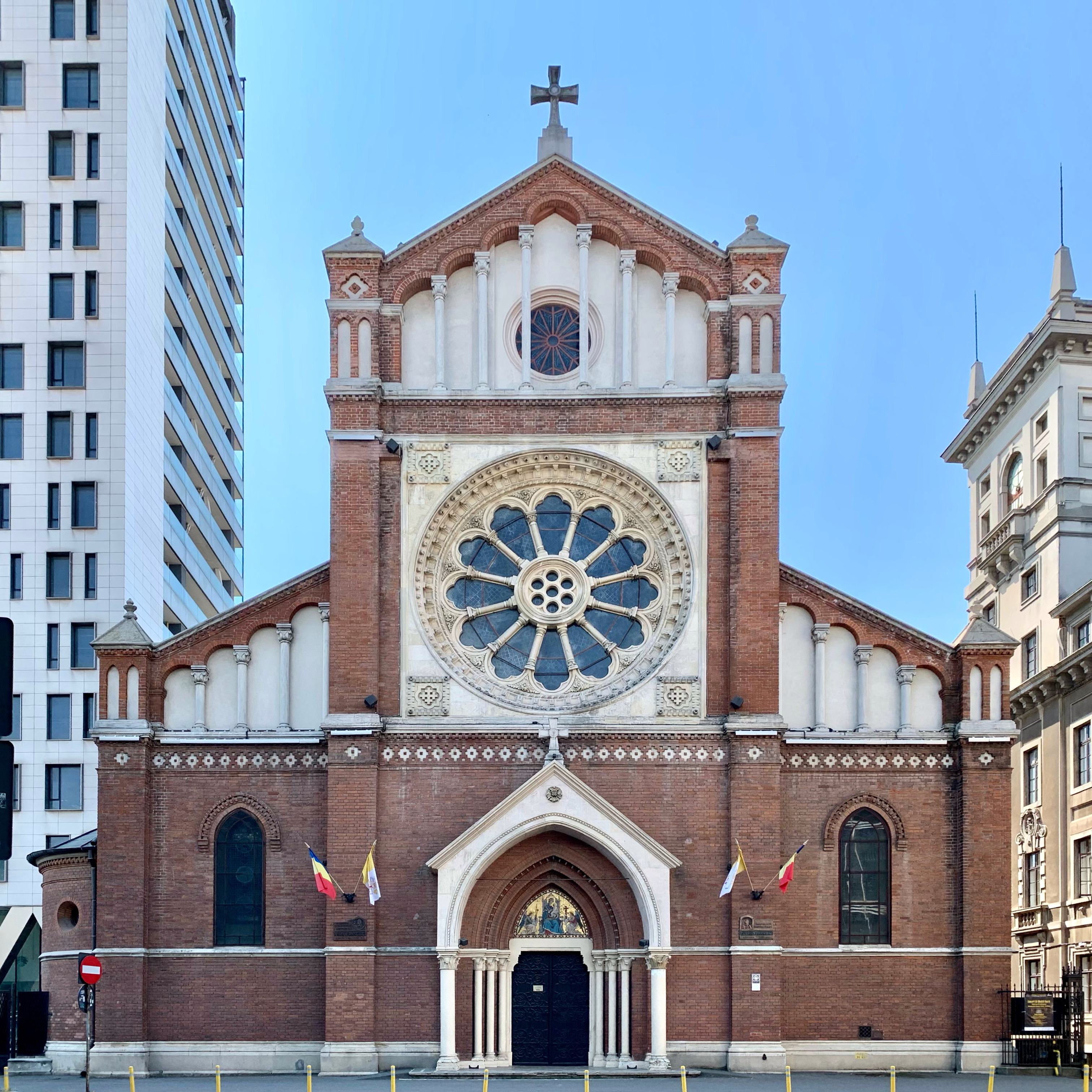
Cathédrale catholique "Saint Joseph" de Bucarest.
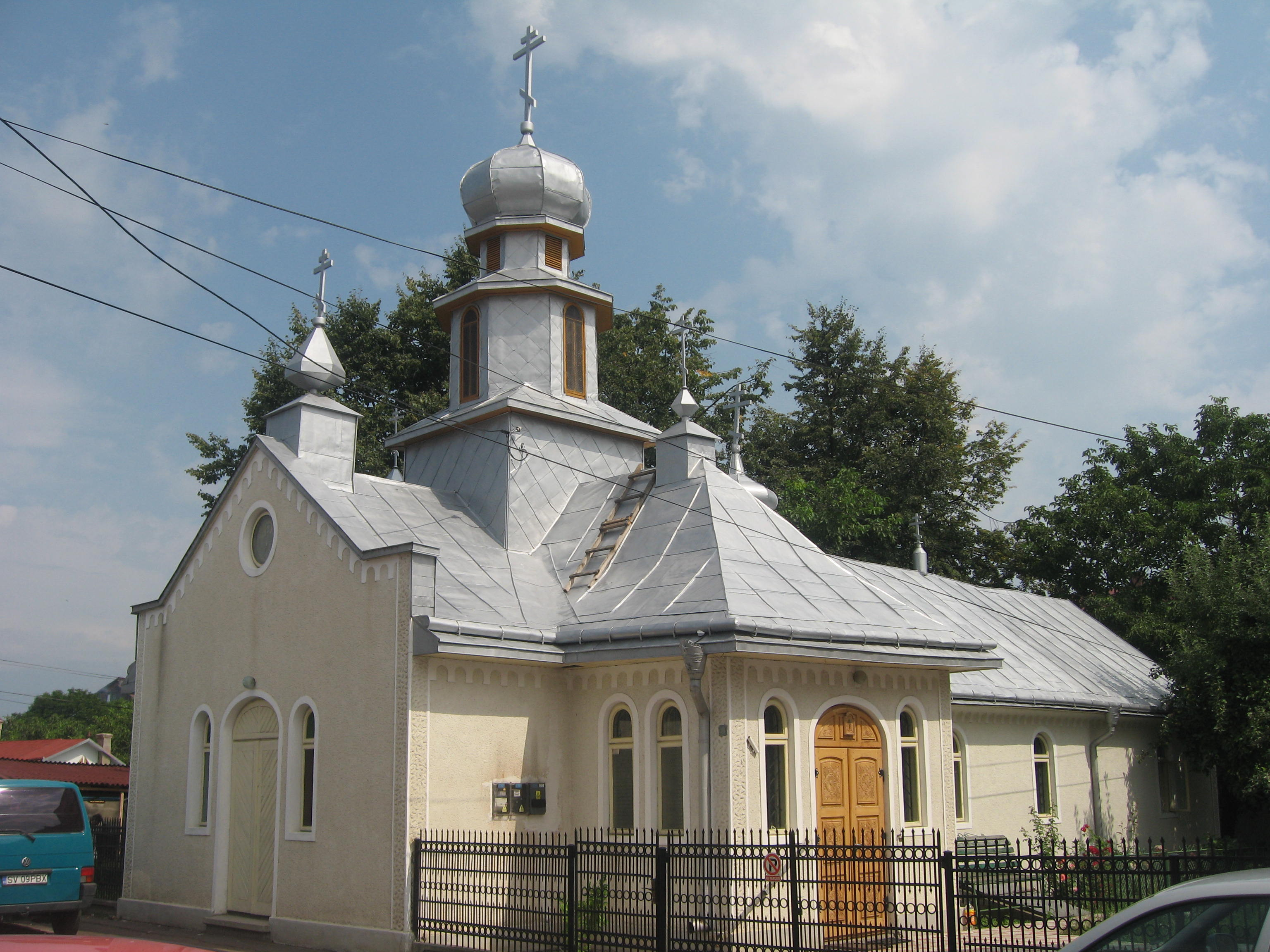
Église lipovène de Rădăuți.
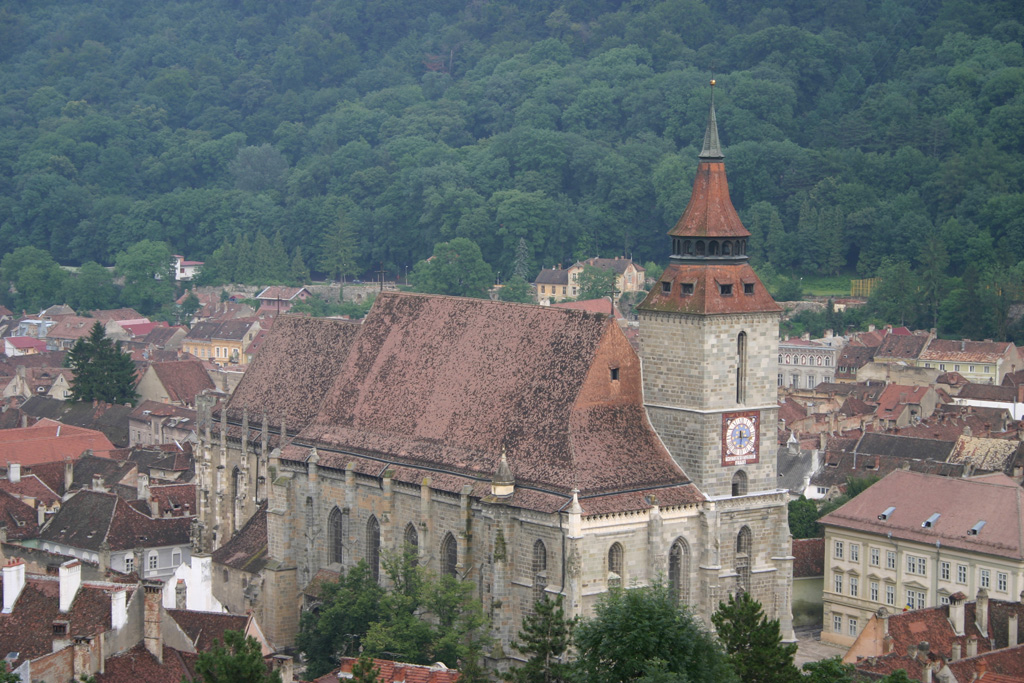
Église noire luthérienne de Brașov.
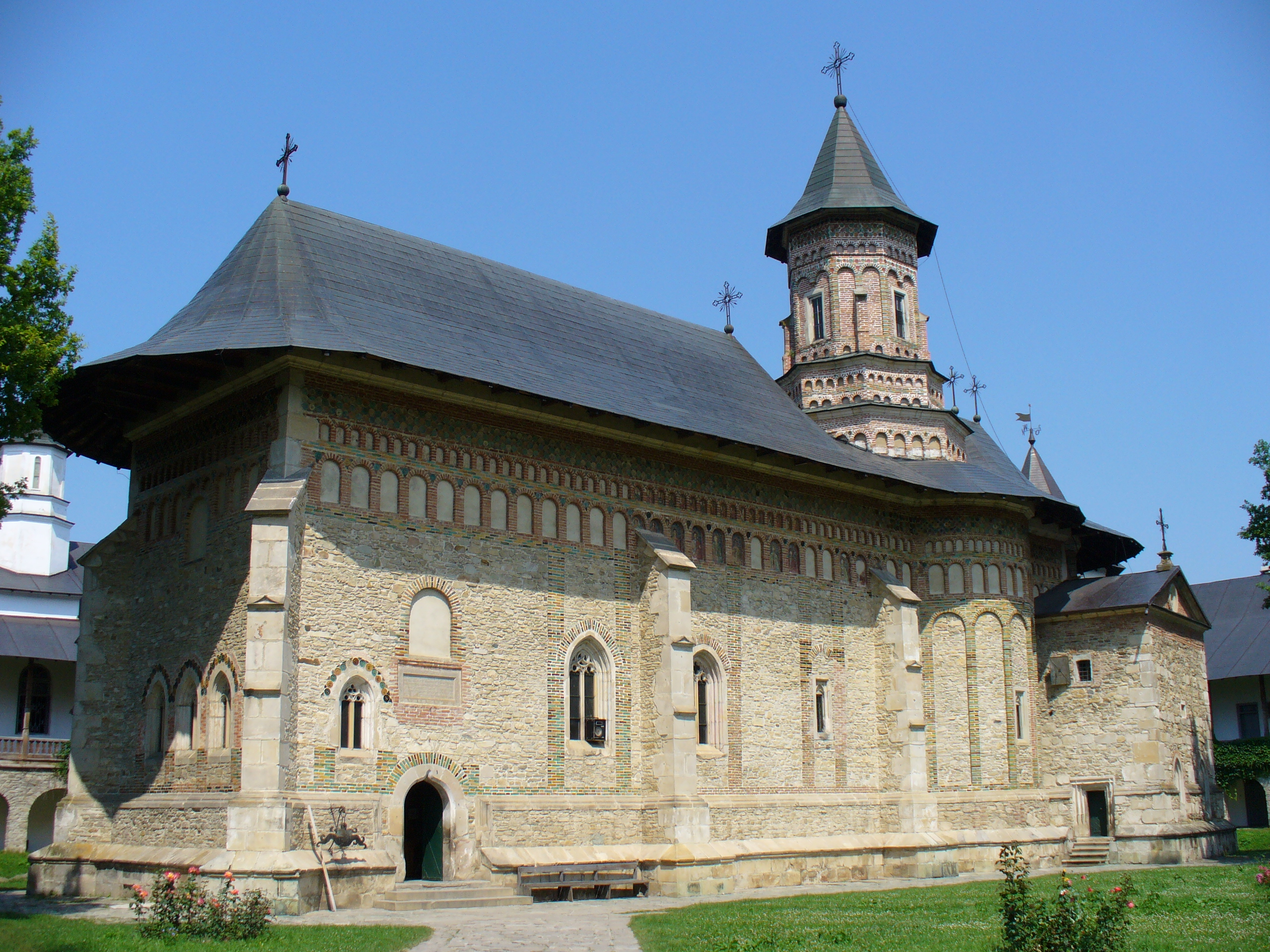
Église orthodoxe du monastère de Neamț.

## Économie

### Monnaie, revenu, salaires et emploi
La monnaie roumaine est le leu roumain (l'appellatif technique est RON). En octobre 2015, le cours moyen est de 1 EUR = 4,4220 RON. En mai 2015, le salaire moyen mensuel net est de 1 829 RON (411 EUR à la même date). Depuis le 1er juillet 2015, le salaire mensuel minimum garanti par la loi ou par les conventions collectives du travail est de 1 050 RON (236 EUR). L'impôt sur le revenu est de type proportionnel (également appelé impôt à taux unique) à 16 %, et au premier trimestre 2015, le montant moyen des retraites est d'environ 890 RON (200 EUR).
| 2000 | 2001 | 2002 | 2003 | 2004 | 2005 | 2006 | 2007 | 2008 | 2009 | 2010 | 2011 | 2012 | 2013 | 2014 | 2015 |
| ---- | ---- | ---- | ---- | ---- | ---- | ---- | ---- | ---- | ---- | ---- | ---- | ---- | ---- | ---- | ---- |
| 100  | 140  | 175  | 250  | 280  | 310  | 330  | 390  | 540  | 600  | 600  | 670  | 700  | 800  | 900  | 1050 |

La décennie 1990-2000 équivaut à la décennie 1945-1955 en Europe occidentale, mais avec 45 ans de retard de développement, sans plan Marshall, sans épuration et sans programme social du Conseil national de la Résistance. Après la chute du régime communiste, la Roumanie a subi une transition extrêmement difficile, marquée par une crise économique aiguë (chute de 48 % du PIB industriel, inflation comprise entre 50 % et 300 %, et l'écroulement de la monnaie (en 1999 le leu vaut 1 000 fois moins qu'en 1990, de nouvelles coupures sont émises tous les ans). Le chômage passe de 2 % à 12 % et provoque des mouvements sociaux parfois très violents. En 1990 et 1991, des dizaines de milliers de mineurs, instrumentalisés par une frange du pouvoir post-communiste qui s'oppose à toute réforme, envahissent Bucarest, saccagent le siège du gouvernement et provoquent des dizaines de morts et des blessés parmi les étudiants et les enseignants, accusés d'être des vecteurs du « capitalisme ultralibéral ». En 1999 le mouvement se répète mais cette fois les gendarmes gagnent la « bataille » (selon une expression utilisée à l'époque). L'année 2000 marque une amélioration et l'économie roumaine connaît une forte croissance entre 2001 et 2007 (4 à 9 % par an) : elle est déclarée « économie de marché fonctionnelle » par la Commission européenne en octobre 2004. Son PIB en parité de pouvoir d'achat (247 milliards de dollars) place la Roumanie au 45e rang mondial fin 2007, au niveau du PIB tchèque.

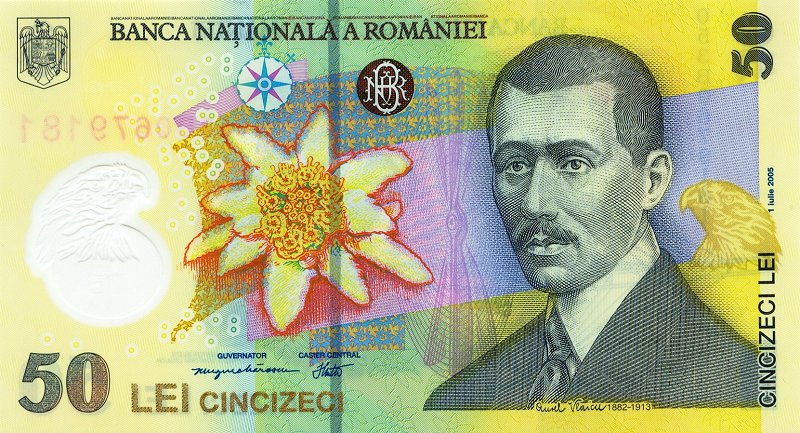
Billet de 50 lei à l'effigie d'Aurel Vlaicu

La majorité au pouvoir entre 2004 et 2008 a mis en place une politique économique d'inspiration libérale, visant à réduire le nombre des entreprises d'État (encore autour de 30 % du PIB en 2006 selon une estimation de la Deutsche Bank), attirer plus d'investissements étrangers (7e destination en Europe en 2006 selon le Financial Times), réduire la fiscalité et le chômage (4,3 % janvier 2008 et 1,8 % à Bucarest).
Mais à partir de 2007, malgré ou à cause de l'intégration à l'Union européenne (selon les points de vue), les effets néfastes de la crise financière mondiale se font sentir et ralentissent fortement la croissance de l'économie roumaine, avec un taux de chômage de jeunes supérieur à 20 %.
Pour faire face à la forte émigration des travailleurs roumains (environ quatre millions de Roumains sont partis travailler en Europe de l’Ouest entre 2007 et 2021), le gouvernement a dû augmenter les quotas pour les travailleurs extracommunautaires, passés de 3 000 en 2016 à 20 000 en 2019. Ces derniers sont souvent originaires d'Inde et perçoivent des salaires deux à trois fois plus élevés que dans leur pays, leur permettant d'en envoyer une partie à leurs familles. Cependant, des scandales ont éclaté concernant leurs conditions de vie parfois insalubres, et leurs contrats fixent à soixante heures par semaine la durée de leur travail.
Pourtant, le taux de chômage s'élève encore à 9 % (en 2019) dans l’est et le sud de la Roumanie. Le chômage des jeunes est lui beaucoup plus important, s'élevant à 18 %. Mais en raison des fortes inégalités territoriales (ces régions souffrent de l’absence de réseaux routiers et ferroviaires modernisés), les entreprises choisissent généralement de s'implanter dans l’ouest du pays. En outre, les écoles professionnelles démantelées après la chute du communisme ne font encore l'objet d'aucun projet de relance par le gouvernement.

### Entreprises
Une des principales entreprises roumaines est Dacia (constructeur automobile appartenant à Renault) possédant quelques sites de production sur Bucarest et Pitești. Des entreprises européennes occidentales délocalisent de plus en plus leurs usines en Roumanie. La plupart des entreprises roumaines s'occupent de pétrole, gaz, or (de Transylvanie), 
autres ressources naturelles,
textile, etc.

### Agriculture et agroalimentaire

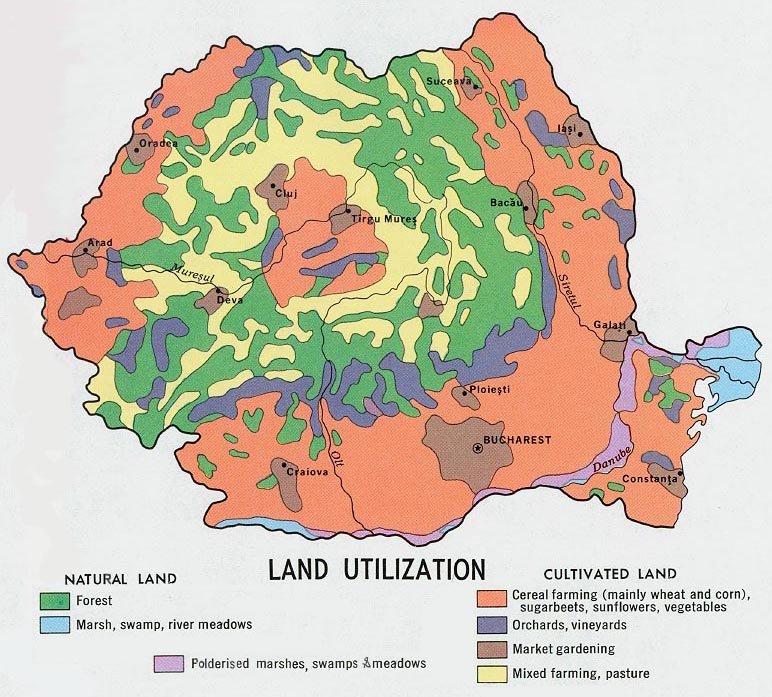
Carte de l'occupation des sols en Roumanie en 1970

### Industrie

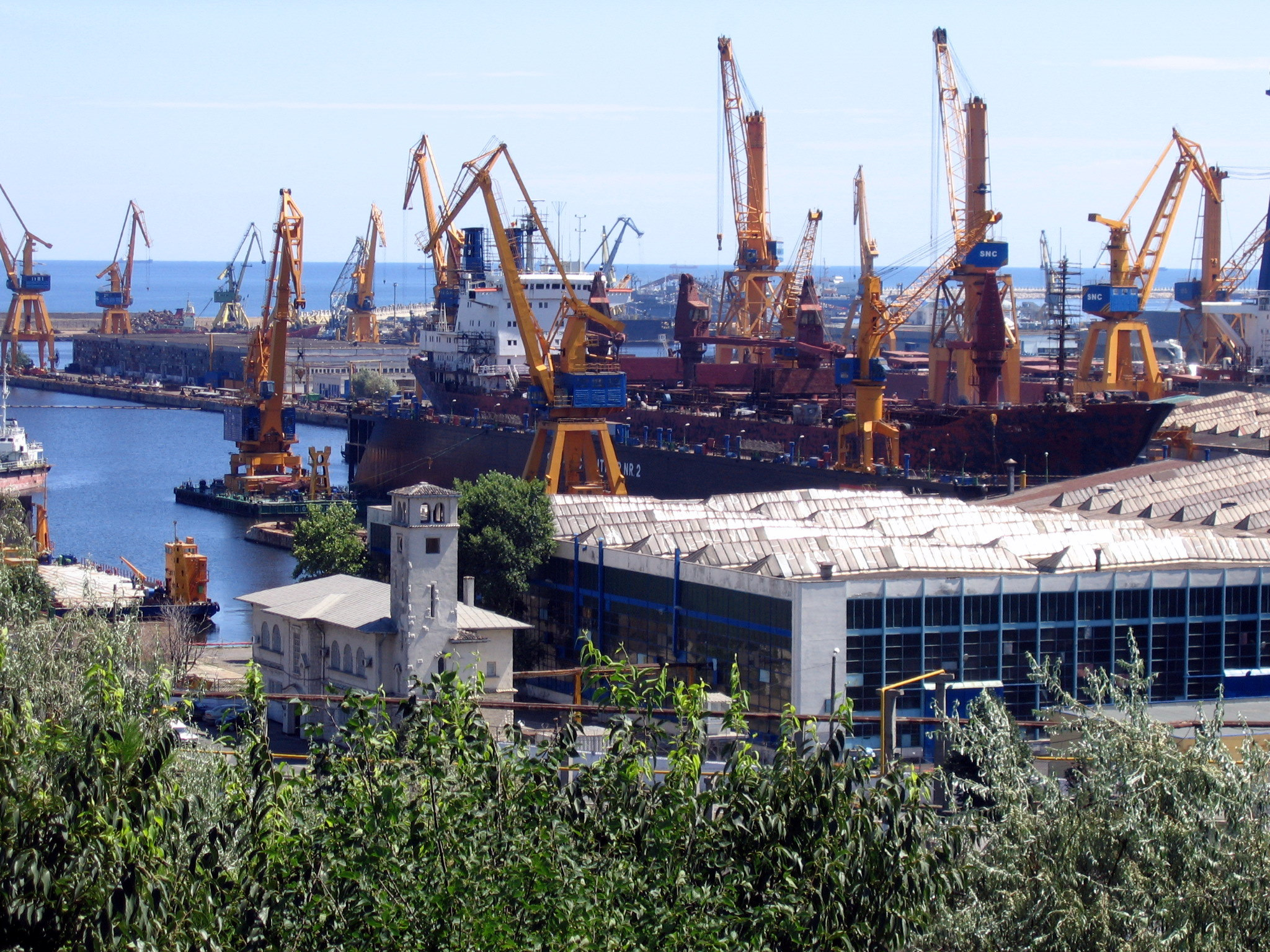
Port et chantier naval de Constanța.

L'industrie roumaine représente 35 % du produit national brut et à peu près 20 % de la force du travail est impliquée dans l'industrie.
L'industrie roumaine produit aussi des automobiles comme celles de la marque Dacia du groupe Renault.

## Technologie de l'information

### Secteur IT
La Roumanie est l'un des marchés les plus attractifs d'Europe pour les investissements technologiques et l'externalisation, avec une main-d'œuvre hautement qualifiée et diversifiée, des prix compétitifs et un environnement commercial stimulant avec un secteur évalué à 40 milliards d'Euro. Le secteur informatique de la Roumanie a connu une croissance continue au cours de la dernière décennie, malgré les turbulences politiques et la crise économique, ce qui est un bon indicateur de sa force motrice. Connus pour leur expertise technique étendue, leur flexibilité, leur enthousiasme et leurs excellentes compétences linguistiques, les fournisseurs de services logiciels roumains sont un excellent choix pour des collaborations à long terme dans les activités de nearshoring et d'offshoring.
La Roumanie est l'un des marchés de la technologie de l'information (TI) les plus dynamiques d'Europe centrale et orientale. Le pays a réalisé des progrès significatifs dans tous les sous-secteurs des technologies de l'information et de la communication (TIC), y compris la téléphonie de base, la téléphonie mobile, Internet et l'informatique. Le secteur des télécommunications du pays a été déréglementé, étendu et modernisé au cours des 15 dernières années.

### Leader en Europe
La Roumanie est le leader en Europe, et le sixième dans le monde, quant au nombre de spécialistes informatiques certifiés, avec des taux de densité par 1 000 habitants plus élevés qu'aux États-Unis ou en Russie. Il y a environ 100 000 spécialistes dans le secteur IT. Environ 15 000 des 40 000 ingénieurs diplômant chaque année en Roumanie sont formés en TIC. Microsoft a acquis la technologie antivirus roumaine en 2003. Selon Microsoft, la Roumanie a un potentiel clair dans les technologies de l'information, un domaine dans lequel les étudiants, chercheurs et entrepreneurs roumains excellent. Sa culture orientée vers l'ouest et le haut niveau d'éducation de sa jeunesse font de la Roumanie un marché potentiel immense (le deuxième plus grand producteur de logiciels en Europe de l'Est). En ce qui concerne les services d'externalisation informatique, la Roumanie est classée troisième mondialement, défiant avec succès l'Inde.
Le marché IT est l'un des secteurs les plus dynamiques de l'économie roumaine. Depuis l'année 1994, le marché IT a démontré des taux de croissance de 40 à 60 pour cent par an. Le plus grand secteur quant aux revenus est l'intégration de systèmes et de réseaux, qui représente 28,3 % des revenus totaux du marché. Pendant ce temps, le segment de marché de l'IT qui connaît la croissance la plus rapide est la programmation offshore. L'industrie de l'externalisation du développement de logiciels a franchi la barre des 3 milliards de dollars de revenus totaux en 2005 et a atteint 4,8 milliards de dollars en 2006. Actuellement, la Roumanie contrôle 5 % du marché de développement de logiciels offshore et est le troisième pays (après l'Inde et la Chine) parmi les exportateurs de logiciels. Cette croissance de l'externalisation des logiciels en Roumanie est causée par un certain nombre de facteurs. L'un d'eux est le rôle de soutien du Gouvernement de la Roumanie. Le gouvernement a lancé un programme de promotion de la construction de parcs technologiques orientés vers les technologies de l'information – des zones spéciales qui disposent d'une infrastructure établie et bénéficient d'un régime fiscal et douanier favorable. Un autre facteur stimulant la croissance du secteur IT en Roumanie est la présence de grandes entreprises technologiques mondiales telles qu'Intel, Motorola, Oracle, Sun Microsystems, Boeing, Nokia et locale comme par exemple: TotalSoft, TeamNet Internațional, Siveco qui ont intensifié leurs activités de développement de logiciels et ouvert leurs centres de R&D en Roumanie.
L'industrie des TIC a élargi son champ d'action au-delà de la fabrication d'équipements pour inclure les services de maintenance et de gestion ainsi que la création de contenu audio, vidéo, imprimé et numérique. Ces développements devraient créer une variété de nouvelles opportunités sur le marché des TIC en Roumanie. À l'occasion du Forum mondial de l'électronique (Paris 2000), l'étude "Worldwide ICT Professionals Market Situation Study" a montré que, d'ici 2008, la Roumanie serait le seul pays européen à disposer de spécialistes IT excellents. Actuellement, environ 25 000 professionnels des logiciels travaillent dans l'industrie et près de 1/5 d'entre eux sont impliqués dans des activités d'exportation de logiciels. En 2003, la Roumanie était classée 6e au monde par le nombre de professionnels certifiés ("2003 Global Skills IQ Report", Brainbench) et a reçu un certificat de bronze dans la catégorie "Most Certified Nation (Overall)" lors des premiers Bench Games annuels 2005 ("2005 Bench Games Report", Brainbench). Le vice-président pour la région EMEA a montré qu'Oracle s'engageait à encourager ce pays à tirer parti de son potentiel : "Oracle vise à aider la Roumanie à devenir la Silicon Valley de l'Europe centrale et orientale."

### Transports

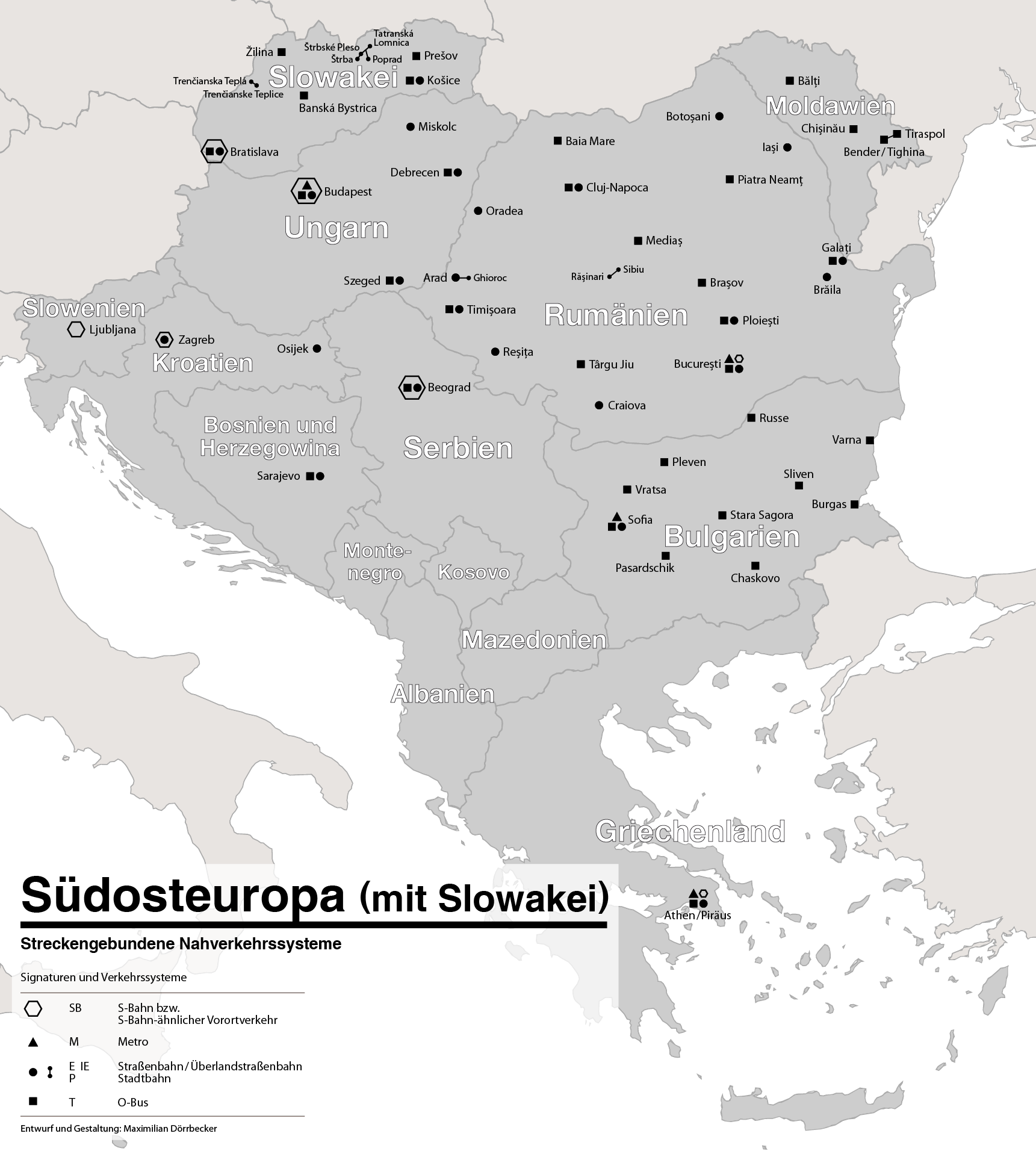
Carte des réseaux de transports en commun d'Europe du Sud-Est et de la Slovaquie avec des systèmes: RER, tram-train, métro, métro léger, tramway ou trolleybus.

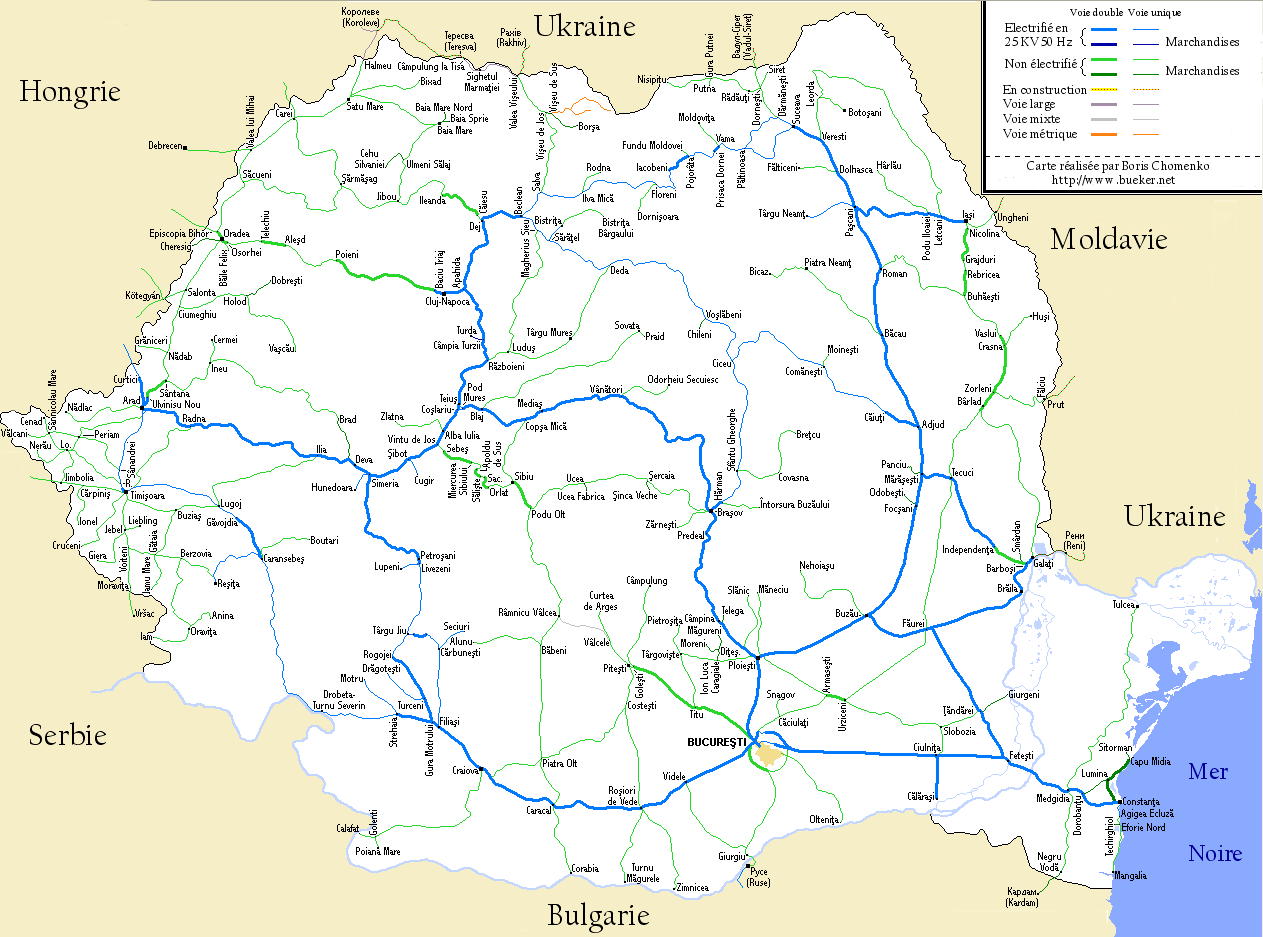
Carte du réseau ferré roumain.

Carte du réseau routier roumain.

Carte des principaux aéroports roumains.

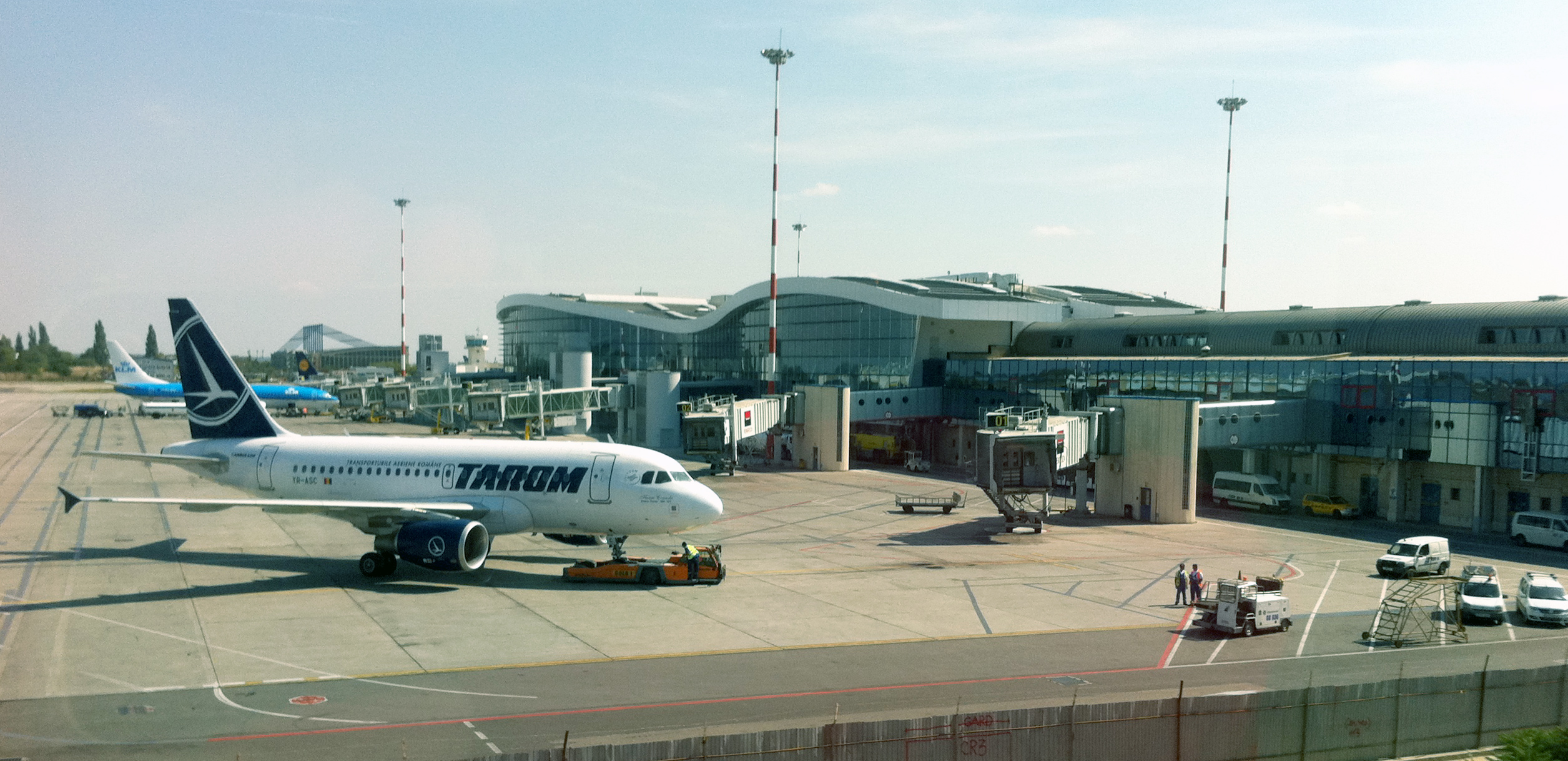
Nouveau terminal de l'aéroport international « Henri Coandă » de Bucarest.

Par sa situation géographique, la Roumanie se trouve à l'intersection de plusieurs principales lignes de transport reliant l'Europe du Nord au sud et de l'ouest à l'est, ce qui est potentiellement une situation économiquement favorable. En outre, le réseau de transport en Roumanie fait la liaison entre le réseau communautaire des transports et celui d'États non limitrophes d'Europe et d'Asie. Toutefois les infrastructures de transport existantes ne répondent pas aux besoins de l'économie d'aujourd'hui et sont loin derrière celles d'Europe de l'Ouest, en raison d'une part du manque d'investissements publics (réparations et entretien adéquats), d'autre part de choix logistiques déséquilibrés (tout-routier, diminution des transports alternatifs, abandon des voies ferrées et des infrastructures fluviales souvent vétustes, perte quasi totale de la flotte maritime),.

#### Réseau routier

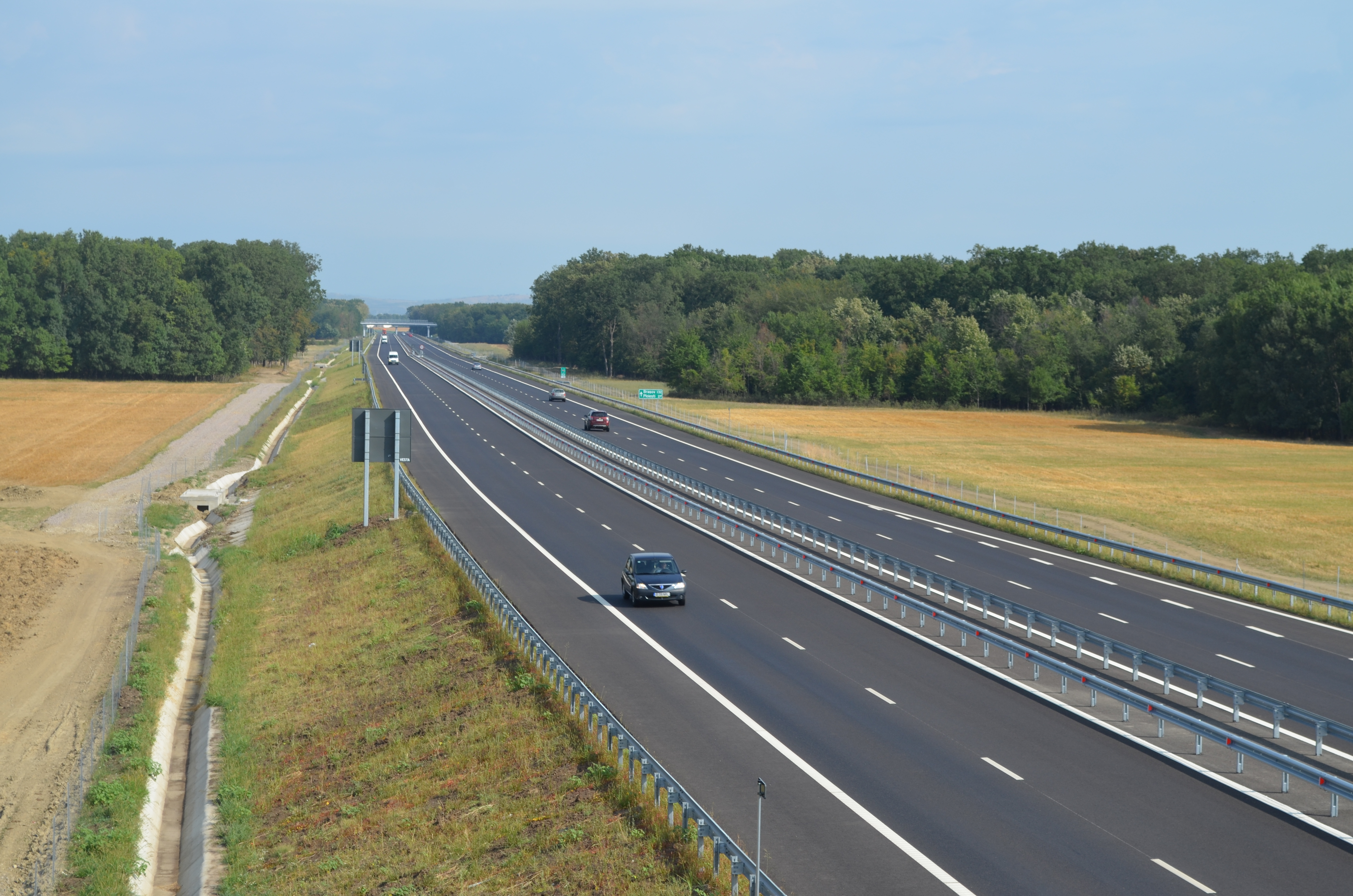
L'A3, à proximité de Ploiești.

Dernièrement, des efforts ont été faits pour raccorder les routes principales de la Roumanie au réseau des couloirs européens. Plusieurs projets visant à moderniser les réseaux de transports ont été lancés, financés par l'ISPA (Instrument structurel de préadhésion de l'UE) et garantis par des prêts des institutions financières internationales. Le gouvernement est également à la recherche de sources de financement externes ou de partenariats public-privé afin de poursuivre la modernisation du réseau routier, en particulier des autoroutes. En janvier 2010, la Roumanie en avait terminé 321,9 km.[réf. nécessaire]
Les autoroutes roumaines sont l'A1 de Bucarest à Pitești, l'A2 de Bucarest à Constanța et l'A3 de Bucarest à Ploiești. La construction de l'A3, ou « Autoroute de Transylvanie », reliant Bucarest à Oradea, a commencé en juin 2004 et aurait dû être finalisée en 2013. Les autres tronçons à divers stades d'avancement sont Bucarest – Brașov, Cernavodă – Constanza, Nădlac – Arad – Timișoara, Bucarest – Roșiorii de Vede – Craiova,.

#### Transport aérien
La Roumanie dispose de 62 aéroports, dont 25 aéroports avec des pistes en dur (en béton, en bitume ou en asphalte) et 37 aérodromes avec des pistes en terre battue. Les plus importants aéroports du pays sont ceux de Bucarest (OTP et BBU), de Cluj-Napoca (CLJ) et de Timișoara (TSR). En 2008, les 17 aéroports civils du pays ont enregistré un trafic de 9,1 millions de passagers.

### Tourisme
Le tourisme contribue de manière significative à l'économie roumaine, générant environ 5% du PIB. Le nombre de touristes a augmenté régulièrement, atteignant 9,33 millions de touristes étrangers en 2016, selon la Banque mondiale. Le tourisme en Roumanie a attiré 400 millions d'euros d'investissements en 2005. Plus de 60 % des visiteurs étrangers en 2007 provenaient d'autres pays de l'UE. Les attractions estivales populaires de Mamaia et d’autres stations balnéaires de la mer Noire ont attiré 1,3 million de touristes en 2009.
Le tourisme en Roumanie s'articule autour de trois pôles d'attraction :
- les sites naturels comme les Carpates ou le delta du Danube dans lesquels on peut pratiquer des activités comme la randonnée, la pêche, la spéléologie, le safari-photo ou l'observation de la faune sauvage (la Roumanie compte encore des milliers d'ours, de loups, de lynx et autres espèces disparues ou très rares et difficiles à voir ailleurs). Il existe aussi un tourisme de chasse, très onéreux ;
- les pôles d'attraction culturels dont les principaux atouts sont les anciennes villes transylvaines, le Maramureş, la Bucovine et ses monastères médiévaux, le tourisme monastique ou ethnographique (vie des villages, minorités comme les Csángós, les Lipovènes ou les Saxons, musique traditionnelle), les châteaux et forteresses, l'archéologie, les petits trains de montagne à vapeur (comme celui du Văsăr) voire les circuits légendaires (Dracula) ;
- le tourisme de santé-loisirs où le thermalisme et le littoral de la mer Noire (avec notamment les stations estivales de plage et ses discothèques) sont les principales destinations.

Sur le plan géographique, on compte :
- Les « attracteurs » de montagne comme Poiana Brașov, Sinaia, Bușteni, Predeal, Borșa, les monts Apuseni, Parâng ou Retezat où se trouve le parc national Retezat ;
- Les « attracteurs » fluviaux : des croisières (dont certaines, internationales) sont organisées tout au long du Danube, mais ce sont les Portes de Fer et le delta du Danube, réserve naturelle pour la biosphère de l'UNESCO, qui attirent le plus de visiteurs ;
- Les « attracteurs » de la mer Noire sont les marinas de tourisme de masse qui se succèdent du nord de la ville de Constanța jusqu'à la frontière bulgare : elles bénéficient d'un long ensoleillement et d'une chaleur tempérée, la moyenne étant de 25 °C en été et 250 254 touristes (roumains à 80 %) les ont fréquentées en 2006 ; ce sont du nord au sud les ensembles de Mamaia, Constanța, Costinești, Eforie, et les six marinas de Neptun, Jupiter, Olimp, Saturn, Aurora et Vénus situées à Mangalia, et plus au sud encore Doi-Mai et Vama Veche ;
- Parmi les « attracteurs » transylvains, les centres-villes anciens de Sibiu, Brașov, Cluj-Napoca, Sighișoara, Alba Iulia, Arad, Bistrița, Făgăraș, Gherla, Hațeg, Hunedoara, Mediaș, Miercurea-Ciuc, Oradea, Sfântu Gheorghe, Râșnov, Târgu Mureș ou Timișoara, les églises fortifiées saxonnes ainsi que les châteaux et les places fortes attirent non seulement les touristes roumains, mais aussi beaucoup d'étrangers notamment allemands et anglo-saxons. Mais l'« attracteur » transylvain le plus connu internationalement reste le mythe du comte Dracula créé par l'écrivain irlandais Bram Stoker et popularisé par des dizaines d'œuvres cinématographiques. Ainsi, tout un tourisme « vampiresque » s'est développé notamment autour de la ville médiévale de Sighișoara et du château de Bran, parfois à la place d'autres richesses plus authentiques comme la tour de Chindia (en) à Târgoviște, moins spectaculaire mais bâtie sous le règne de Vlad Țepeș, l'inspirateur du personnage de Dracula ;
- Les « attracteurs » du Nord de la Roumanie sont surtout religieux : églises en bois du Maramureș et monastères de Bucovine, dont la renommée est due, pour les premiers, à leur architecture solide mais élégante et entièrement en bois, et, pour les seconds, à la conservation exceptionnelle de leurs fresques non seulement à l'intérieur, mais aussi à l'extérieur (les plus visités sont Moldovița, Humor, Sucevița, Arbore (en), Pătrăuți, Probota, Suceava et Voroneț).

Malgré ces atouts, le tourisme souffre de la crise financière internationale, d'un déficit de communication (la plupart des sites restent peu connus et les prestataires roumains rechignent à sortir des sentiers battus, à innover) et de la concurrence d'autres destinations plus proches des pays d'origine des touristes occidentaux (Croatie, Hongrie) ou plus facilement accessibles (Grèce, Turquie).
En août 2015, le gouvernement a soumis un projet de loi (statut gouvernemental no 13) qui conduirait à l'établissement d'une sorte de Passenger Name Record pour tous les touristes. La base de données, traduite en anglais par Integrated Tourist Record Computer System, dans laquelle tous les hôtels et pensions entreraient les identifiants des touristes, serait gérée par l'agence militaire Serviciul de Telecomunicații Speciale (en) (STS, Service de télécommunications spéciales), laquelle communiquerait ensuite les données aux différents services du Ministère de l'Intérieur. Le projet suscite beaucoup de critiques de la part des défenseurs du droit à la vie privée.

### Place dans l'économie mondiale
Le PIB de la Roumanie (121,3 milliards d'euros fin 2007) dépend des services pour 55,2 %, de l'industrie pour 34,7 % et de l'agriculture pour 10,1 % pour une population quasi égale dans les trois secteurs. Le rythme de croissance économique a été de 7,7 % en 2006 et de 6,7 % en 2007. L'inflation en rythme annuel en janvier 2008 est à 7,26 %, le déficit budgétaire en 2007 de 2,3 % du PIB et l'endettement de l'État est à 25 % du PIB.
Le classement publié le 16 septembre 2006 par la Conférence des Nations unies sur le commerce et le développement situe la Roumanie à la 24e place (sur 141 pays) au regard de l'attractivité pour les IDE et la dette publique représente moins de 20 % du PIB. Cinq sociétés de Roumanie ont un chiffre d'affaires supérieur à un milliard d'euros : Petrom (groupe OMV), Rompetrol, Mittal Steel Company (ancien Sidex, groupe Arcelor-Mittal), Metro AG (groupe Metro AG) et Automobile Dacia (groupe Renault). En 2024, la Roumanie est classée en 48e position pour l'indice mondial de l'innovation. Selon https://www.ey.com/en_ro (février 2024), "se positionnant à la 16e place (4 %) sur 32 des pays les plus attractifs pour investir en 2022, la Roumanie a dépassé des pays tels que la Hongrie (2 %), la République tchèque (2 %) et est proche de la Pologne, dont le pourcentage s'établit à 6 %".

## Culture

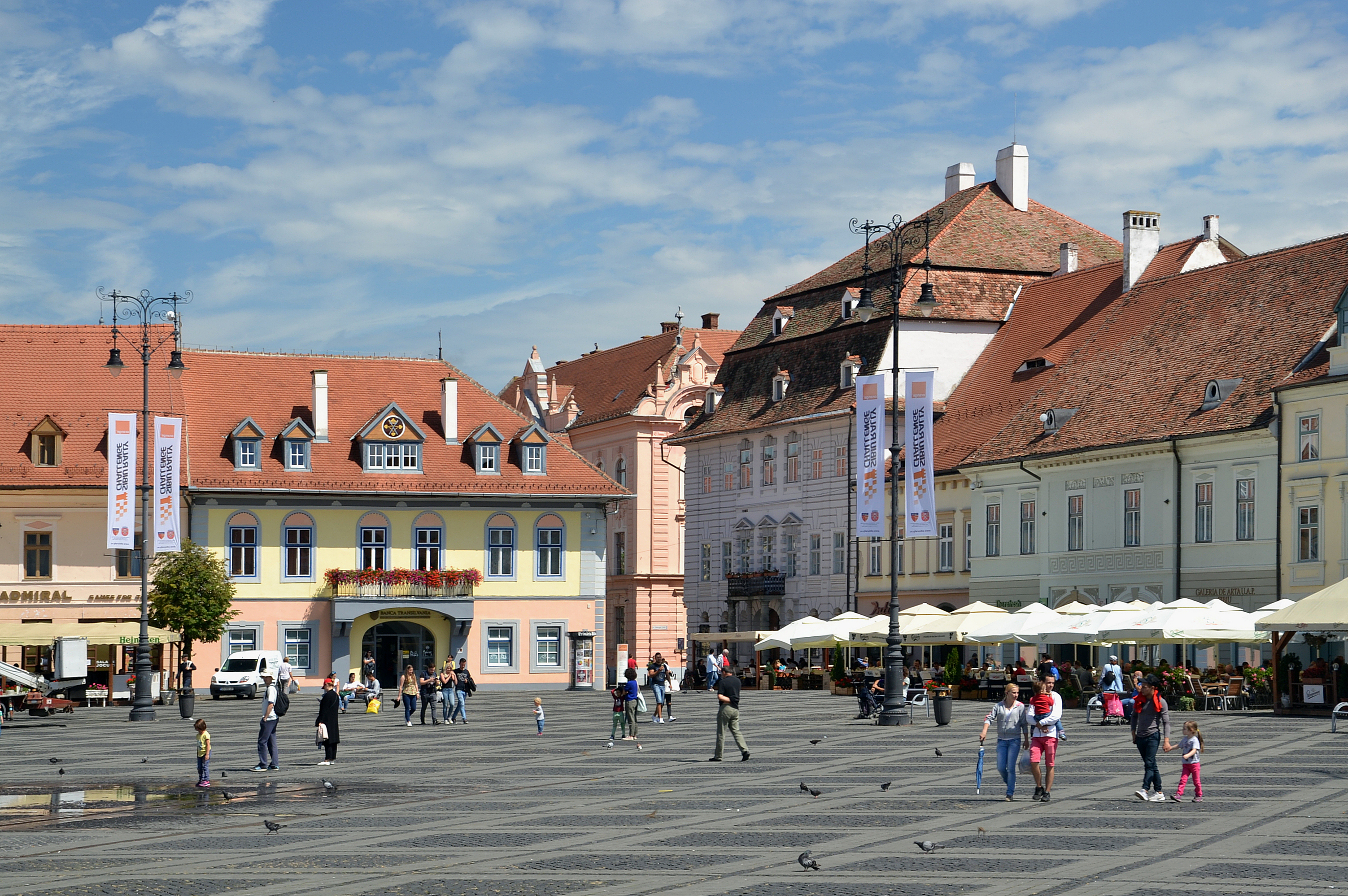
Sibiu a été Capitale européenne de la culture en 2007.

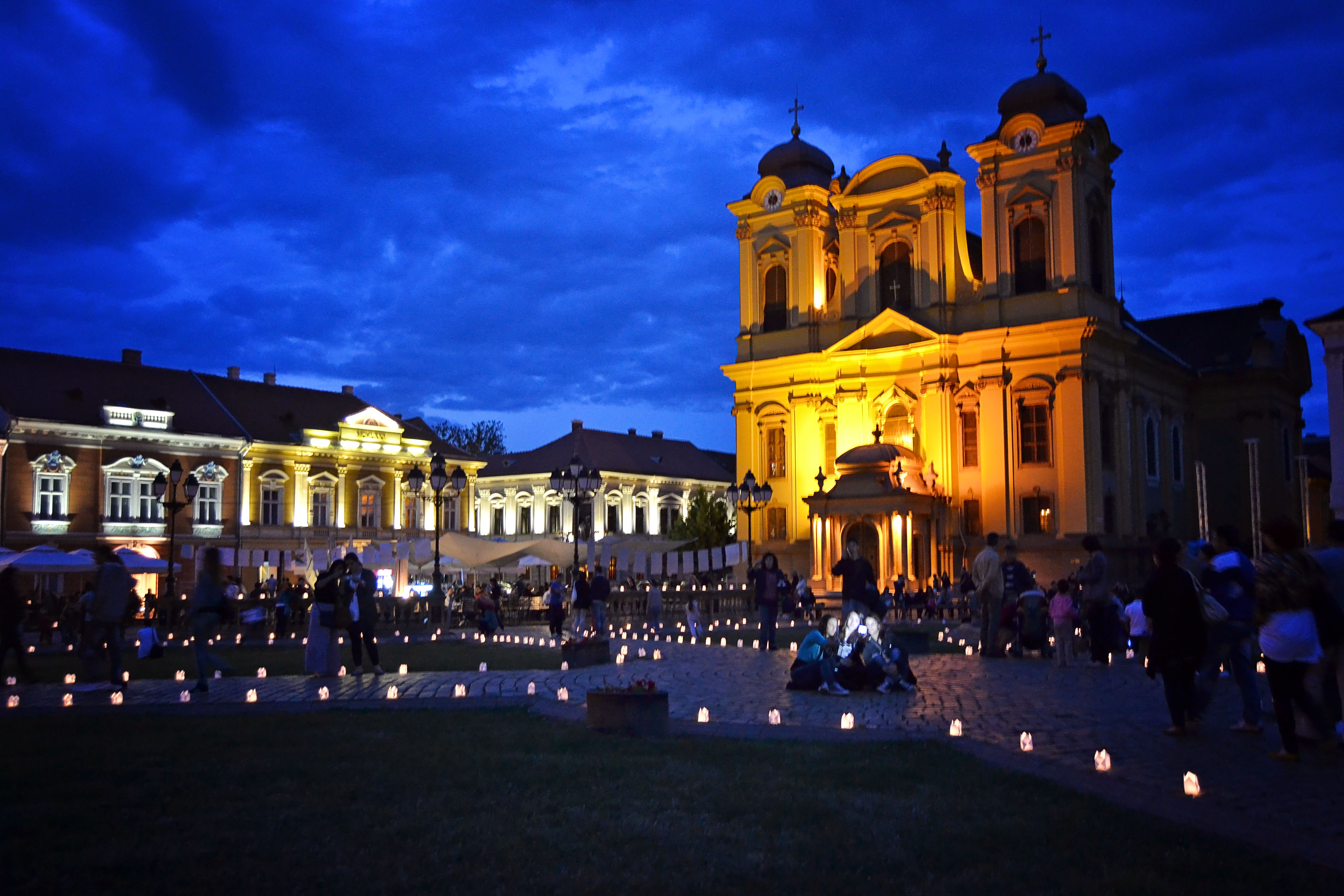
Timișoara, Capitale européenne de la culture en 2023.

Les Roumains décrivent souvent leur pays comme une « île de latinité dans un océan slave ». Cette expression isolationniste a été popularisée par Nicolae Iorga, historien et homme politique de l'entre-deux-guerres. Toutefois il faut y mettre un bémol car la Hongrie ne fait pas partie des pays slaves. Mais surtout, la latinité est surtout linguistique : sur les autres plans de la culture traditionnelle (architecture traditionnelle, arts, musiques, cuisines, influences religieuses, histoire, patrimoine, minorités…) la Roumanie se situe bien au carrefour de l'Europe centrale à laquelle elle appartient par la Transylvanie, de l'Europe orientale à laquelle elle appartient par la Moldavie, et des Balkans auxquels elle appartient par la Valachie et la Dobrogée. Par ailleurs, depuis l'époque des Lumières, la Roumanie a subi une très forte influence occidentale et notamment française, combattue jadis par des partisans de l'« autochtonisme orthodoxe » tels le philosophe Nae Ionescu ou l'essayiste Nichifor Crainic, et aujourd'hui par les polémistes tels Adrian Păunescu ou Corneliu Vadim Tudor.

### Médias

#### Presse écrite
- Dacia, revue spécialisée sur l'archéologie, fondée en 1924.
- Scînteia (ou Scânteia, « l'Étincelle » jusqu'en 1953), quotidien du Parti communiste devenu, après la Libération de 1989, l'Adevărul (« la Vérité »), basé à Bucarest.
- Evenimentul Zilei, quotidien fondé en 1992 (Bucarest).
- Inklusiv, revue homosexuelle fondée en 2005 (Bucarest).
- Krónika, quotidien roumain magyarophone fondé en 1999 (Cluj-Napoca).
- Vásárhelyi Hírlap, quotidien roumain magyarophone fondé en 2007 (Târgu Mureș).

### Arts

#### Architecture

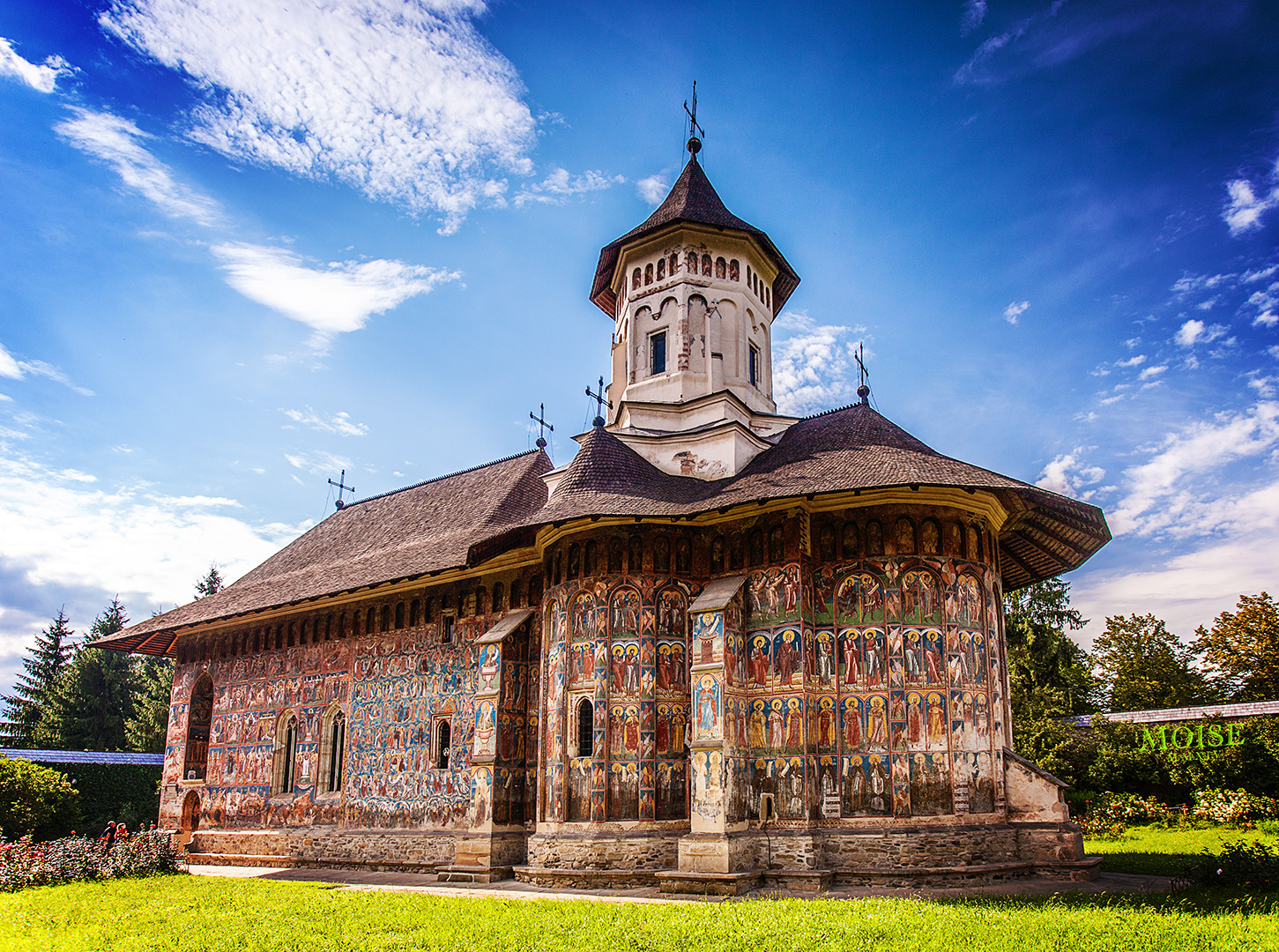
Église de Modovita en Moldavie.

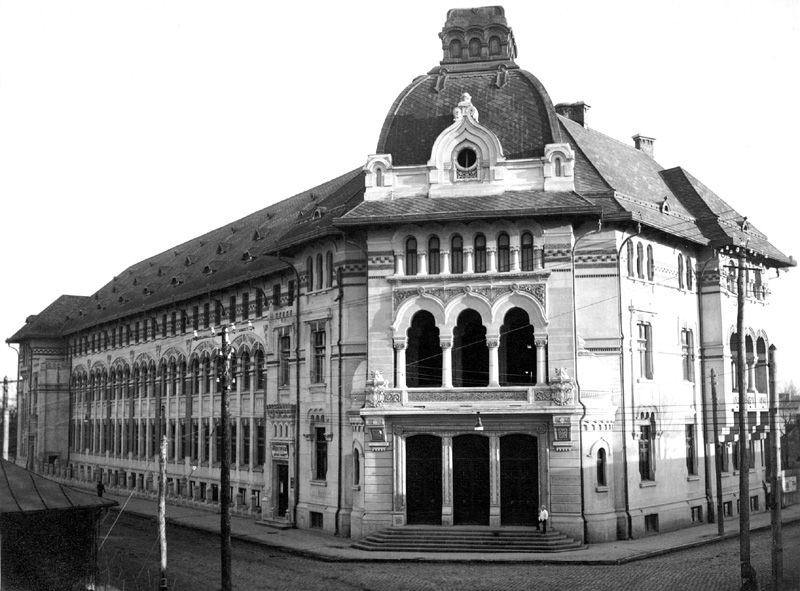
Immeuble de style Brâncovan à Ploiești.

La Roumanie avait un très riche patrimoine architectural où se croisaient des influences byzantines, gothiques, baroques, ottomanes, vénitiennes, françaises de l'époque des Lumières, germaniques, modernes (Bauhaus) ainsi que des styles syncrétiques locaux (style « Brâncovan » typique du XVIIIe siècle roumain), mais la dictature communiste, ainsi que la période néolibérale qui lui a succédé, en ont détruit une partie importante, en raison, pour la première, de l'idéologie visant à « faire table rase des traces d'un passé révolu d'exploitation de l'homme par l'homme » et, pour la seconde, d'un productivisme qui ne se soucie que de rentabilité immédiate, et non du patrimoine culturel ou historique. Il reste cependant un certain nombre de monuments et de bâtiments historiques de valeur, notamment religieux, ainsi que des quartiers et des bourgades entières qui ont été préservés et, dans certains cas, classés. C'est le cas entre autres des églises en bois du Maramureș, des monastères peints de Bucovine, des quartiers historiques des principales villes transylvaines ou l'Athénée roumain, le siège de l'Orchestre philharmonique George Enescu, qui fut inauguré en 1889.
Pendant la période communiste, le palais du Parlement est construit. Ce bâtiment de style néoclassique tardif, est le plus grand bâtiment en pierre et le second plus grand bâtiment administratif au monde après le Pentagone,. Depuis 1997, le palais est le siège de la Chambre des députés et du Sénat.
Plusieurs bâtiments en Roumanie sont de style moderne : le cirque d'État à Bucarest (ro) (le cirque Globus), le bâtiment des expositions internationales Romexpo (ro), le Sala Palatului (ro) (avec plus de 4 000 places), le bâtiment futuriste du théâtre national de Bucarest Ion Luca Caragiale ou encore la Bibliothèque nationale de Roumanie.

#### Peinture
Au cours du Moyen Âge et des Temps modernes, les monastères et les églises orthodoxes se couvrent de peintures murales extérieures et intérieures à caractère religieux d'inspiration orientale. Les peintres de Moldavie atteignent au XVIe siècle un niveau exceptionnel de créativité. Les plus belles se situent sur les églises et monastères de Hârlau, Suceava, Humor, Baia, Moldovița, Bălinești, Putna, Arbore, Voroneț et Sucevița. Les sujets sont principalement religieux mais peuvent également représenter des événements politiques symbolisant la résistance moldave aux Ottomans. Dragoș Coman, zographe, est un des plus grands peintres orthodoxes de cette période. Mis à part les représentations de haut personnages et de boyards, cet art des fresques domine jusqu'au début du XIXe siècle. Á côté des fresques des édifices religieux ou palais, a coexisté et coexiste encore maintenant un artisanat populaire de peinture sur verre, sur bois ou sur céramique.

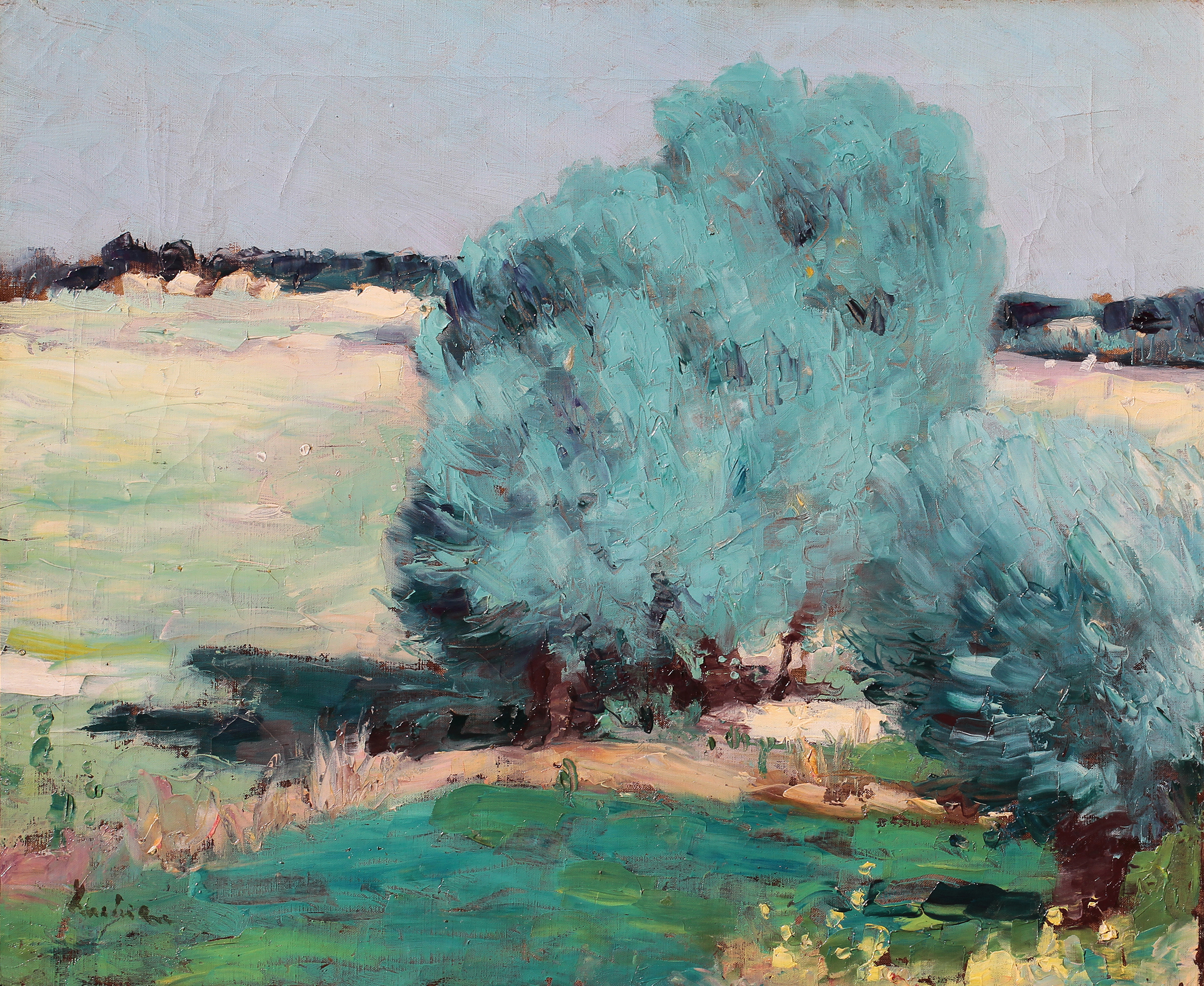
Tableau de Ștefan Luchian (peintre roumain).

Au début du XIXe siècle, les officiers des troupes d'occupation russes et autrichiens, en garnison à Bucarest et Jassy, introduisent les coutumes occidentales dans l'ameublement et la peinture. L'indépendance de la Roumanie confirme cette tendance à s'inspirer des modèles occidentaux. Les peintres roumains prennent alors le chemin de l'étranger (en particulier en France, Allemagne et Hongrie) pour perfectionner leur technique et s'imprégner des courants occidentaux dans l'art. Au XIXe siècle et XXe siècle, des peintres de premier plan tels Theodor Pallady, Theodor Aman et Nicolae Grigorescu viennent perfectionner leur technique en France. Ce faisant, ils entrent en contact avec les courants artistiques de l'Impressionnisme, de l'Art nouveau et l'Art moderne. De retour au pays, ils représentent souvent les paysages de Roumanie, les fêtes populaires et le folklore roumain en l'adaptant au courant artistique en vogue. Parmi les peintres de renom, l'on note également Ştefan Luchian, Octavian Smigelschi, Ion Andreescu et Nicolae Tonitza.

#### Sculpture
La sculpture dans l'art médiéval roumain porte l'accent sur les décorations. Ce n'est qu'à partir de la seconde moitié du XIXe siècle que se développe en Roumanie la sculpture ronde-bosse. Karl Storck, d'origine allemande, s'installe à Bucarest en 1849 et réalise un travail varié dans un style néo-classique, que ce soit en matière de portraits (comme le portrait de Theodor Aman) ou encore en matière de monuments, tels que le Domnița Bălașa (ro) ou encore le Spătarul Mihail Cantacuzino (ro) à Bucarest. En 1865, il devient le premier professeur de sculpture à l'Académie des Beaux-Arts de Bucarest, devenant ainsi une figure prééminente et le principal artisan du renouveau de la sculpture roumaine.
Son fils, Carol Storck (ro), reste célèbre pour ses bustes (B.P. Hasdeu), ses allégories (Le Progrès, L'Électricité), ainsi que pour ses sculptures monumentales (Charles d'Avila).
Ion Georgescu (ro), élève lui aussi de l'Académie des Beaux-Arts de Bucarest, réalise de nombreux portraits très réalistes, dénotant une vaste connaissance anatomique. C'est notamment le cas pour le portrait de l'acteur Mihail Pascaly (ro). Il garde cependant certaines inclinaisons pour le romantisme comme avec le Copiliță rugându-se. On lui doit également la statue de Gheorghe Lazăr sur la Piața Universității à Bucarest, celle de Gheorghe Asachi à Iași, ou encore les allégories de la Justice et de l'Agriculture de la Banque Nationale de Bucarest.
Ștefan Ionescu-Valbudea (ro) est un opposant au néo-classicisme de Georgescu, et se concentre principalement sur l'anatomie humaine, caractérisée au travers de la force et du drame. Parmi ses travaux, on note les œuvres Mihail Nebunul ou encore Speriatul (La Peur) qui est traité tel un modelage nerveux, anticipant les futurs travaux de Dimitrie Paciurea (ro).
Un autre sculpteur d'origine polonaise, Wladimir Hegel (ro), s'établit à Bucarest et y réalise de nombreux travaux, tels que le Monument des pompiers de la butte de Spirea. Il aura comme élèves des noms célèbres de la sculpture roumaine, comme Dimitrie Paciurea ou bien encore Constantin Brâncuși. Brâncuși (1876-1957) est l'un des sculpteurs les plus influents du début du XXe siècle. Il est considéré comme ayant poussé l'abstraction sculpturale jusqu'à un stade jamais atteint dans la tradition moderniste et il a également ouvert la voie à la sculpture surréaliste, ainsi qu'au courant minimaliste des années 1960.

#### Musique

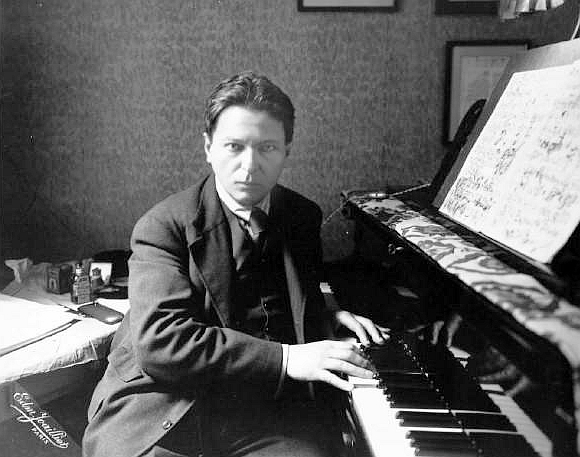
Georges Enesco a été un influent compositeur roumain, violoniste, pianiste et enseignant.

La musique roumaine est particulière au sein de l'Europe de l'Est car la population roumaine n'est pas slave mais en majorité latine, tout comme celle de Moldavie dont la musique partage bien des aspects d'ailleurs. De plus, il existe une grande minorité rom particulièrement versée dans la musique et appelée les Lăutari qui accompagnent traditionnellement les fêtes et banquets (mariages…).
La musique folklorique traditionnelle est très ancienne et se reflète aujourd'hui jusqu'au sein des autres styles de musique — même les plus modernes ou populaires — joués dans le pays. Un musicien comme Gheorghe Zamfir a été l'ambassadeur de cette musique grâce à son succès de par le monde avec sa flûte de Pan (naï).
La musique religieuse inspirée de la musique byzantine s'est aussi adaptée à cette spécificité folklorique et s'est développée au sein de monastères orthodoxes au cours du XVe siècle. La polyphonie qui s'y est implantée au XVIIIe siècle vient elle de l'influence russe et européenne.
Des musiciens contemporains comme Angela Gheorghiu, Edward Maya, Inna, Alexandra Stan, et bien d'autres ont atteint divers niveaux de renommée internationale. Au Concours Eurovision de la chanson, les chanteurs roumains ont obtenu la troisième place en 2005 et 2010.

#### Théâtre et cinéma
Festivals de théâtre :
- Festival international de théâtre de Sibiu, un des plus grands festivals de théâtre d'Europe[143] ;
- B-FIT dans la rue !, Festival international de théâtre de rue (en septembre à Bucarest) ;
- Coup de théâtre, festival bilingue français - roumain organisé par l'Institut français et l'Ambassade de France (en avril à Bucarest) ;
- Festival de clown à Sighișoara[144] ;
- Eurothalia, Festival de théâtre de Timișoara, pièces représentatives de la production théâtrale européenne ;
- Festival du théâtre francophone de Cluj-Napoca ;
- Le Festival Shakespeare, au Théâtre national Marin Sorescu à Craiova ;
- Festival national de comédie (Festivalului de Comedie) de Galați[145] ;
- En outre, en 2012, Arad accueillait le 17e Festival des Festivals.

Le cinéma est apparu en Roumanie le 27 mai 1896, et les premières projections eurent lieu à Bucarest, au siège du journal en langue française L'Indépendance roumaine. Parmi les réalisateurs roumains les plus importants, on note : Jean Georgescu (ro), Victor Iliu (ro), Liviu Ciulei, Ion Popescu-Gopo, Lucian Pintilie, Dan Pita, Alexandru Tatos (ro), Mircea Daneliuc (ro) ou encore Sergiu Nicolaescu. Plusieurs films roumains ont reçu des récompenses internationales, comme La Forêt des pendus (prix de la mise en scène au festival de Cannes 1965), L'Hiver en flammes (prix de la première œuvre au festival de Cannes 1966), 12 h 08 à l'est de Bucarest (8 récompenses) ou encore California Dreamin'.
|                                            |  |                                               |
| Adina Pintilie a reçu l'Ours d'or en 2018. |  | Cristian Mungiu a reçu la Palme d'Or en 2007. |

D'autres films ont également connu un succès international, comme La Mort de Dante Lazarescu ou 4 mois, 3 semaines, 2 jours (palme d'or à Cannes en 2007).
Différents festivals cinématographiques ont lieu :
- Festival international du film, trois catégories : longs métrages, courts métrages et documentaires, avec projections, rétrospectives et masterclass ;
- Transilvania International Film Festival (en mai et juin à Bucarest)[146] ;
- Festival international du film de Transylvanie, le Comedy Cluj et les Soirées du film gay à Cluj-Napoca ;
- FILM.DOK, festival du film documentaire à Miercurea-Ciuc ;
- Anim'est, festival international du film d'animation à Bucarest ;
- Festival international des très courts, films (fiction, animation, documentaire ou expérimental) de moins de 3 minutes réalisés en Roumanie (en avril dans 23 villes participantes)[147] ;
- Timishort Film Festival, Festival international du court-métrage à Timișoara…

Parmi les acteurs roumains connus, qui presque tous ont débuté au théâtre, on trouve Radu Beligan, Medeea Marinescu, Constantin Tănase (ro), Florin Piersic, Gheorghe Dinică, Toma Caragiu, Jean Constantin, Dem Rădulescu, Puiu Călinescu (ro), Tamara Buciuceanu-Botez (ro), Draga Olteanu-Matei, Marin Moraru (ro), Stela Popescu (ro), Amza Pellea, Ștefan Bănică (ro), Costel Băloiu (ro), Ilarion Ciobanu, Nae Lăzărescu (ro), Sebastian Papaiani, Florian Pittiș, Mircea Diaconu, Marcel Iureș, Maia Morgenstern, Sebastian Stan ou bien Alexandru Arșinel (ro).

#### Littérature
|                                 |  |  |
| Mihai Eminescu et Herta Müller. |  |  |

La littérature en slavon a un caractère moral et religieux, historique et littéraire, tels les romans populaires La vie d'Alexandre et Varlaam et Loasaf. Au XVe siècle paraissent les premières traductions des livres religieux en roumain ; à partir du XVIIe siècle, parallèlement à cette littérature religieuse très riche, s'affirme la littérature laïque grâce aux chroniqueurs (Ion Neculce). Le début du XVIIIe siècle est dominé par la personnalité du prince humaniste Dimitrie Cantemir. Au siècle des Lumières prend naissance le mouvement politico-culturel connu sous le nom d'École transylvaine, qui redécouvre la latinité de la culture roumaine pour en tirer arguments dans la lutte de libération nationale. La première moitié du XIXe siècle est marquée par la baisse de l'influence grecque, l'ouverture vers l'Occident. Cependant, une production nationale et originale fondée sur la mise en valeur du folklore et de l'histoire nationale est assurée par Ion Heliade Rădulescu, Costache Negruzzi et surtout Vasile Alecsandri. Dans la seconde moitié du XIXe siècle, de fortes personnalités s'imposent : Mihai Eminescu, Ion Creangă et Ion Luca Caragiale et le critique Titu Maiorescu.
Au début du XXe siècle, la littérature roumaine exalte d'une part autour des revues Sămănătorul, publiée par Nicolae Iorga, et Viata romănească, dirigée par Garabet Ibrăileanu, les valeurs populaires et surtout paysannes avec les poètes George Coșbuc, Octavian Goga et les prosateurs Duiliu Zamfirescu et, à ses débuts Mihail Sadoveanu ; et, d'autre part cultive le symbolisme avec Macedonski. Ces deux directions demeurent entre les deux guerres mondiales, l'une nationale, l'autre orientée vers la littérature européenne. Toutefois, tendant à rejoindre l'universel, la poésie prend un ton lyrique avec Lucian Blaga, innove dans le domaine de l'expression avec les modernistes, Tudor Arghezi et Ion Barbu, l'avant-garde étant représentée par Tristan Tzara. Le roman connaît un essor grandissant avec Ion Agârbiceanu, Cezar Petrescu, Hortensia Papadat-Bengescu, Camil Petrescu, Gib Mihăescu. La même diversité d'expression caractérise aussi le théâtre de l'entre-deux-guerres, tandis que la critique littéraire est représentée par Tudor Vianu. Après la Seconde Guerre mondiale, la littérature roumaine évolue sous le signe du socialisme.
Depuis 1968, deux tendances générales dominent : la remise en valeur du patrimoine national et l'ouverture vers les littératures étrangères, surtout celle de l'Europe occidentale et des États-Unis. Un nouvel équilibre s'établit : les poètes se veulent originaux et indépendants : Nichita Stănescu, Marin Sorescu, Mircea Dinescu. Les romanciers traitent les problèmes de l'individu, exploitent la veine des « thrillers », cultivent le pittoresque ou le réalisme magique. Le mouvement théâtral est très actif et la décentralisation très poussée. Les thèmes principaux sont les problèmes de la société contemporaine, politiques ou traitent de l'histoire des mythes.

### Gastronomie

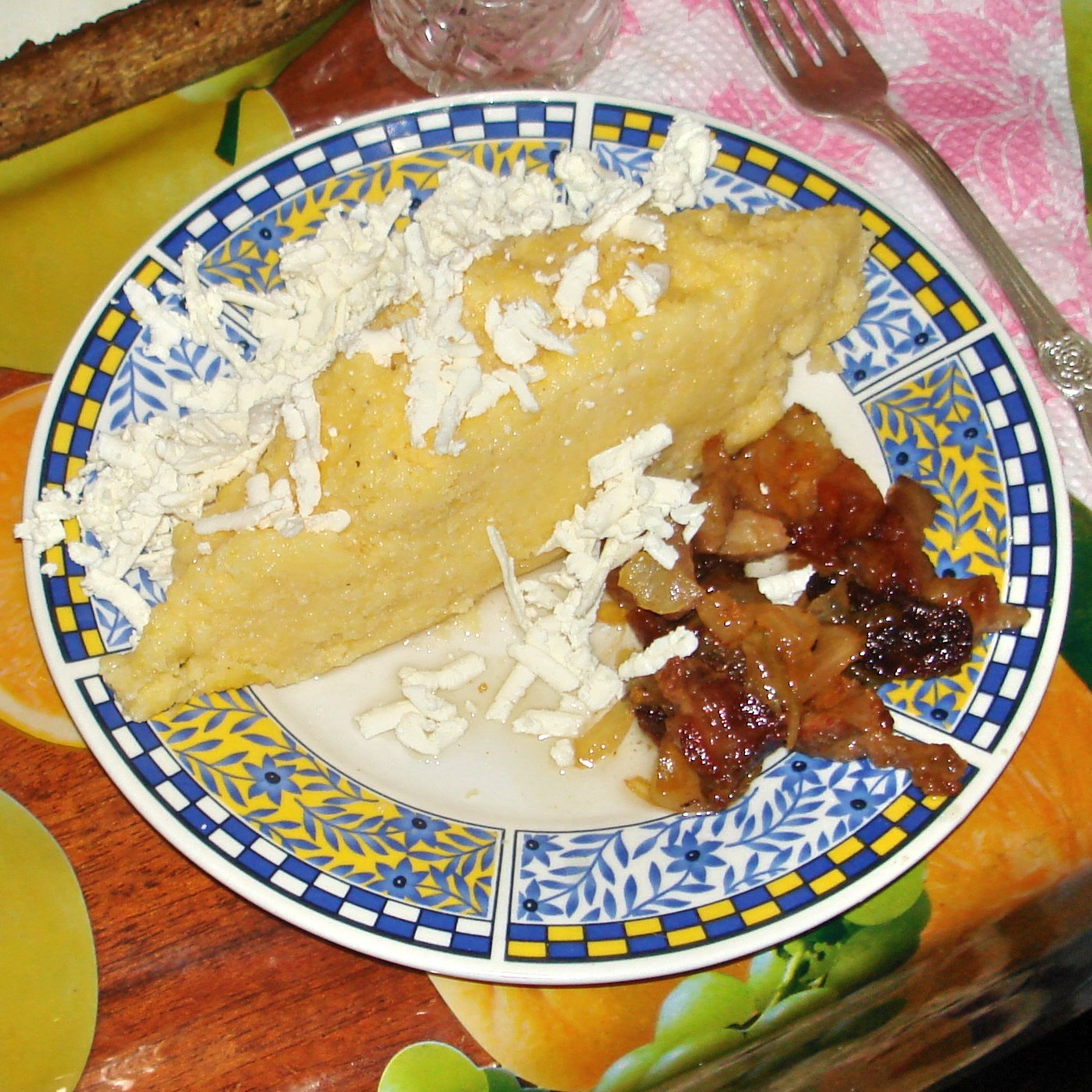
Assiette de "mămăligă cu brânză" (polenta avec du fromage).

La cuisine roumaine a été influencée par la cuisine autrichienne et allemande (en particulier dans les régions historiques autrefois administrées par la monarchie des Habsbourg), mais partage également certaines similitudes avec d'autres cuisines de la région des Balkans comme la cuisine grecque, bulgare ou serbe. La ciorbă comprend une large gamme de soupes aigres, tandis que les mititei (semblable aux Ćevapi), la mămăligă (semblable à la polenta) et le sarmale sont couramment présentés dans les plats principaux.
Le porc, le poulet et le bœuf sont les types de viande préférés, mais l'agneau et le poisson sont également très populaires,. Certaines recettes traditionnelles sont élaborées en lien direct avec les fêtes : les chiftele, le tobă et la tochitură à Noël ; le drob, la pască et le cozonac à Pâques et autres les autres fêtes traditionnelles. La Țuică est une eau-de-vie de prune forte atteignant une teneur en alcool de 70 % qui est la boisson alcoolisée traditionnelle du pays, représentant jusqu'à 75 % de la récolte nationale (la Roumanie est l'un des plus grands producteurs de prunes au monde),. Les boissons alcoolisées traditionnelles comprennent également le vin, le rachiu, la palincă et la vișinată, mais la consommation de bière a considérablement augmenté ces dernières années.

### Sport
La gymnastique roumaine a pris une dimension internationale après la victoire historique de Nadia Comăneci aux Jeux olympiques d'été de 1976, au cours desquels elle fut la première gymnaste à obtenir la note maximale de 10. Beaucoup d'autres gymnastes roumains se sont depuis illustrés sur la scène mondiale, comme Simona Amânar, Andreea Răducan, Sandra Izbașa ou Marian Drăgulescu.
Le football est le sport le plus populaire en Roumanie avec plus de 219 000 joueurs licencié en 2018. Le marché du football professionnel en Roumanie s'élève à environ 740 millions d'euros selon l'UEFA. L'équipe roumaine atteint à plusieurs reprises le stade des quarts de finale, en Coupe du monde de football et en Championnat d'Europe de football, grâce à des joueurs internationalement reconnus comme Gheorghe Hagi, Dan Petrescu où Gheorghe Popescu.
En 1986, l'équipe du Steaua Bucarest a remporté sa seule Coupe d'Europe des clubs champions européens contre le FC Barcelone (0-0, 4-2 tab), c'est à ce jour[Quand ?] la seule victoire en finale d'un club roumain. Le Steaua a aussi atteint la finale en 1989 (victoire de l'AC Milan 4-0).

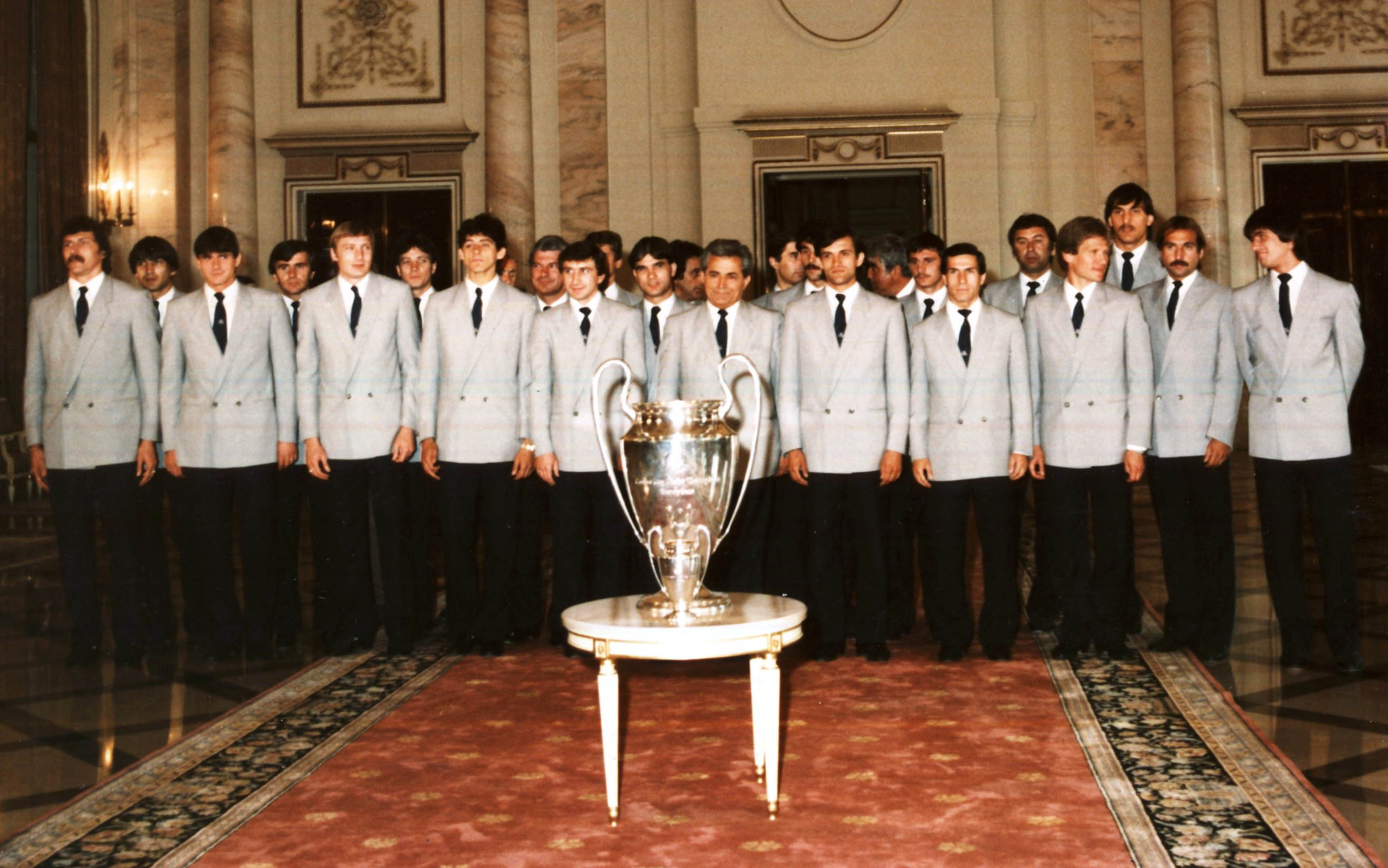
Le Steaua champion d'Europe.

Le tennis est le deuxième sport le plus populaire. La Roumanie a atteint la finale de la Coupe Davis à trois reprises en 1969, 1971 et 1972. En simple, Ilie Năstase a été le premier numéro 1 mondial de fin d'année au classement ATP en 1973, remportant plusieurs titres du Grand Chelem. Virginia Ruzici a également remporté Roland-Garros en 1978 et a été finaliste en 1980, Simona Halep a remporté Roland-Garros en 2018 et Wimbledon en 2019 après avoir perdu ses trois premières finales du Grand Chelem. Elle a terminé 2017 et 2018 en tant que numéro 1 mondiale de la WTA. Et en double, Horia Tecău a remporté trois tournois du Grand Chelem et le Masters de tennis masculin. Il était numéro 2 mondial en 2015.
Le handball est aussi un sport très développé dans le pays, en effet, dans les années 1960 et 1970, l'équipe masculine remporte le championnat du monde à quatre reprises, faisant d'elle à l'époque la recordman de titres en coupe du monde. L'équipe féminine remporte également le titre mondial en 1962, et finit deuxième en 1973.
En rugby à XV, la Roumanie a souvent mis en difficulté le XV de France.
Avec 308 médailles aux Jeux olympiques d'été, la Roumanie se classe au 15e rang parmi tous les pays aux tableau des médailles olympiques, tandis que ses 89 médailles d'or le placeraient au 17e rang. Les Jeux olympiques d'été de 1984 a été la plus prolifique pour les athlètes du pays, où ils remportent 53 médailles au total, dont 20 d'or, se classant finalement 2e derrière les États-Unis, pays hôte, au classement des médailles.
Depuis la fin du régime communiste, le pays connaît une période d'effacement de sa présence sur la scène sportive internationale, peut-être due à ses difficultés économiques.

### Rayonnement culturel international
Le rayonnement culturel international de la Roumanie reste modeste, malgré l'action militante des centres culturels roumains fonctionnant auprès des ambassades et enchaînant des festivals, expositions et conférences sur les sujets les plus divers et les plus modernes, dans un esprit multi-culturel et européen. Cette modestie est proportionnelle aux moyens financiers du pays mais elle est relative : de nombreuses personnalités d'envergure internationale sont roumaines ou originaires de Roumanie, même si ce n'est pas toujours en tant que Roumains qu'elles sont connues. À titre d'exemple, l'explorateur antarctique Emil Racoviță est connu comme Belge, comme le navire à bord duquel il embarqua. Le poète Paul Celan comme Autrichien parce qu'il écrivit en allemand, l'aviateur Traian Vuia comme Hongrois parce que sa région d'origine appartenait à l'Autriche-Hongrie au moment de sa naissance, l'ingénieur Henri Coandă comme Britannique parce qu'il travailla en Grande-Bretagne, le mathématicien et économiste Nicholas Georgescu-Roegen et le réalisateur Jean Negulesco sont connus comme Américains parce qu'ils prirent la nationalité de ce pays et les lettrés Panaït Istrati, Virgil Gheorghiu, Eugène Ionesco et Emil Cioran comme Français parce qu'ils résidèrent longtemps en France et écrivirent en français.
La culture roumaine (au sens large) rayonne donc surtout à travers des personnalités, nées et élevées pour la plupart dans les actuelles Roumanie et Moldavie mais s'étant parfois exprimées en d'autres langues ou possédant une autre nationalité ou la double-nationalité, ce qui fut parfois la conséquence de la « fuite des cerveaux » surtout vers l'Europe de l'Ouest et les États-Unis de 1944 à 1989.
Mais c'est avant tout chez les autochtones de l'autre État à majorité roumanophone : la république de Moldavie, que la culture roumaine est influente, malgré les efforts des gouvernements pro-russes ou communistes qui ont pourtant tout fait pour lui barrer la route, en faisant inscrire dans la Constitution (article 13) que la langue du pays, dénommée ici « moldave », n'est pas le roumain, mais seulement « analogue au roumain » et en promulguant plusieurs lois qui empêchent les autochtones de faire librement référence à l'histoire ou à la culture du peuple roumain et de se définir comme membres de ce peuple, alors que rien n'empêche les colons russes et ukrainiens de faire librement référence à l'histoire et à la culture de la Russie ou de l'Ukraine, et de se définir comme « Russes » ou « Ukrainiens » (sans compter que c'est le russe, langue de 6 % de la population, qui est officiellement « langue de communication inter-ethnique »).

### Image internationale
Comme d'autres pays, pour des causes géographiques, climatiques, environnementales mais surtout historiques, la Roumanie a affronté diverses difficultés, connu et combattu des tyrannies, participé à des guerres, persécuté des populations et subi des persécutions, et une partie de ses citoyens vit encore sous le seuil de pauvreté, manquant de formation et d'éducation. En conséquence, son image est, comme celles d'autres pays, contrastée.

### Fêtes et jours fériés
| Date                                        | Nom français               | Nom roumain                                      | Remarques |
| ------------------------------------------- | -------------------------- | ------------------------------------------------ | --- |
| 1er janvier et 2 janvier                    | Jour de l'an / Nouvel an   | Anul nou                                         | |
| en avril ou en mai                          | Pâques                     | Paște / Paști                                    | Pâques orthodoxes |
| 1er mai                                     | Jour du travail            | Ziua muncii                                      | |
| en mai ou en juin (le dimanche et le lundi) | Pentecôte                  | Rusalii / Pogorârea Sfântului Duh / Cincizecimea | 50 jours après les Pâques orthodoxes |
| 10 mai                                      | Jour de la monarchie       | Sărbătoare națională                             | Jour non férié commémorant : - la prestation de serment de Carol Ier en tant que prince souverain de Roumanie (10 mai 1866) - la proclamation de l'indépendance des Principautés unies de Moldavie et de Valachie vis-à-vis de l'Empire ottoman (10 mai 1877) - le couronnement de Carol Ier en tant que roi (10 mai 1881). |
| 15 août                                     | Dormition                  | Adormirea Maicii Domnului                        | Aussi le jour des forces navales roumaines puisque Sainte-Marie est la patronne de la marine. |
| 1er décembre                                | Fête nationale de Roumanie | Ziua Națională a României                        | Célébration de l'union de la Transylvanie à l'ancien Royaume de la Roumanie, le 1er décembre 1918. Et même, la célébration de l'unité des toutes les roumains. |
| 25-26 décembre                              | Noël                       | Nașterea Domnului (Crăciun)                      | Le premier et le deuxième jour de Noël sont des jours fériés. |